# Guerre de Crimée
Vous lisez un « article de qualité » labellisé en 2015.
Ne doit pas être confondu avec campagnes de Crimée (1687-1689), annexion de la Crimée (1783), campagne de Crimée (1941-1942), campagne de Crimée (1944) ou annexion de la Crimée (2014).
Notes
Guerres russo-turques
Guerres ottomanes en Europe
Batailles
- Isaccea (10-1853)
- Oltenița (11-1853)
- Pitsounda (11-1853)
- Sinope (11-1853)
- Cetate (12-1853)
- Silistra (04-1854)
- Kurekdere (08-1854)
- Bomarsund (08-1854)
- Petropavlovsk (08-1854)
- Alma (09-1854)
- Sébastopol (10-1854)
- Balaklava (10-1854)
- Inkerman (11-1854)
- Eupatoria (02-1855)
- Taganrog (05-1855)
- Kars (07-1855)
- Tchernaïa (08-1855)
- Malakoff (09-1855)
- Kanghil (09-1855)
- Kinbourn (10-1855)

La guerre de Crimée oppose de 1853 à 1856 l'Empire russe à une coalition formée de l'Empire ottoman, de l'Empire français, du Royaume-Uni et du royaume de Sardaigne. Provoqué par l'expansionnisme russe et la crainte de l'effondrement de l'Empire ottoman, le conflit se déroule essentiellement en Crimée autour de la base navale de Sébastopol. Il s'achève par la défaite de la Russie, entérinée par le traité de Paris de 1856.
À la fin du XVIIe siècle, l'Empire ottoman était entré dans une période de déclin et ses institutions militaires, politiques et économiques furent incapables de se réformer. Au cours de plusieurs conflits, il avait perdu tous ses territoires au nord de la mer Noire, dont la péninsule de Crimée, au profit de la Russie. Cette dernière cherchait par ailleurs à saper l'autorité de Constantinople en revendiquant le droit de protéger l'importante communauté orthodoxe vivant dans les provinces balkaniques de l'Empire ottoman. La France et le Royaume-Uni craignaient que l'Empire ne devînt un vassal de la Russie, ce qui aurait bouleversé l'équilibre des puissances en Europe.
Les tensions furent accrues par les disputes entre chrétiens occidentaux et chrétiens orientaux pour le contrôle des lieux saints en Palestine. Les Russes utilisèrent ce prétexte pour exiger d'importantes concessions de la part des Ottomans. Mais ceux-ci, soutenus par les puissances occidentales, refusèrent et la guerre éclata à l'automne 1853. Russes et Ottomans s'affrontèrent dans le Caucase et en Dobroudja tandis que le refus de Saint-Pétersbourg d'évacuer les principautés roumaines de Valachie et Moldavie sous souveraineté ottomane provoquait l'entrée en guerre des Français et des Britanniques. Craignant une intervention autrichienne aux côtés des Alliés, le tsar Nicolas Ier quitta les Balkans à l'été 1854. Désireux de réduire la puissance militaire russe dans la région pour l'empêcher de menacer à nouveau l'Empire ottoman, l'empereur français Napoléon III et le Premier ministre du Royaume-Uni Lord Palmerston décidèrent d'attaquer la base navale de Sébastopol où se trouvait la flotte russe de la mer Noire.
Après leur débarquement à Eupatoria le 14 septembre 1854, les forces alliées battirent les Russes lors de la bataille de l'Alma et commencèrent à assiéger Sébastopol au début du mois d'octobre. Malgré leur optimisme initial, les Alliés se heurtèrent rapidement à la résistance acharnée des défenseurs et le front se couvrit de tranchées. Le climat et les défaillances de la logistique rendirent les conditions de vie des soldats des deux camps particulièrement difficiles ; le froid, la faim et les maladies firent des dizaines de milliers de victimes et tuèrent bien plus que les combats. Les Russes tentèrent à plusieurs reprises de briser l'encerclement de Sébastopol mais leurs tentatives à Balaklava, à Inkerman et à la Tchernaïa furent repoussées tandis que les Alliés ne s'emparèrent des redoutes russes qu'au prix de lourdes pertes. Finalement, l'arrivée de renforts et l'épuisement des défenseurs permirent aux Français de s'emparer du bastion de Malakoff dominant la ville le 8 septembre 1855 ; les Russes évacuèrent Sébastopol le lendemain.
Les combats se poursuivirent pendant quelques mois avant la signature du traité de Paris le 30 mars 1856. Celui-ci mit fin au Concert européen issu du congrès de Vienne de 1815 et consacra le retour de la France dans les affaires européennes mais ne résolut pas la question d'Orient à l'origine du conflit.
La guerre de Crimée est parfois considérée comme la première « guerre moderne » du fait de l'utilisation de nouvelles technologies comme les bateaux à vapeur, le chemin de fer, les fusils à canon rayé, le télégraphe et la photographie.

## Contexte

### Déclin de l'Empire ottoman

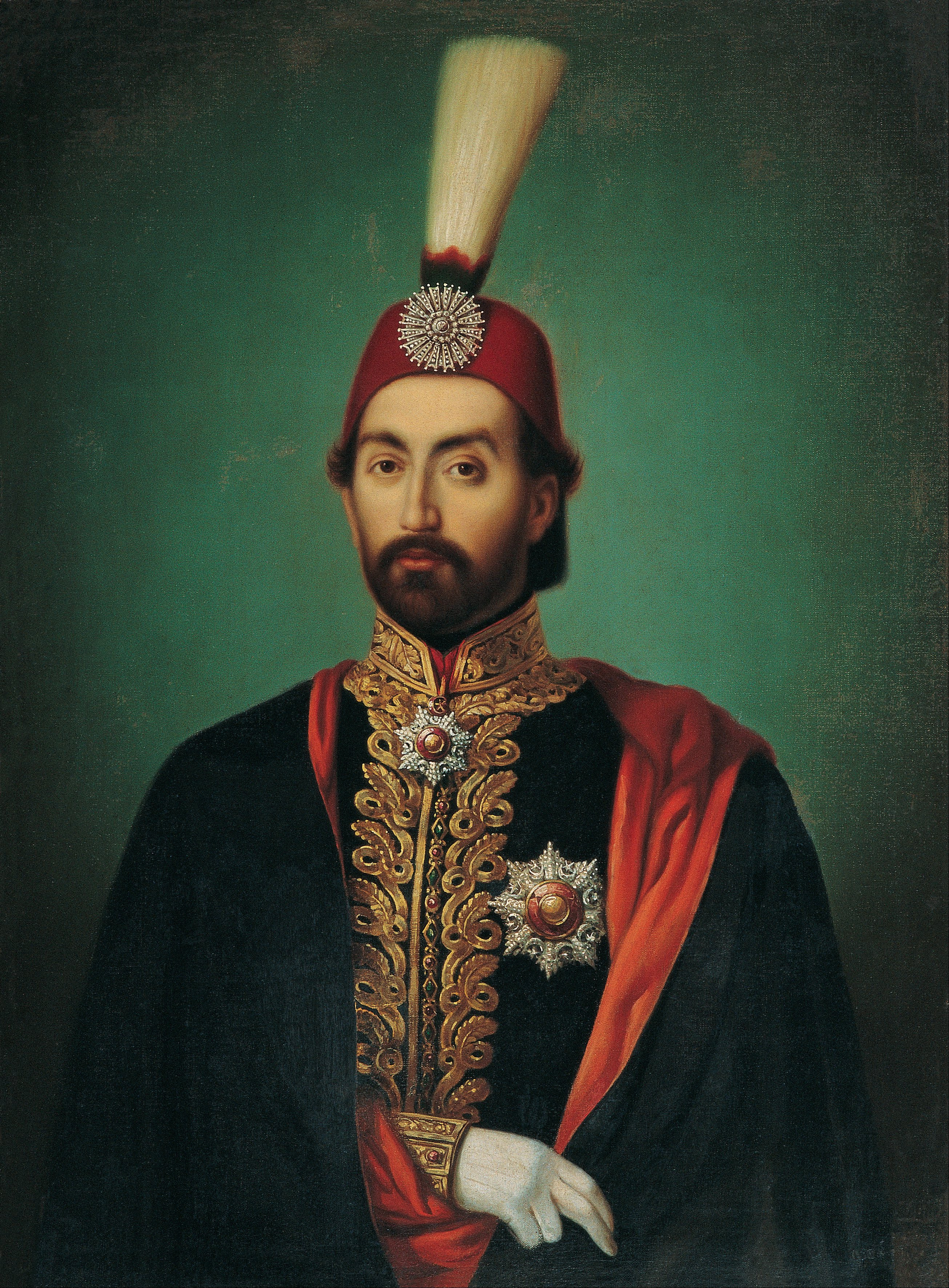
Durant son règne, le sultan Abdülmecid Ier mena la politique des Tanzimat destinée à réformer l'Empire ottoman.

Après son apogée à la fin du XVIIe siècle, l'Empire ottoman était entré dans une phase de déclin et était surnommé l'« homme malade de l'Europe ». Du fait du conservatisme religieux et du rejet des influences étrangères, il s'était révélé incapable d'intégrer les idées et les technologies développées en Europe de l'Ouest tandis que le commerce était dominé par les non-musulmans. La corruption était endémique et les responsables locaux jouissaient d'une large autonomie dont ils profitaient pour s'enrichir aux dépens du gouvernement central du sultan. Finalement, l'armée ottomane manquait d'entraînement tandis que ses tactiques et son armement étaient inférieurs à ceux des puissances occidentales,.
Après être devenu sultan en 1789, Sélim III mit en place une politique réformatrice pour adopter les idées occidentales à la manière de ce qu'avait fait Pierre Ier pour la Russie un siècle plus tôt. Ces actions irritèrent cependant les autorités religieuses, qui rejetaient ces évolutions, et le corps militaire des janissaires, qui craignait pour son indépendance. En 1807, ce dernier renversa Sélim III qui fut assassiné l'année suivante mais son successeur Mahmoud II poursuivit ces réformes. Il s'appuya initialement sur l'armée pour asseoir son autorité vis-à-vis des responsables locaux, renforcer la centralisation de l'Empire et créer des écoles militaires. Quand les janissaires se soulevèrent à nouveau contre la modernisation de l'armée en 1826, ils furent écrasés et le corps fut dissous.

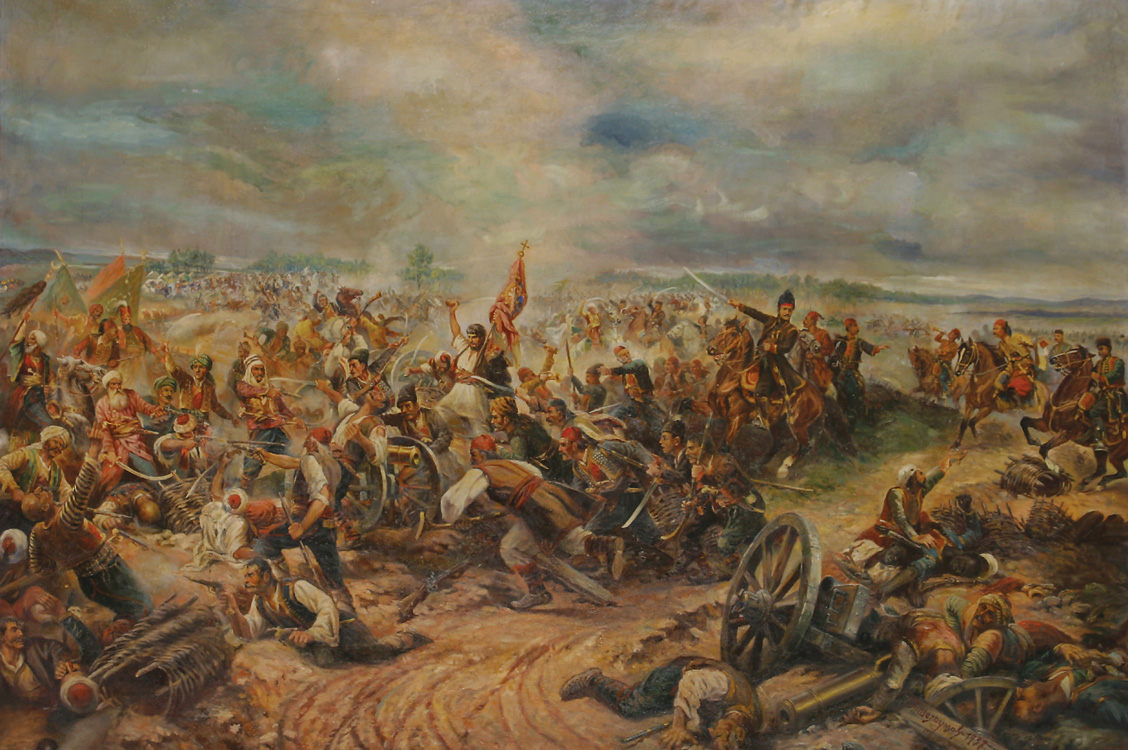
Première insurrection serbe contre les Ottomans (1804–1813).

Ces réformes, tardives et incomplètes, ne permirent pas d'enrayer le déclin de l'Empire. Du fait de cette faiblesse, les puissances européennes intervinrent de plus en plus dans ses affaires intérieures sous le prétexte officiel de protéger les minorités chrétiennes. La Russie était particulièrement active dans ce domaine d'autant plus que les orthodoxes représentaient environ un tiers de la population de l'Empire (mais 75 % dans les Balkans), soit dix millions de personnes au début du XIXe siècle. Elle était cependant, avec le Royaume-Uni, l'empire d'Autriche et le royaume de Prusse, l'un des membres fondateurs de la Sainte-Alliance créée en 1815 à la suite des guerres napoléoniennes pour réprimer tous les mouvements nationalistes et libéraux pouvant menacer les puissances établies. Ainsi, malgré sa sympathie pour la révolte des Grecs et des Roumains en 1821, la Russie n'intervint pas et laissa l'Empire ottoman écraser ces soulèvements. La violence de la répression ottomane poussa néanmoins l'empereur Nicolas Ier à estimer que la défense des chrétiens contre les agressions musulmanes était plus importante que les considérations sur la souveraineté de l'Empire. Poussées par leurs opinions publiques, les autres puissances européennes firent pression sur le sultan Mahmoud II pour qu'il signe en 1826 la convention d'Akkerman favorable aux intérêts russes mais il refusa en 1827 le traité de Londres prévoyant une large autonomie pour les provinces grecques. Cela provoqua une nouvelle guerre russo-turque et l'armée ottomane fut écrasée lors de l'offensive de 1829. Alors que les forces russes approchaient de Constantinople, l'effondrement de l'Empire ottoman semblait imminent. Nicolas Ier ne poursuivit pas son avancée de peur que le vide laissé par cette désintégration ne soit comblé par les autres puissances européennes qui pourraient se liguer contre une Russie devenue trop puissante. Par conséquent, le traité d'Andrinople mettant fin au conflit fut relativement clément pour le vaincu car les Russes estimaient qu'un Empire affaibli était préférable au chaos. À l'inverse, les autres puissances, et en particulier le Royaume-Uni, considéraient que le texte équivalait à la mise sous tutelle de l'Empire par la Russie ; cette issue était donc moins avantageuse qu'un démembrement qui se serait au moins fait via des négociations.

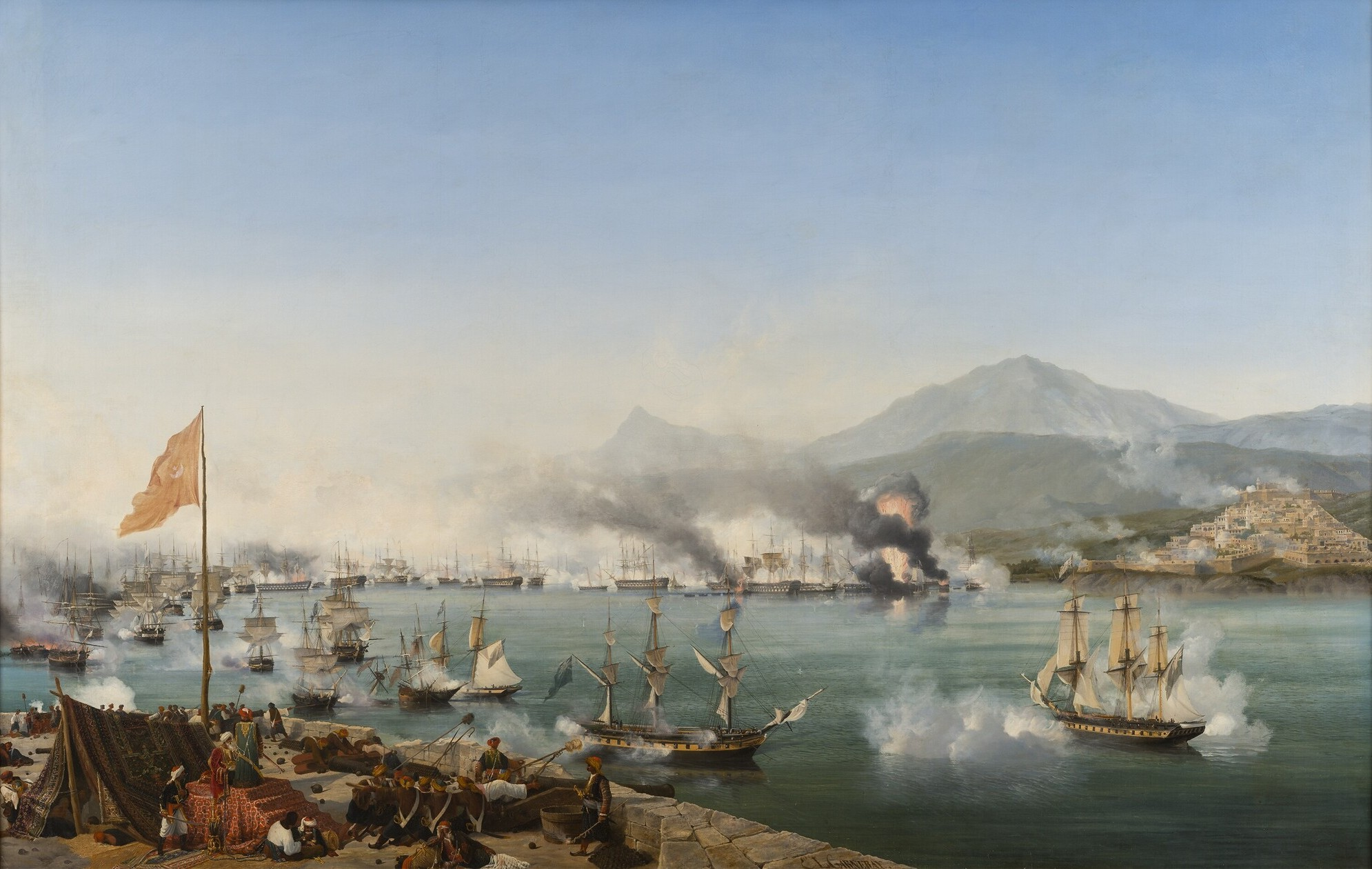
La bataille navale de Navarin, livrée le 20 octobre 1827, entraîne la destruction totale de la flotte turco-égyptienne.

Cette volonté de maintenir un Empire ottoman affaibli et dépendant caractérisa la politique étrangère russe dans la région, de 1829 jusqu'à la guerre de Crimée. Ce fut le cas en 1833 quand le vice-roi d'Égypte, Méhémet Ali, se révolta contre le sultan. Son armée, formée à l'occidentale, conquit la Syrie sans que les Ottomans soient capables de s'y opposer, sous le regard plutôt bienveillant de la France et du Royaume-Uni. De leur côté, les Russes craignaient qu'Ali ne remplace l'Empire ottoman par une entité plus puissante et hostile à leurs intérêts ; Nicolas Ier déploya donc 40 000 hommes pour protéger Constantinople. Alarmés par la tournure des événements, la France et le Royaume-Uni organisèrent une médiation qui permit le retour au calme via la convention de Kütahya de mai 1833. Peu après, le tsar et le sultan signèrent le traité d'Unkiar-Skelessi par lequel la Russie garantissait l'indépendance de l'Empire ottoman en échange de quoi ce dernier promettait de fermer les Détroits aux navires de guerre étrangers à la demande des Russes. Ces dispositions secrètes, rapidement rendues publiques, furent très mal accueillies à l'ouest où le ministre français François Guizot déclara que la mer Noire était devenue un « lac russe » gardé par un État vassal de la Russie. Le contrôle de la Palestine par Ali était également mal accepté par les puissances européennes car il défendait une variante plus rigoureuse de l'islam et continuait à menacer l'Empire ottoman. Au terme d'une deuxième guerre égypto-ottomane en 1840, le traité de Londres accorda une large autonomie à Ali en échange de la reconnaissance de la souveraineté du sultan sur le reste de son territoire. Associée à ce texte, une convention signée l'année suivante interdisait tout passage dans les Détroits de navires de guerre appartenant à des pays non alliés à l'Empire. Il s'agissait d'une importante concession de la Russie car ses territoires sur le pourtour de la mer Noire devenaient vulnérables à une attaque navale, mais elle lui permit d'améliorer ses relations avec le Royaume-Uni. Nicolas Ier se rendit d'ailleurs à Londres en 1844 afin de négocier une éventuelle alliance entre les deux pays et une définition des sphères d'influence respectives dans le cas d'un démembrement de l'Empire ottoman, mais les Britanniques ne donnèrent pas suite à ses propositions.

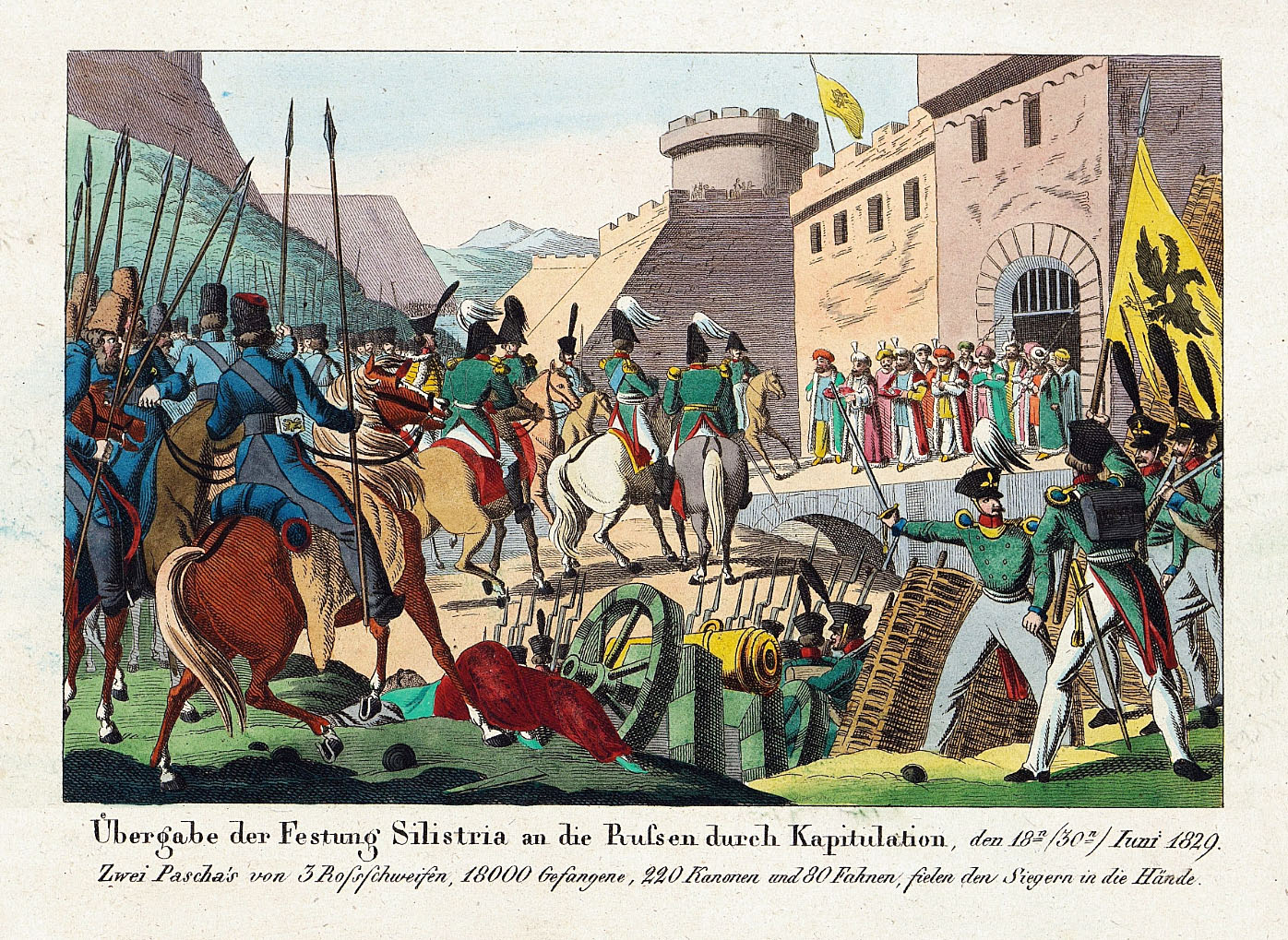
La neuvième guerre russo-turque se déroula de 1828 à 1829 lorsque la Russie décida de soutenir la révolte des Grecs contre l'Empire ottoman.

Le Royaume-Uni, qui avait longtemps défendu le statu quo dans la région, accrut ses interventions dans les affaires de l'Empire ottoman en considérant que des réformes étaient la seule solution à la question d'Orient. Les Britanniques encouragèrent donc la poursuite des politiques de modernisation par le nouveau sultan Abdülmecid Ier, dont l'édit de Gülhane — garantissant les droits et les propriétés de tous les sujets ottomans sans distinction de religion — initia l'ère réformatrice des Tanzimat, « réorganisation » en turc ottoman, destinées à créer un État plus centralisé et plus tolérant en rationalisant l'administration, l'économie et l'éducation. L'application de ces déclarations fut néanmoins compliquée par l'opposition des élites locales et des religieux, d'autant plus que le pays ne disposait pas des moyens de transport ou de communication nécessaires pour asseoir l'autorité de Constantinople ; dans la pratique, les chrétiens continuèrent d'être largement considérés comme des citoyens de second ordre. De la même manière, les réformes militaires connurent un succès limité en raison du manque de financement et du peu d'enthousiasme des administrateurs. Pour l'historien M. Şükrü Hanioğlu, ces tentatives de centralisation ne firent que révéler et approfondir les divisions internes de l'Empire ; les mouvements nationalistes se développèrent ainsi par opposition au pouvoir central jugé coupable de vouloir supprimer les traditions locales et de pratiquer une politique de turquisation.

### Expansionnisme de la Russie

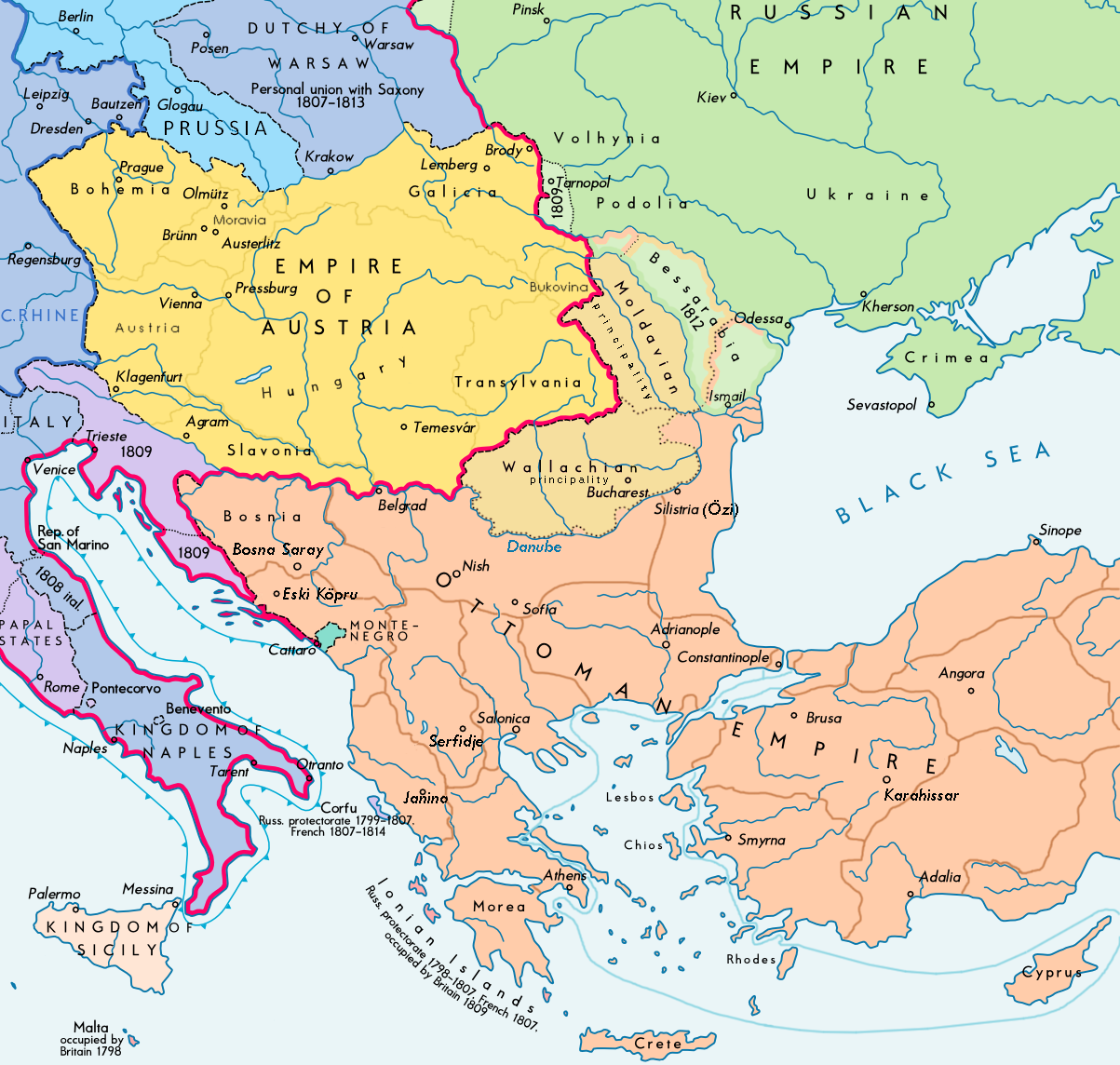
L'Europe du Sud-Est après le traité de Bucarest.

Après s'être libéré du joug tatar à la fin du XVe siècle, la grande-principauté de Moscou unifia les entités slaves de la Rus' et devint le tsarat de Russie en 1547 puis l'Empire russe en 1721. Cette expansion se heurta rapidement à l'influence ottomane en Ukraine et dans le Caucase. Entre 1550 et 1850, les deux empires s'affrontèrent à neuf reprises et la Russie eut fréquemment le dessus. Ainsi, au terme de la guerre russo-turque de 1768-1774, le khanat de Crimée, jusqu'alors vassal de l'Empire ottoman, passa dans la sphère d'influence russe via le traité de Küçük Kaynarca même s'il conservait une indépendance de forme.

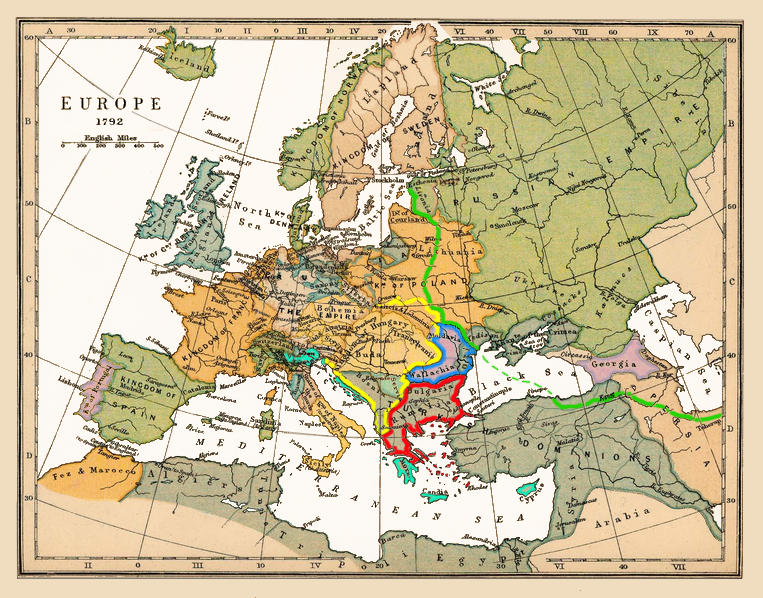
Le « projet grec » de Catherine II de Russie au détriment de l'Empire ottoman : en rouge l'« Empire néobyzantin » pour son fils Constantin de Russie, en bleu le « royaume de Dacie » pour Grigori Potemkine, en jaune les compensations pour l'empire des Habsbourg et en bleu-vert celles de Venise.

En plus d'obtenir le libre passage de leurs navires de commerce via les détroits du Bosphore et des Dardanelles, les Russes reçurent le droit de construire une église orthodoxe à Constantinople et revendiquèrent par la suite le droit de parler et d'intervenir au nom des populations orthodoxes de l'Empire,. Le khanat de Crimée fut formellement annexé en 1783 et la péninsule fut rattachée au gouvernement de Tauride,. Au milieu du XIXe siècle, la Russie contrôlait tout le pourtour nord de la mer Noire depuis les bouches du Danube jusqu'à la Géorgie.
Pour les Russes, cette expansion vers le sud revêtait aussi un caractère religieux. Considérant la Russie comme la « Troisième Rome » (Constantinople ayant été la « Seconde Rome » jusqu'en 1453), le général Grigori Potemkine, l'un des favoris de Catherine II, défendait le « projet grec » de l'impératrice visant à repousser l'Empire ottoman en Anatolie pour restaurer dans les Balkans l'Empire byzantin avec sa capitale à Constantinople, afin de rassembler toutes les populations orthodoxes sous la houlette russe,. Les minorités musulmanes, nombreuses en Albanie, Bosnie, Dobroudja, Roumélie et Thrace, étaient considérées comme une menace pour l'autorité russe. Ce fut aussi le cas dans le Sud de l'actuelle Ukraine, qui, une fois devenu russe et appelé « Nouvelle Russie », subit un programme de colonisation accompagné par la création de villes nouvelles comme Sébastopol en 1783 ou Odessa en 1794. L'immigration chrétienne d'origine ukrainienne, russe, allemande, polonaise, moldave, gagaouze, bulgare et serbe fut encouragée pour permettre le développement de cette région faiblement peuplée. Ces nouveaux occupants de la région se méfiaient des 300 000 Tatars musulmans vivant en Crimée, qui avaient longtemps pratiqué le commerce des esclaves qu'ils se procuraient lors de fréquents raids contre les villages chrétiens, notamment dans la steppe ukrainienne. Les Russes s'efforcèrent donc de pousser ces Tatars à partir par la confiscation de leurs troupeaux et de leurs terres, par le travail forcé et les violences des Cosaques. En 1800, près de 100 000 musulmans avaient quitté la région et ils furent remplacés par des colons orthodoxes dont beaucoup venaient de l'Empire ottoman.

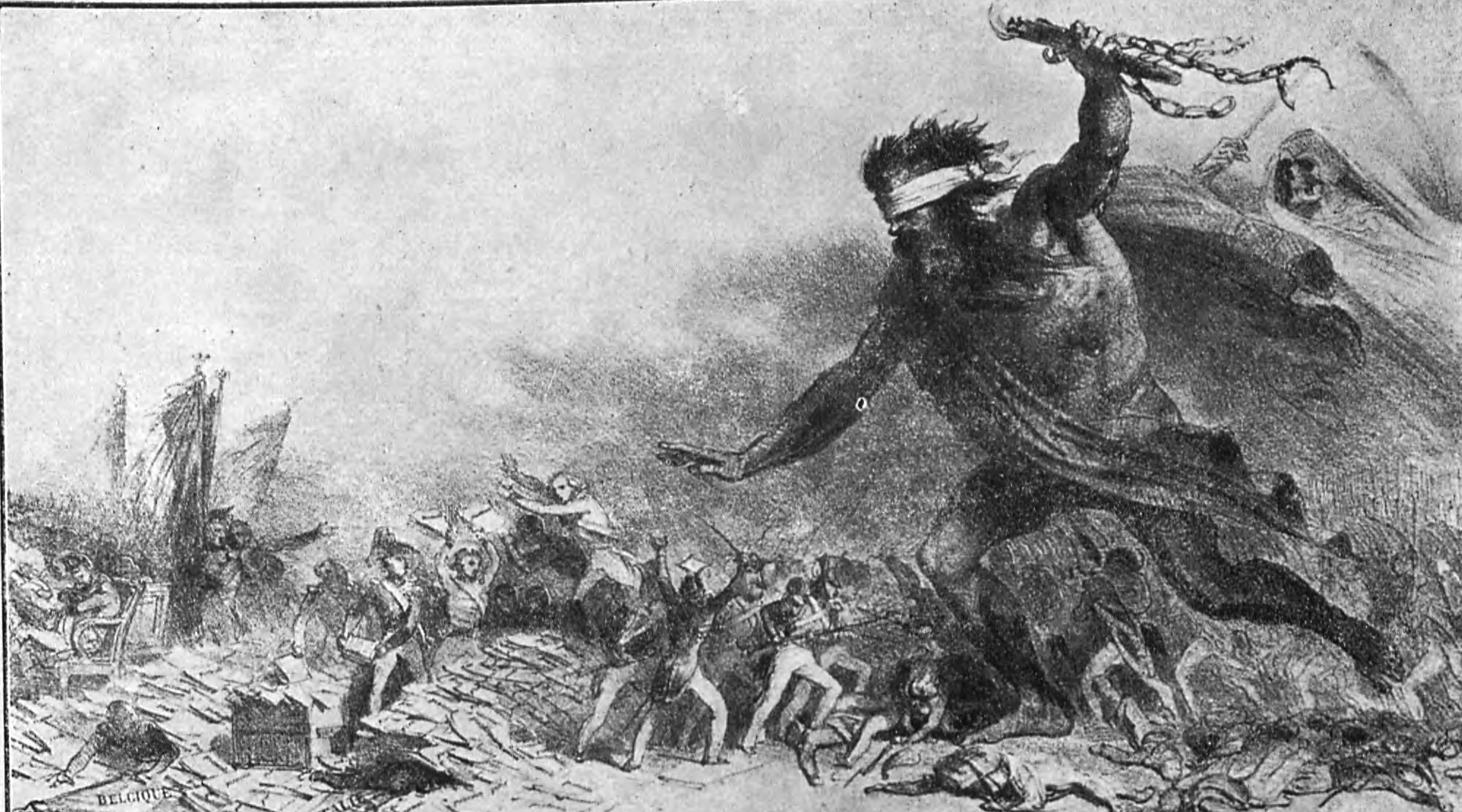
Allégorie de l'expansion russe par Auguste Raffet au moment de l'insurrection polonaise de 1830.

La rapide expansion de la Russie au XVIIIe siècle et la démonstration de sa puissance militaire durant les guerres napoléoniennes inquiétèrent les puissances européennes et la russophobie était un sentiment largement partagé,. En 1851, l'écrivain français Jules Michelet écrivit ainsi qu'elle était « un géant froid famélique dont la gueule s'entrebâille toujours vers le riche Occident. […] La Russie, c'est le choléra […] c'est l'empire du mensonge ». Cette russophobie était particulièrement présente au Royaume-Uni où les journaux s'alarmaient d'une éventuelle attaque russe en direction des Indes, qui étaient de loin la colonie la plus prospère et la plus riche de l'Empire britannique,. Si cette perspective était jugée fantaisiste par les stratèges britanniques, le contrôle des voies commerciales reliant le sous-continent à l'Angleterre revêtait une importance stratégique. L'Afghanistan et la Perse firent ainsi l'objet d'intenses pressions de la part des deux pays dans ce qui fut par la suite appelé le « Grand Jeu ». Plus à l'ouest, le développement des bateaux à vapeur accrut fortement le commerce dans la mer Rouge et en Mésopotamie, deux régions contrôlées par l'Empire ottoman. Les différents accords de la première moitié du XIXe siècle avaient également ouvert le marché ottoman au commerce britannique et le Royaume-Uni s'inquiétait ainsi d'un éventuel accès de la flotte russe à la Méditerranée qui menacerait son influence dans la région,.

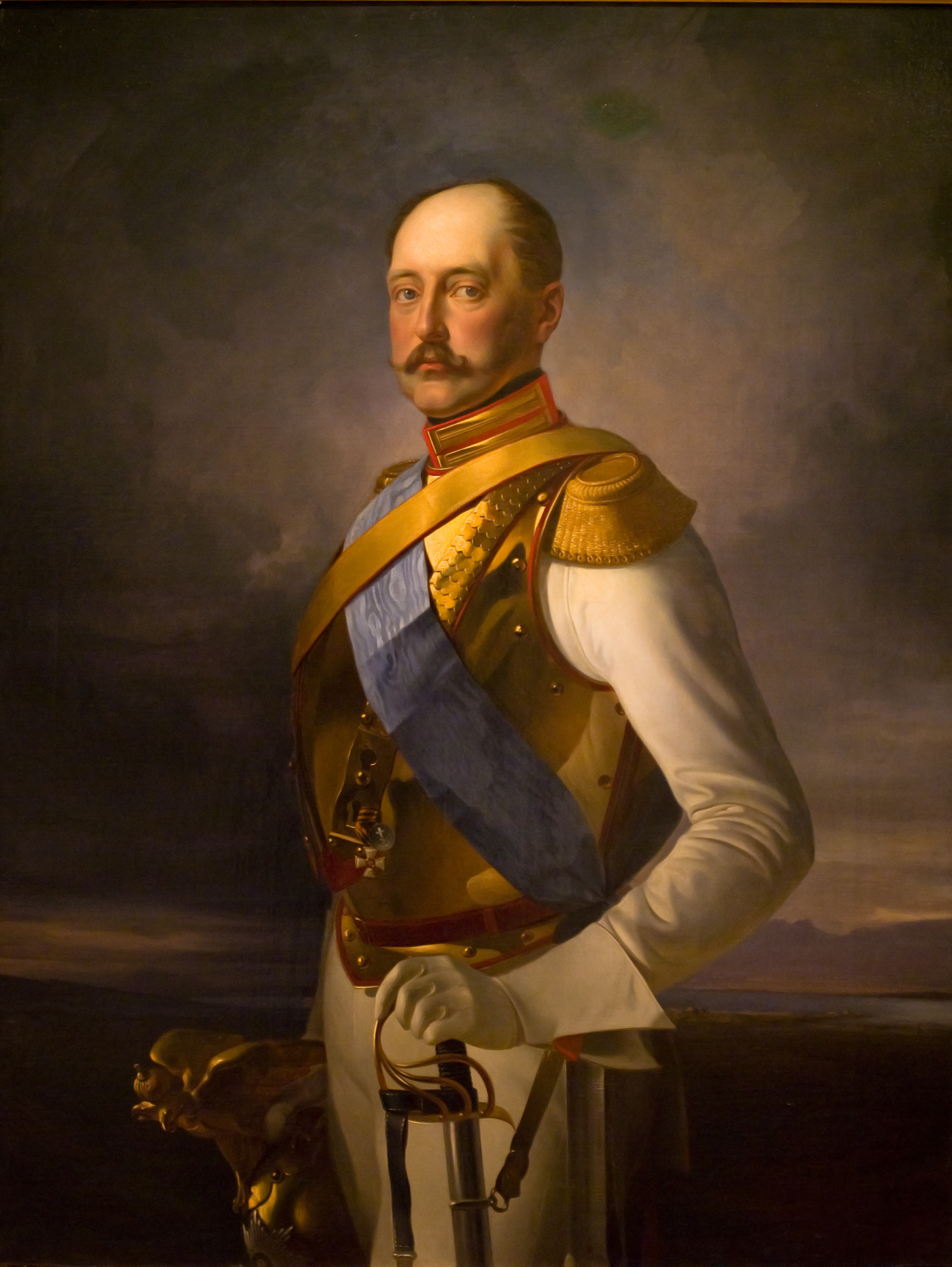
La politique expansionniste de l'empereur russe Nicolas Ier inquiétait les puissances européennes qui craignaient que la Russie ne devienne trop puissante.

En raison de l'autocratie de son régime et de son adhésion aux principes contre-révolutionnaires de la Sainte-Alliance, la Russie était haïe par les libéraux européens. L'insurrection polonaise de 1830 contre la Russie s'attira ainsi leur sympathie et la brutale répression du soulèvement par le général Ivan Paskevitch poussa le Times à appeler à la guerre contre les « barbares moscovites ». La même situation se répéta durant le Printemps des peuples de 1848. Après le renversement de la monarchie en 1848 et l'instauration de la république en France, certains craignaient une attaque russe pour ramener l'« ordre » à Paris ; l'écrivain Prosper Mérimée écrivit ainsi à un ami qu'il « apprenait le russe […] pour parler aux cosaques dans les Tuileries »,. Même s'ils n'intervinrent pas en France, les Russes entreprirent de réprimer la révolution roumaine en Valachie et en Moldavie, deux principautés sous administration conjointe de la Russie et de l'Empire ottoman. Sous l'influence du Royaume-Uni, les Ottomans envisagèrent de négocier avec les révolutionnaires en vue de la création d'un État roumain mais ils abandonnèrent l'idée devant la colère des Russes. Après avoir écrasé les soulèvements, ces derniers exigèrent de pouvoir occuper militairement ces territoires jusqu'en 1851 et le sultan fut contraint d'accepter par la convention de Balta-Liman. Appliquant les principes contre-révolutionnaires de la Sainte-Alliance, le tsar apporta ensuite son soutien à l'empire d'Autriche contre la révolution hongroise en juin 1849. L'insurrection fut rapidement écrasée mais le sultan refusa de livrer les réfugiés hongrois qui s'étaient réfugiés dans l'Empire ottoman,. L'Autriche et la Russie rompirent leurs relations diplomatiques et, en réponse aux demandes ottomanes, les Britanniques et les Français déployèrent une escadre à l'entrée des Dardanelles. Cette réaction poussa le tsar à chercher un compromis pour éviter un conflit et il annula ses demandes d'extradition.

### Affaire des lieux saints

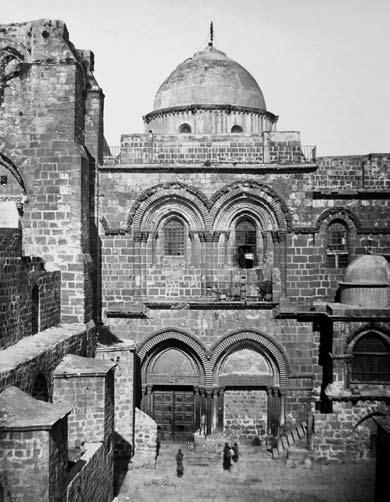
Le Saint-Sépulcre en 1864. La dispute opposant catholiques et orthodoxes pour son contrôle et celui des autres lieux saints fut la cause immédiate de la guerre de Crimée.

Le coup d'État du 2 décembre 1851 et la création du Second Empire par le président Louis-Napoléon Bonaparte, qui se fit proclamer Napoléon III l'année suivante, mit l'Europe en ébullition. La prise de pouvoir du neveu de Napoléon Ier raviva d'anciennes craintes et les puissances européennes se préparèrent à la guerre,. Afin de les rassurer, Napoléon déclara en octobre que « L'Empire, c'est la paix ! », même s'il n'était pas satisfait de la carte de l'Europe issue du congrès de Vienne. Sa politique étrangère fut donc essentiellement destinée à restaurer l'influence française en Europe et il estima que la meilleure manière d'y parvenir serait de se rapprocher du Royaume-Uni. À l'inverse, le souvenir de la retraite de Russie et le rejet du principe des nationalités par le tsar le poussaient à vouloir s'opposer à la Russie. En ce sens, la question des lieux saints en Palestine fournissait un prétexte idéal pour une confrontation car elle permettrait de satisfaire la droite catholique désireuse de contrer l'influence orthodoxe tandis que la gauche, opposée au Second Empire, serait ravie d'une guerre pour la liberté contre le « gendarme de l'Europe ».
Ces lieux saints, comme le Saint-Sépulcre de Jérusalem ou la basilique de la Nativité de Bethléem, étaient occupés conjointement par l'Église catholique et diverses Églises orthodoxes. Cependant, les différences liturgiques et les luttes de pouvoirs entre catholiques et orthodoxes compliquaient cette cohabitation ; les Ottomans étaient parfois contraints de poster des soldats devant et à l'intérieur des églises pour éviter les affrontements,. Cela n'était cependant pas toujours suffisant et le jour de Pâques 1846, une dispute pour savoir qui des orthodoxes ou des catholiques aurait la priorité pour célébrer la messe au Saint-Sépulcre dégénéra en un affrontement sanglant qui fit quarante morts. La rivalité entre catholiques et orthodoxes fut attisée par le développement de nouveaux moyens de transport comme le chemin de fer et les bateaux à vapeur qui permettaient à un nombre grandissant de pèlerins de se rendre en Terre sainte. Cela était particulièrement vrai pour les Russes orthodoxes dont le nombre augmenta fortement dans la première moitié du XIXe siècle ; dans les années 1840, plus de 15 000 pèlerins russes participaient aux célébrations de Pâques à Jérusalem. Cet accroissement inquiétait les chrétiens occidentaux qui craignaient d'être évincés des lieux saints et irritait les catholiques français pour qui la France avait, depuis les croisades, pour mission de défendre la foi en Palestine,.

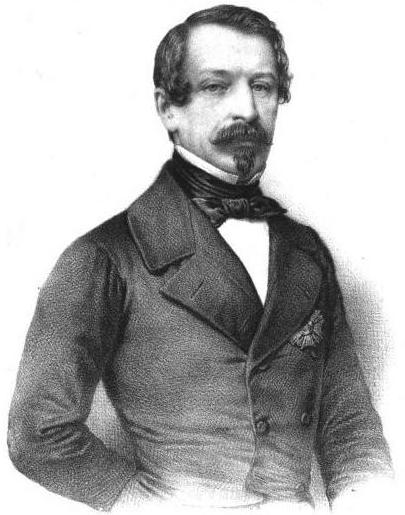
L'empereur français Napoléon III désirait une guerre avec la Russie pour restaurer l'influence de la France en Europe et mettre fin à la Sainte-Alliance.

Cette question devint un sujet brûlant à la suite des actions de Charles de La Valette que Napoléon III avait nommé ambassadeur à Constantinople en 1849,. Ce dernier était opposé à toute négociation avec les orthodoxes sur l'administration des lieux saints et, en août 1851, il déclara que leur contrôle par les catholiques était « clairement établi » par la capitulation de 1740 et que la France irait jusqu'à prendre des « mesures extrêmes » pour les faire respecter. Cette déclaration ulcéra les Russes qui avertirent les Ottomans qu'une reconnaissance des revendications catholiques entraînerait la rupture des relations diplomatiques entre les deux pays. La Valette fut rappelé à l'été 1852 mais Napoléon III estimait que ces déclarations servaient ses intérêts et il continua à faire pression sur les Ottomans pour obtenir des concessions qui seraient inacceptables pour la Russie et ainsi contraindre le Royaume-Uni à s'allier avec lui contre l'agression russe,. En novembre 1852, il envoya le navire de ligne Charlemagne venant à peine d'entrer en service à Constantinople, en violation de la convention de Londres, pour forcer le sultan à accorder aux catholiques les clés de la basilique de la Nativité. En réponse, Nicolas Ier mobilisa plus de 100 000 hommes en Bessarabie et entama des négociations avec le Royaume-Uni dont la flotte jouerait un rôle décisif dans le cas d'une guerre entre la France et la Russie. Les Britanniques hésitèrent sur la politique à adopter car en plus de se méfier tout autant des Russes que des Français, ils étaient divisés entre ceux qui voulaient laisser du temps à la réforme de l'Empire et ceux qui estimaient qu'il n'était pas juste de soutenir un État où les chrétiens étaient persécutés.

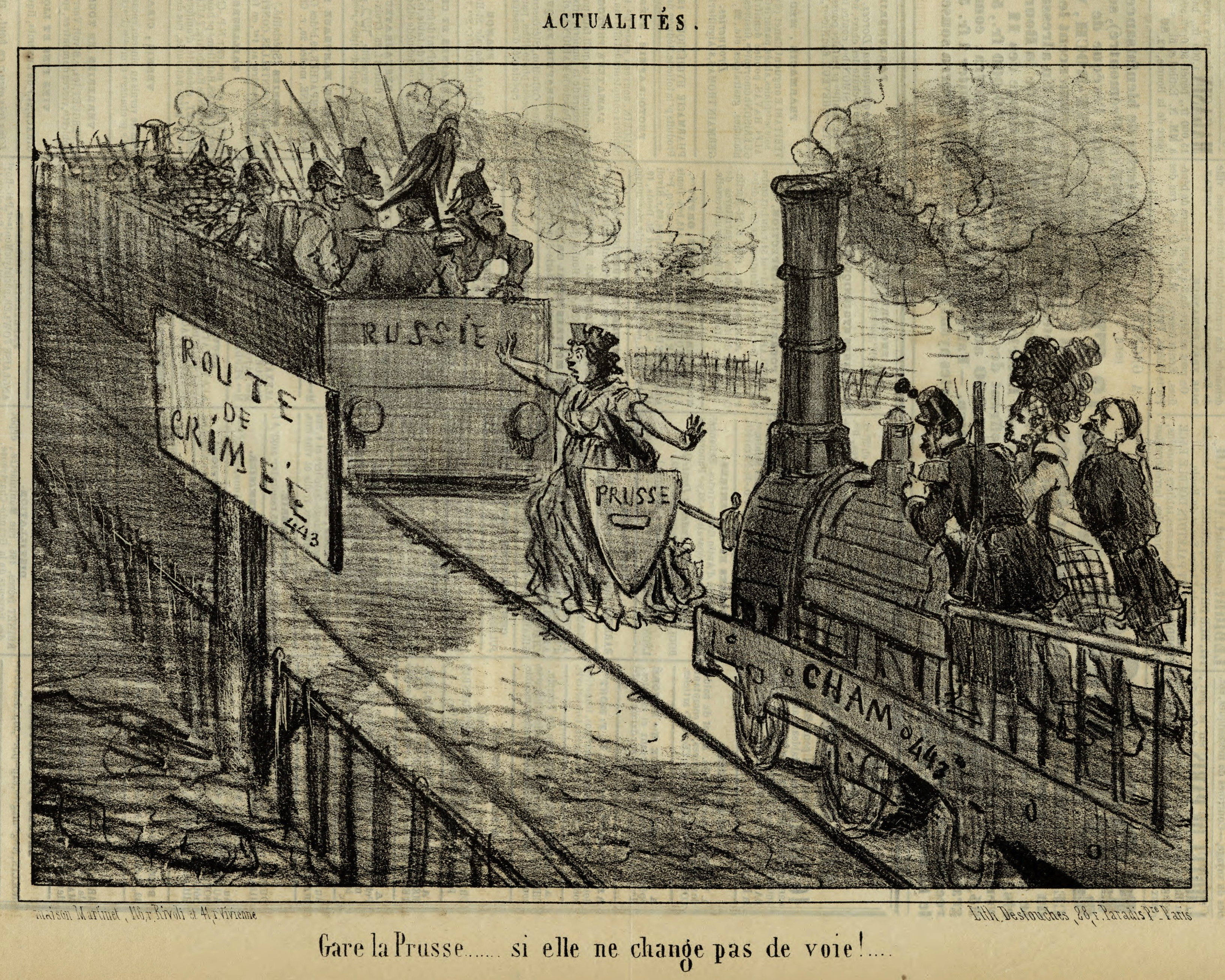
Gare la Prusse… si elle ne change pas de voie (Cham - entre 1853 et 1856).

Pour forcer le sultan à abroger les concessions faites aux catholiques, Nicolas Ier envoya en février 1853 le général Alexandre Menchikov à Constantinople. Allant au-delà de la seule question des lieux saints, les Russes exigèrent un nouveau traité leur garantissant le droit d'intervenir dans tout l'Empire pour protéger les orthodoxes ; en pratique, les provinces européennes deviendraient un protectorat russe tandis que l'Empire ottoman ne serait guère plus qu'un vassal de la Russie. La probabilité que les Ottomans acceptent ces conditions était faible mais le comportement irrespectueux de Menchikov rendit tout accord impossible, ce qui était peut-être le but recherché par le tsar,,,. Comme les Russes rassemblaient de plus en plus de troupes en Bessarabie (moitié orientale de la Moldavie, qu'ils avaient annexée en 1812), les Ottomans inquiets cherchèrent l'appui de la France et du Royaume-Uni. Si le secrétaire des Affaires étrangères Lord Russell et le secrétaire à l'Intérieur Lord Palmerston étaient convaincus des intentions belliqueuses des Russes, le reste du Cabinet restait réticent à l'idée de s'engager aux côtés des Français dont la diplomatie de la canonnière était la cause des troubles actuels. En France, la plupart des ministres estimaient que le pays serait isolé s'il agissait seul mais Napoléon III décida le 22 mars d'envoyer la flotte en mer Égée en espérant que cela contraindrait le gouvernement britannique à agir sous la pression de son opinion publique,. À Constantinople, les négociations étaient dans l'impasse et le 5 mai 1853, Menchikov présenta une version légèrement moins exigeante du texte initial mais assortie d'un ultimatum de cinq jours. Encouragés par l'ambassadeur britannique Stratford Canning, qui promit l'appui britannique en cas de conflit, les Ottomans refusèrent de céder. Menchikov repoussa à plusieurs reprises la date d'expiration de l'ultimatum dans l'espoir d'obtenir un accord de dernière minute, mais il annonça la rupture des relations diplomatiques entre les deux pays le 21 mai,. À la fin du mois de juin, le tsar ordonna au général Ivan Paskevitch d'occuper les principautés roumaines, tributaires des Ottomans, mais où ces derniers n'avaient aucune troupe,,.

## Début des hostilités

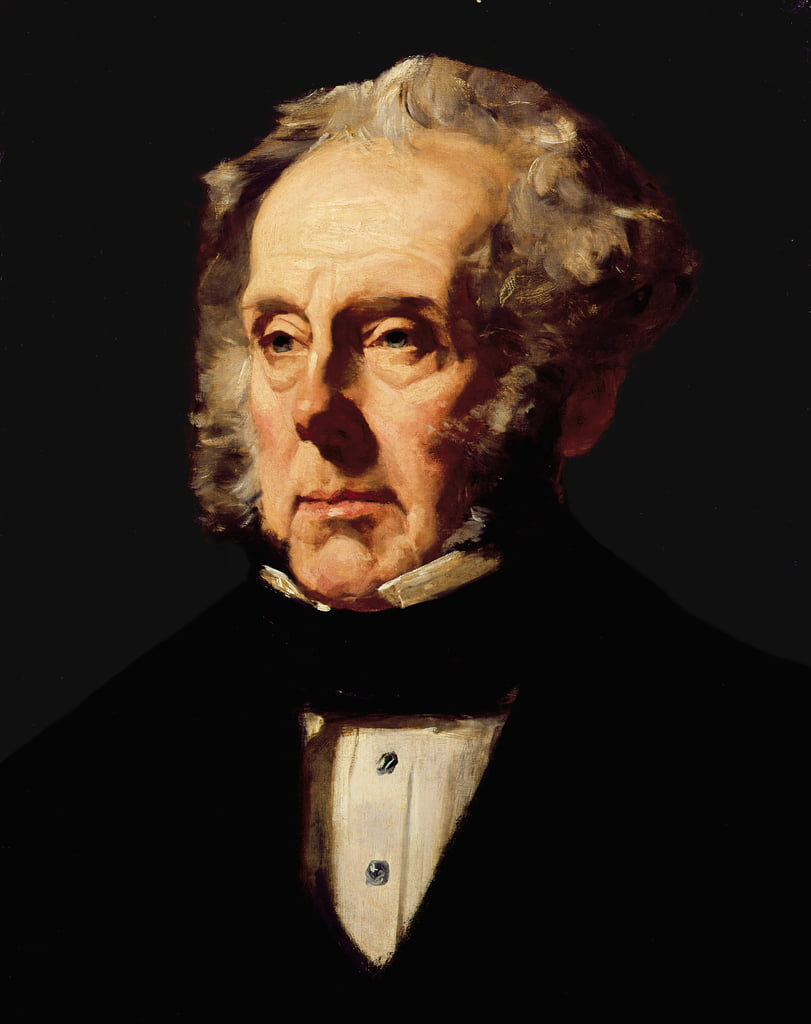
Lord Palmerston fut l'un des partisans les plus acharnés d'une ligne dure envers la Russie destinée à réduire son influence sur les affaires européennes.

Alors que l'occupation des principautés s'apparentait de plus en plus à une annexion, l'empire d'Autriche déploya 25 000 hommes dans ses provinces du Sud-Ouest essentiellement pour dissuader les Serbes et autres populations slaves de se soulever en soutien de la manœuvre russe tandis que le Royaume-Uni haussait le ton et déployait des navires à l'entrée du détroit des Dardanelles où se trouvait déjà la flotte française. Des discussions furent organisées durant l'été à Vienne mais ni les Russes ni les Ottomans n'étaient prêts à faire des concessions,. L'invasion des principautés danubiennes avait en effet provoqué la colère des nationalistes ottomans et du clergé musulman, ce qui renforça le camp des bellicistes. Craignant la possibilité d'une révolution islamique s'il ne déclarait pas la guerre à la Russie et poussé par les chefs religieux, le sultan Abdülmecid Ier accepta le 26 septembre de déclencher les hostilités. La déclaration de guerre fut publiée dans le journal officiel Takvim-i Vekayi le 4 octobre 1853 ; elle citait le refus russe d'évacuer les principautés danubiennes comme casus belli mais le texte laissait deux semaines supplémentaires aux Russes pour se retirer,,.
Sans soutien officiel du Royaume-Uni ou de la France, les Ottomans commandés par Omer Pacha passèrent à l'offensive sur le front du Danube le 23 octobre en comptant sur le fait que l'opinion publique des deux pays pousserait leurs gouvernements à agir,. Craignant qu'une avancée russe dans les Balkans ne provoque l'entrée en guerre de l'Autriche, Paskevitch proposa de se mettre sur la défensive tout en fomentant des soulèvements dans les provinces ottomanes. Même si cela était contraire à ses principes contre-révolutionnaires, le tsar approuva cette idée et il accepta le lancement d'une offensive vers le pachalik de Silistra, à l'écart de l'Autriche, afin de pouvoir mener une attaque contre Andrinople et Constantinople au printemps 1854 avant l'intervention des puissances occidentales. Malgré des succès comme la bataille d'Oltenița, les Ottomans s'inquiétaient d'une éventuelle révolte des Serbes qui entraînerait celle des Grecs et des Bulgares et donc la perte de toutes les provinces européennes de l'Empire ; ils adoptèrent donc eux aussi une position défensive sur le Danube et décidèrent de se tourner vers le Caucase,.

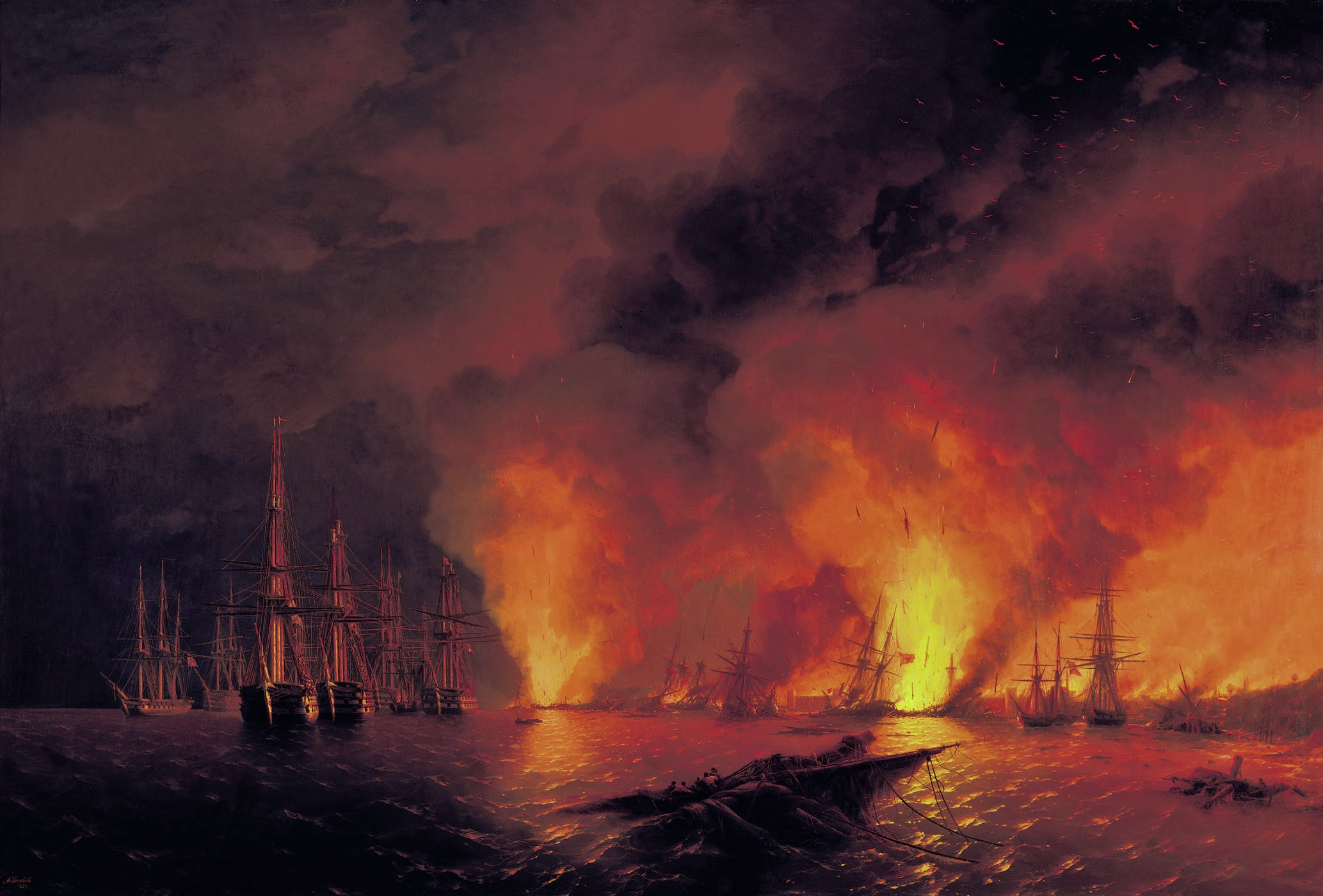
La bataille de Sinope du 30 novembre 1853 joua un rôle décisif dans l'entrée en guerre de la France et du Royaume-Uni contre la Russie.

Depuis le début du XIXe siècle, les Russes avaient entrepris la conquête du Caucase dont les populations étaient majoritairement musulmanes. Les campagnes brutales d'Alexis Iermolov dans les années 1810 et 1820 puis de Mikhaïl Vorontsov dans les années 1840 et 1850 avaient entraîné le regroupement des différentes tribus de la région autour de Mohammed Ghazi et de Chamil qui prêchaient la guerre sainte contre les envahisseurs avec l'appui discret des Britanniques. Ralliant les troupes irrégulières du Caucase, le général ottoman Abdi Pacha s'empara de la forteresse russe de Saint-Nicolas au nord de Batoumi le 25 octobre,. Pour le ravitaillement de leurs forces, les Ottomans dépendaient néanmoins de leur flotte et la marine russe menait des patrouilles avec l'ordre de couler tout navire ennemi. Le sultan et ses conseillers étaient conscients de cette menace mais ils décidèrent néanmoins de déployer une petite escadre dans la mer Noire à Sinope ; cela était sans doute délibéré afin de provoquer une attaque russe et donc contraindre les puissances occidentales à intervenir. Le 30 novembre, l'escadre ottomane fut pulvérisée par les obus explosifs de l'amiral Pavel Nakhimov qui pilonna également le port,,. Sur terre, les troupes ottomanes subirent deux cuisants revers dans le Caucase à Akhaltsikhé le 26 novembre et à Başgedikler le 1er décembre face à des Russes pourtant inférieurs en nombre. Démoralisée, l'armée ottomane se replia en désordre vers Kars où elle adopta une posture défensive.
La nouvelle de ces défaites inquiéta les puissances occidentales qui craignaient un effondrement de l'Empire. Au Royaume-Uni, la presse qualifia immédiatement de « massacre » la bataille de Sinope et des manifestations de soutien aux Ottomans se multiplièrent dans tout le pays,,. De son côté, la population française était relativement indifférente à la question d'Orient et ces revers ne la firent pas vraiment changer d'avis,. L'opinion majoritaire était qu'une guerre servirait les intérêts de l'ennemi historique britannique et que les impôts nécessaires pour la financer affecteraient l'économie ; certains annonçaient même qu'en moins d'un an, la guerre serait devenue tellement impopulaire que le gouvernement serait contraint de demander la paix. La situation politique au Royaume-Uni était exactement inverse et si le Premier ministre Lord Aberdeen continuait à hésiter, il céda quand Napoléon III, décidé à exploiter la bataille de Sinope comme prétexte pour une action forte contre la Russie, déclara que la France agirait seule si le Royaume-Uni refusait. Le 22 décembre, il fut ainsi décidé qu'une flotte anglo-française entrerait en mer Noire pour protéger les navires ottomans et cela fut chose faite le 3 janvier 1854,,. Sous la pression du camp pacifiste, l'empereur français fut néanmoins contraint de chercher une issue diplomatique et le 29 janvier, il proposa au tsar d'ouvrir des négociations sous l'égide de l'empire d'Autriche ; mais Nicolas Ier refusa et rompit ses relations diplomatiques avec le Royaume-Uni et la France le 16 février 1854,. En réponse, les deux pays exigèrent le 27 février l'évacuation sous six jours des principautés danubiennes. Le texte écartait toute issue diplomatique et était donc uniquement destiné à précipiter le début des hostilités ; la mobilisation des troupes commença ainsi avant même l'expiration de l'ultimatum auquel le tsar ne daigna même pas répondre,. Le 27 mars 1854, la France et le Royaume-Uni déclarent la guerre à la Russie.

## Forces en présence

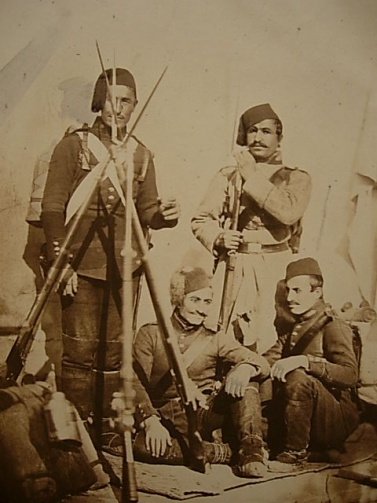
Soldats ottomans durant la guerre de Crimée.

Avec près d'un million de fantassins, 250 000 cavaliers et 750 000 réservistes, l'armée russe était de loin la plus grande au monde. Elle devait cependant défendre un territoire immense et cette mission était difficile à cause du manque d'infrastructures, ce qui compliquait grandement la mobilisation des unités et leur déploiement sur les théâtres d'opérations.
Malgré plusieurs réformes, l'organisation militaire russe restait qualitativement très inférieure aux armées des autres États européens. Le corps des officiers était mal formé, et quasiment toutes les recrues étaient analphabètes ; un rapport de 1848 indiquait que lors des dernières levées, près des trois quarts des conscrits avaient été rejetés, car ils n'atteignaient pas la taille limite de 160 centimètres ou souffraient de maladies chroniques, ou d'un handicap,. Les officiers supérieurs issus de l'aristocratie avaient peu d'estime pour cette armée de paysans, et ils n'hésitaient pas à sacrifier des régiments entiers pour remporter une victoire, et donc une promotion. Les châtiments corporels étaient la norme, pour la moindre incartade, et même des colonels pouvaient être humiliés devant tout leur régiment,.
Les services de santé étaient inexistants au point que, même en temps de paix, une moyenne de 65 % des hommes étaient malades. L'approvisionnement des troupes était handicapé par une logistique défaillante, notamment du fait de la corruption, et les unités devaient généralement se procurer elles-mêmes leur ravitaillement. L'armement était également en grande partie obsolète, et les fusils russes à canon lisse étaient réputés pour leur manque de fiabilité tandis que leur portée se limitait à 200 mètres,. L'accent était ainsi mis sur l'utilisation de la baïonnette au point qu'un officier indiqua que « très peu d'hommes savent se servir de leurs fusils ». Ce retard dans l'armement poussa les Russes à concentrer l'entraînement des troupes sur la discipline, pour éviter que les unités ne se désintègrent au moment du choc et les observateurs étrangers étaient impressionnés par les impeccables défilés russes durant lesquels certains officiers se vantaient de pouvoir parader avec un verre rempli d'eau posé sur leur shako, sans en renverser une goutte,. Ces pratiques encourageaient une obéissance aveugle aux ordres et elles étaient peu adaptées à la réalité du combat, mais les succès contre les Perses, les Ottomans et surtout les Français avaient convaincu l'état-major russe que son armée était invincible, et que sa modernisation n'était pas une priorité.

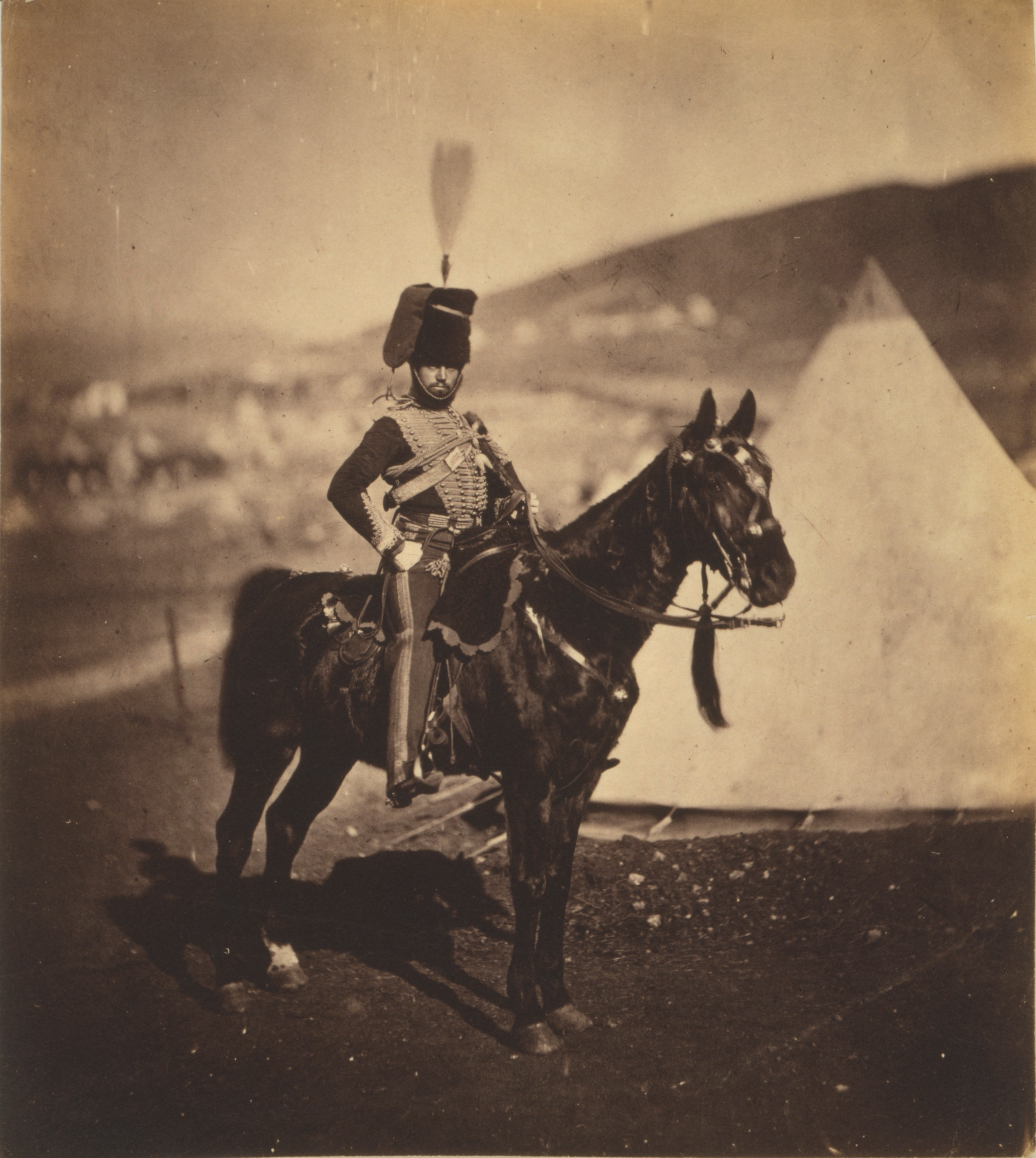
Cavalier britannique du 11e régiment de hussards.

L'armée ottomane comptait environ 220 000 hommes recrutés par conscription chez les populations musulmanes de l'Empire, tandis que les non-musulmans ne pouvaient pas s'enrôler, et étaient soumis à un impôt par tête. Même si la religion était commune, la nature multi-ethnique de l'Empire faisait que de nombreux soldats venaient de peuples hostiles à la domination ottomane. Cela pesait donc lourdement sur la discipline et l'efficacité des troupes, d'autant plus que de nombreux soldats ne voulaient pas combattre sous les ordres d'officiers d'origine différente, voire ne parlaient pas la même langue qu'eux. Malgré les réformes amorcées dans les années 1830, l'armée ne possédait pas de commandement centralisé. Les officiers étaient incompétents et corrompus, et l'armée s'appuyait encore sur le recrutement de mercenaires et de forces irrégulières, notoirement indisciplinés et plus intéressés par le pillage que par le combat. Plus encore que dans l'armée russe, il existait une profonde disparité entre le traitement des officiers supérieurs vivant royalement, grâce à une corruption débridée et les simples soldats qui n'étaient pas payés pendant des mois ; un officier britannique rapporta à propos des hommes déployés sur le front du Danube que « mal-nourris et habillés de haillons, ils étaient les êtres les plus misérables de l'humanité ». La logistique inexistante contraignait les troupes ottomanes à l'immobilité, mais elles excellaient dans la guerre de siège. Pour toutes ces raisons, les Ottomans étaient tenus en piètre estime par leurs alliés franco-britanniques qui considéraient qu'ils n'étaient efficaces que derrière des fortifications,. Certains déclaraient même qu'ils préféreraient combattre les Turcs que les Russes.

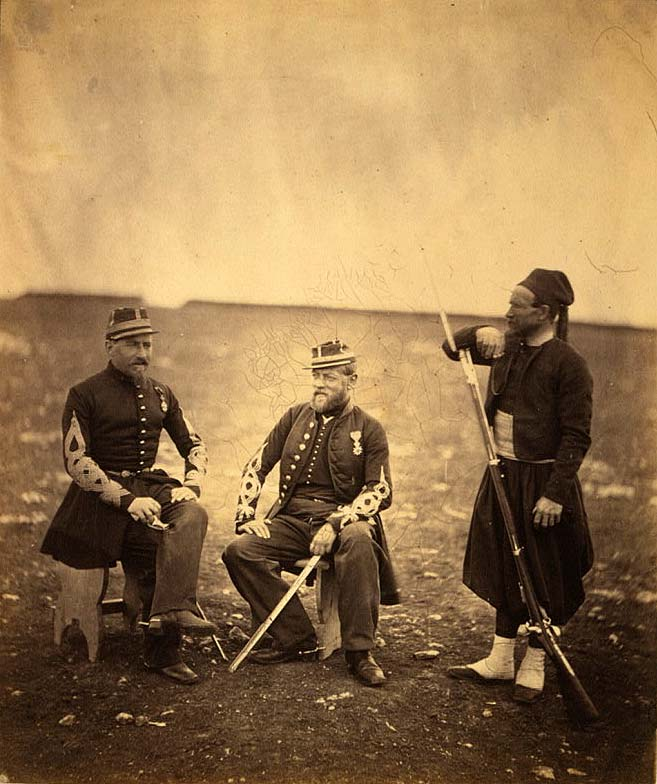
Deux officiers français et un soldat d'une unité de zouaves.

Dans les années qui précédèrent la guerre de Crimée, les dépenses militaires du Royaume-Uni avaient connu une baisse constante que le coup d'État de Napoléon III en 1851 avait à peine inversée. Si la Royal Navy restait la meilleure du monde, l'armée de terre était mal préparée à un conflit, d'autant plus que sur un effectif de 153 000 hommes au printemps 1854, les deux tiers étaient déployés dans les colonies de l'Empire britannique. Le commandement manquait de cohésion avec plusieurs entités civiles et militaires agissant indépendamment les unes des autres. Contrairement à la France, le Royaume-Uni ne pratiquait pas la conscription et les troupes étaient exclusivement composées de volontaires souvent attirés par la perspective d'une bonne solde. Le recrutement se faisait ainsi parmi les couches les plus pauvres de la société comme les victimes de la famine irlandaise ; les Irlandais représentèrent un tiers des soldats britanniques déployés en Crimée. À l'inverse, les officiers supérieurs étaient généralement issus de l'aristocratie et leurs promotions dépendaient plus de leurs relations que de leur expertise militaire. L'indiscipline et l'alcoolisme étaient deux problèmes récurrents que la hiérarchie s'efforçait de corriger par le fouet, parfois jusqu'à la mort. Ces châtiments corporels choquèrent les Français habitués à une plus grande mixité sociale au sein des troupes ; un officier rapporta que cela lui rappelait le système féodal aboli après la Révolution et « qu'en Angleterre, un soldat n'est rien de plus qu'un serf ». Dans l'ensemble, l'armée britannique, qui n'avait quasiment pas combattu depuis les guerres napoléoniennes, ressemblait à son équivalente russe dans le sens où ses tactiques et sa culture semblaient ancrées au XVIIIe siècle,,.

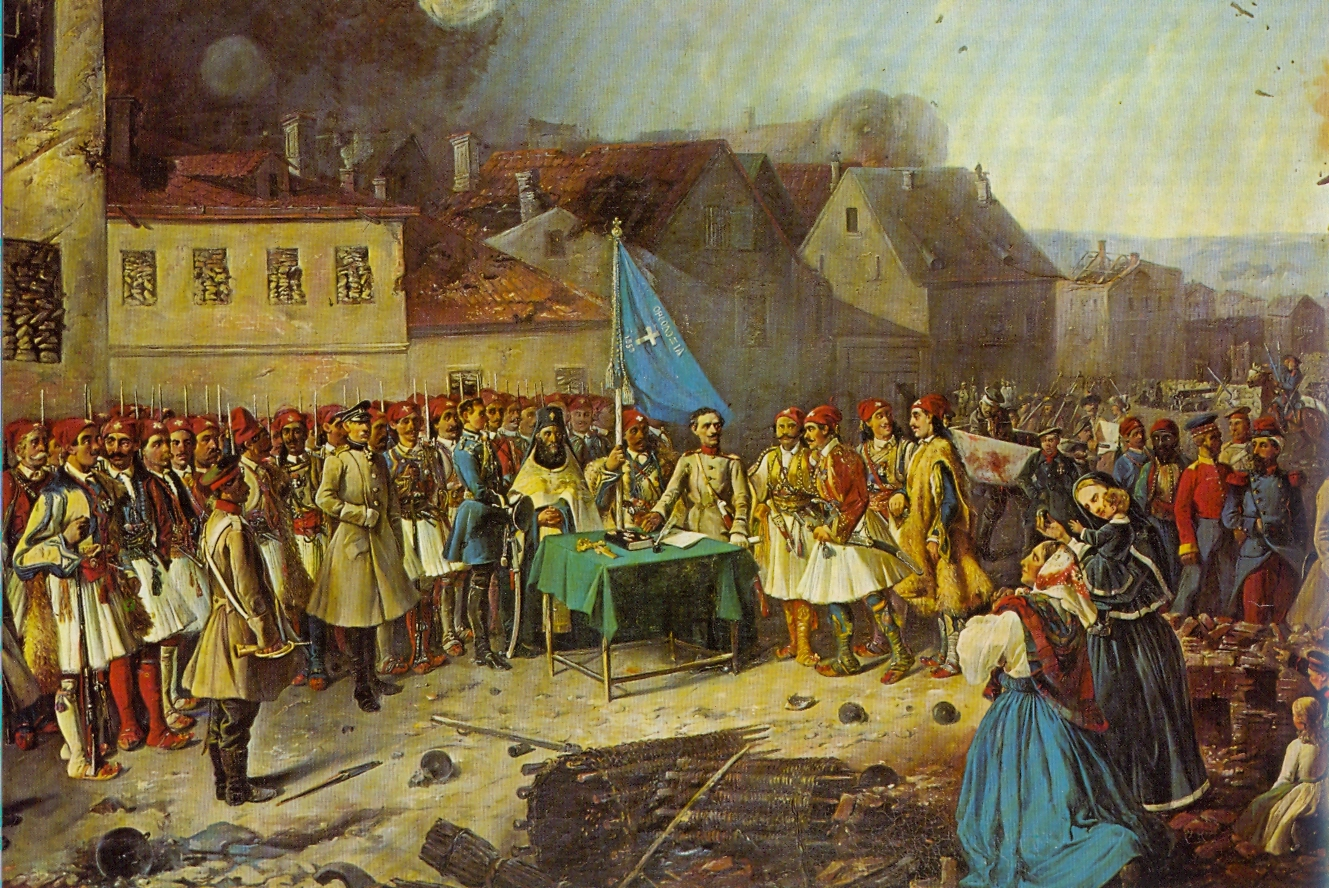
La légion de volontaires grecs devant Sébastopol.

De son côté, l'armée française sortait à peine de près de deux décennies de combats en Algérie où jusqu'à un tiers de ses effectifs de 350 000 hommes avait été déployé. Cela et l'existence d'écoles militaires où les étudiants recevaient un enseignement approfondi dans l'art de la guerre avaient permis la formation d'un corps d'officiers expérimenté dont l'extraction moins aristocratique qu'au Royaume-Uni facilitait les relations avec les hommes du rang,. L'armement était supérieur avec notamment l'excellent fusil Minié à canon rayé, qu'une rumeur disait mortel à plus de 1 500 mètres, et que les Britanniques n'adoptèrent en remplacement de leurs fusils à canon lisse qu'au moment de l'attaque en Crimée, ainsi que le nouveau canon obusier de 12, dit canon de l'Empereur. L'infanterie, et notamment les zouaves, était réputée pour son agressivité et la logistique française était la meilleure de tous les belligérants,. Sur le terrain, la cohabitation entre les deux contingents occidentaux était souvent difficile du fait de l'histoire des relations entre les deux pays. Avant le débarquement en Crimée, il avait été convenu qu'un commandant français dirigerait les opérations si des contingents des deux pays étaient engagés, mais cet accord ne fut jamais appliqué. Les décisions étaient donc prises après des échanges souvent laborieux entre les deux états-majors, et il arrivait parfois que le commandant en chef des troupes britanniques, Lord Raglan, qui avait perdu un bras lors de la bataille de Waterloo, désignât les Français et non les Russes comme étant l'ennemi,. Les combats sont suivis de près dans les capitales, via un télégraphe amené sur place et relié au réseau européen au niveau de Bucarest. Côté russe, une ligne construite par Werner von Siemens et Johann Georg Halske part en direction de Sébastopol, mais lorsque les hostilités sont déclenchées, elle n'a encore relié que Simferopol.

## Intervention franco-britannique

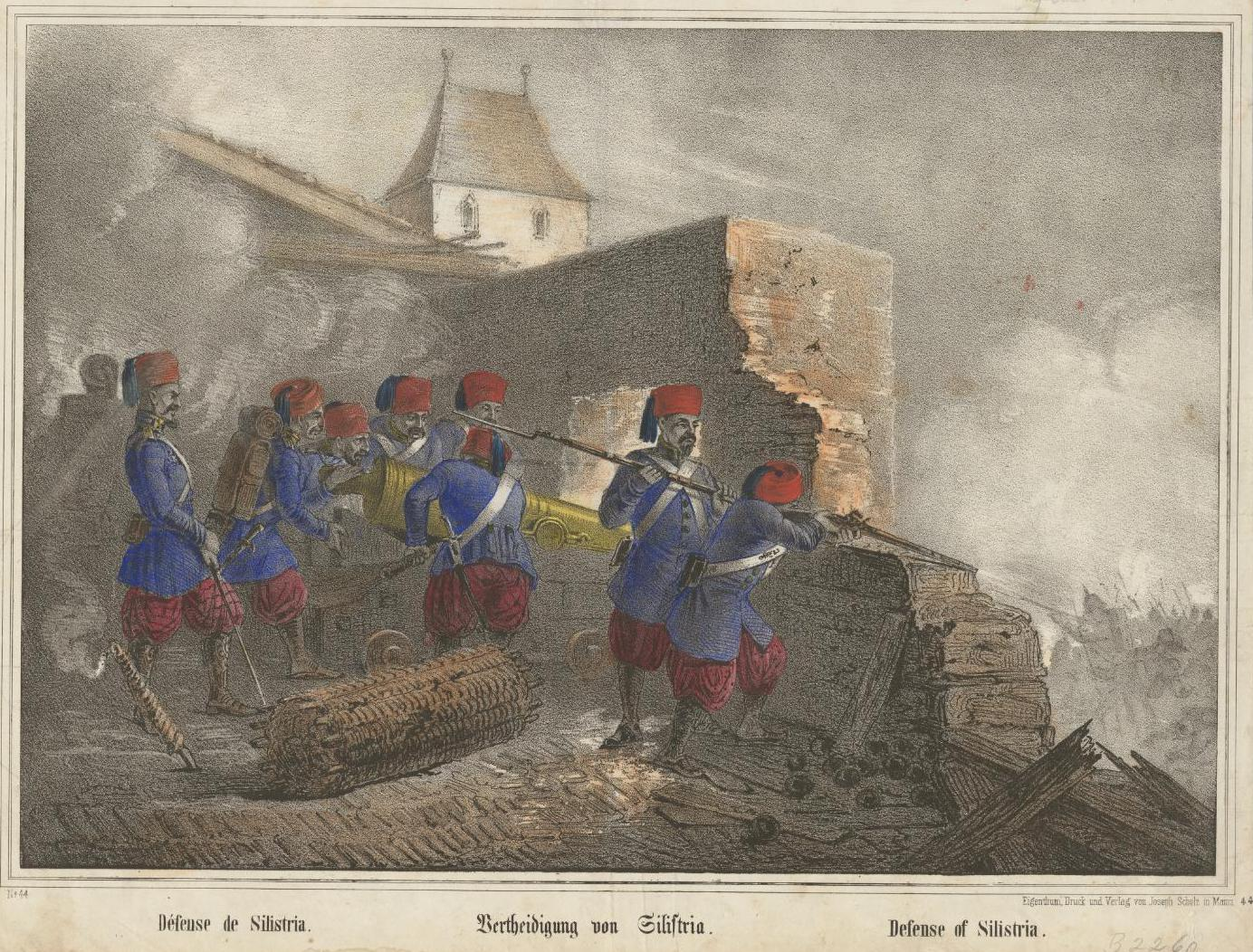
Troupes ottomanes défendant la forteresse de Silistra contre les Russes au printemps 1854.

Sur le front du Danube et après l'accalmie hivernale, le tsar était déterminé à progresser le plus rapidement possible en direction de Constantinople avant l'arrivée des troupes anglo-françaises. Le point de départ de cette offensive était la prise de la forteresse de Silistra, sur le Danube, et Nicolas Ier espérait que cette victoire entraînerait le soulèvement des Bulgares contre les Ottomans. L'attaque russe déclenchée le 19 mars fut cependant rapidement stoppée par la forte résistance ottomane et par le terrain marécageux,. De leur côté, les Britanniques et les Français étaient en désaccord sur la stratégie à suivre et une série de réunions fut organisée à Paris entre les deux états-majors. Les premiers défendaient un regroupement des forces dans la péninsule de Gallipoli suivi d'une progression prudente vers le nord tandis que les seconds voulaient un débarquement à Varna à proximité du front pour pouvoir s'opposer à une offensive russe vers Constantinople, Cette dernière option l'emporta : 30 000 Français et 20 000 Britanniques se déployèrent à la fin du mois de mai en Dobroudja par le port de Varna, vivant sur le pays. Dans le Caucase, les Ottomans — dont 20 000 hommes étaient morts de faim et de maladies durant l'hiver — avaient adopté une stratégie défensive et ce furent les Russes qui prirent l'initiative d'une offensive à la fin du mois de juin. La progression fut rapide et le 5 août, Vassili Beboutov (ru) écrasa une armée ottomane deux à trois fois plus nombreuse à Kurekdere non loin d'Alexandropole,. Si le général russe s'était lancé à la poursuite de ses adversaires en déroute, il aurait probablement pu s'emparer de la grande forteresse ottomane de Kars à une vingtaine de kilomètres ; son objectif était cependant de tenir le Caucase et, le front étant revenu à sa position d'avant-guerre, Beboutov consolida ses positions et la région ne vit pas d'autres combats d'envergure jusqu'à l'année suivante. À l'inverse, les affrontements autour de Silistra redoublèrent d'intensité en mai et en juin mais la forteresse résista malgré de nombreux assauts et un important bombardement. L'arrivée des forces anglo-françaises et l'attitude de plus en plus hostile de l'Autriche qui avait massé 100 000 hommes à sa frontière convainquirent le tsar de la nécessité de se replier et le siège fut abandonné le 23 juin.

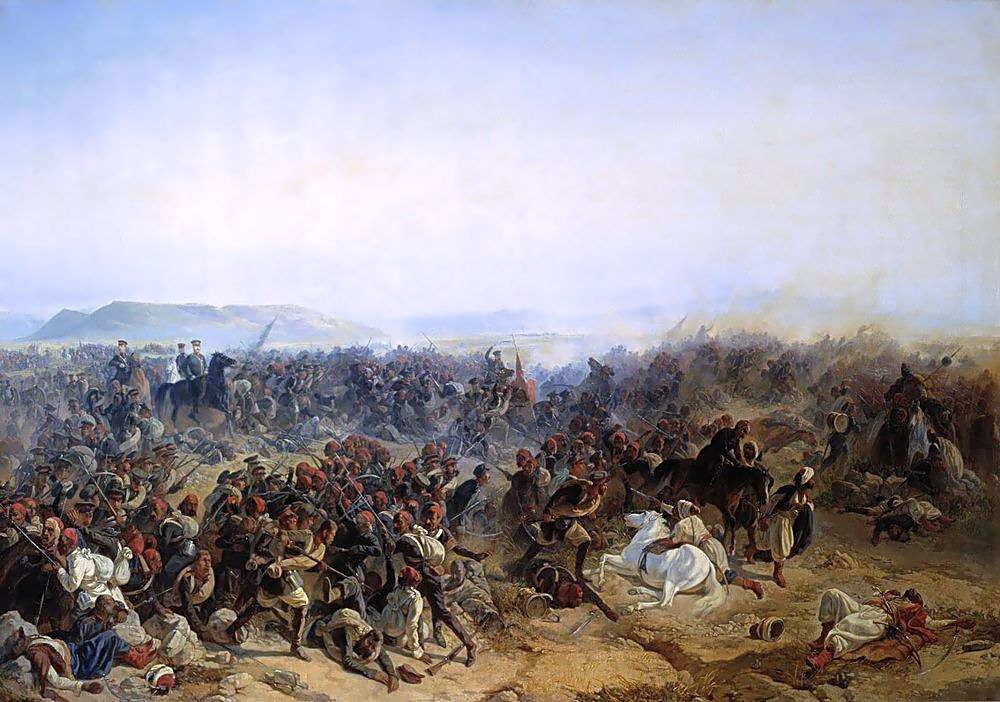
Peinture de la bataille de Kurekdere du 5 août 1854.

Les Ottomans se lancèrent alors à la poursuite des troupes russes démoralisées et se livrèrent à de nombreuses exactions contre la population chrétienne,. Profitant du retrait russe, les Autrichiens entrèrent dans les principautés roumaines et avancèrent jusqu'à Bucarest pour s'interposer et stopper la progression ottomane. Même si cette participation autrichienne à l'éviction de la domination russe satisfaisait les Français et les Britanniques, ils se demandèrent si tous les efforts fournis pour acheminer les troupes jusqu'en Bulgarie n'avaient pas été inutiles. De fait, ces dernières n'avaient pas tiré un seul coup de feu depuis leur arrivée tandis que l'ennui et le climat chaud avaient engendré une forte alcoolisation qui déplaisait vivement aux gens du pays et provoquait de nombreux incidents. Par ailleurs, le choléra fit son apparition et au moment du départ pour la Crimée, 7 000 soldats y avaient succombé et près du double était hospitalisé. Le Cabinet britannique était cependant déterminé à infliger une sévère défaite à la Russie,. Plusieurs opérations navales franco-britanniques furent organisées durant l'été. Pour empêcher les attaques des corsaires russes en Extrême-Orient, les Alliés organisèrent un débarquement à Petropavlovsk au Kamtchatka mais l'opération tourna au fiasco en raison de la défense russe et de la mauvaise connaissance de la région. Dans le même temps, le port d'Odessa fut sévèrement endommagé par un bombardement naval le 28 avril tandis qu'une petite escadre franco-britannique attaquait des positions russes en mer Blanche en 1854 et en 1855,,. En mer Baltique, l'amiral Charles Napier et le général Achille Baraguey d’Hilliers s’emparèrent de la forteresse de Bomarsund et tentèrent de menacer la capitale russe de Saint-Pétersbourg mais les puissantes fortifications de Kronstadt et de Sveaborg se révélèrent inexpugnables. Les résultats sur mer étant décevants, il fut décidé d'attaquer la Crimée et la base navale de Sébastopol où se trouvait la flotte russe de la mer Noire ; l'objectif était de prendre la ville, de détruire le port et les navires et de rembarquer le plus rapidement possible avant l'hiver,. Les Français étaient peu convaincus par ce plan et estimaient que cette attaque servirait plus les intérêts maritimes du Royaume-Uni que ceux de la France. Ces réserves furent néanmoins balayées par les deux gouvernements désireux de satisfaire leurs opinions belliqueuses et d'éviter que le groupe expéditionnaire ne soit décimé par le choléra,,.

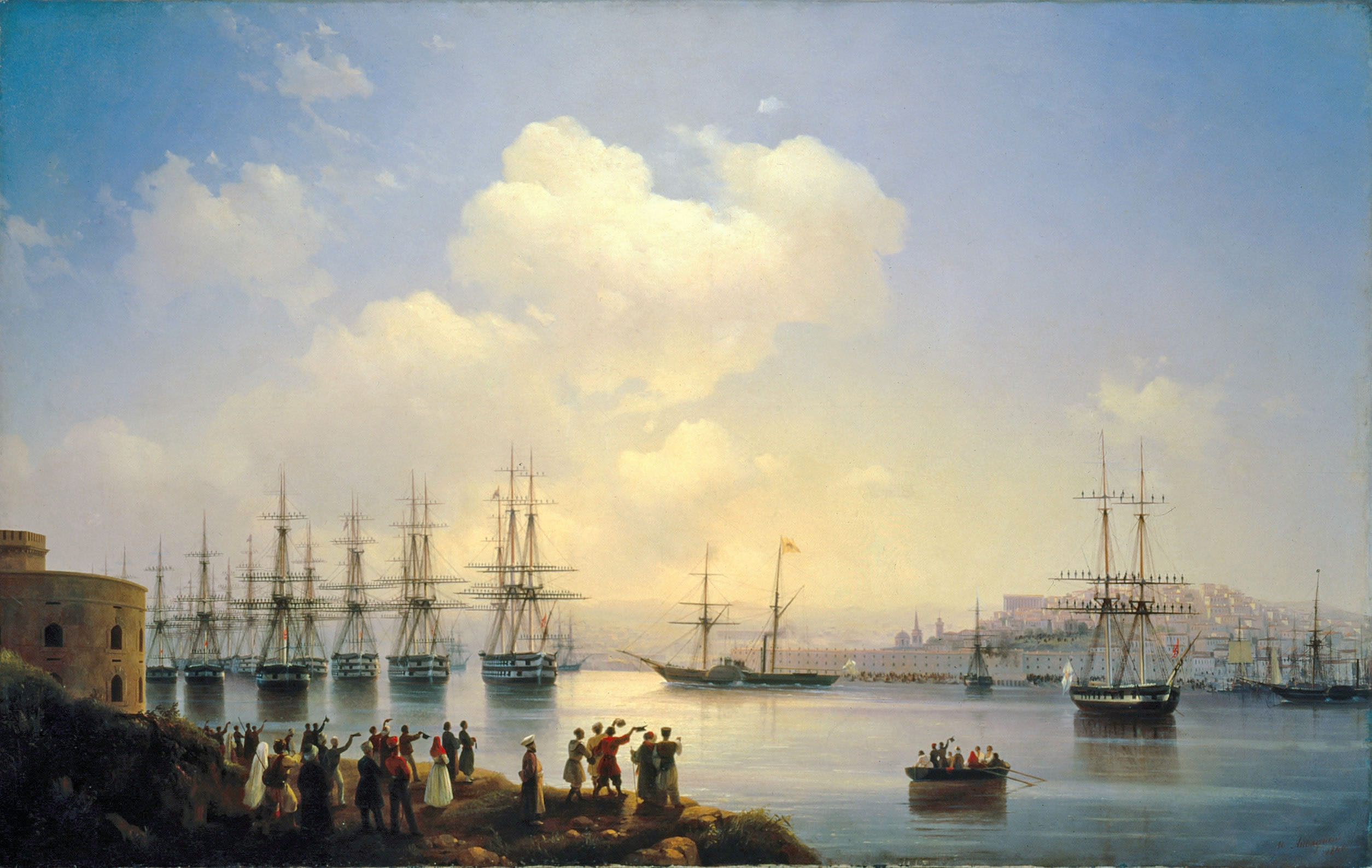
La flotte russe de la mer Noire dans la rade de Sébastopol en 1846 par Ivan Aïvazovski.

L'embarquement, qui commença le 24 août 1854, fut accueilli avec soulagement par les soldats qui, selon le capitaine français Jean François Jules Herbé, « préféraient combattre comme des hommes plutôt que dépérir de faim et de maladie ». Retardée par le mauvais temps, la flotte, composée de 400 navires et transportant 28 000 Français, 26 000 Britanniques et 6 000 Ottomans, prit la mer le 7 septembre,. La possibilité d'une paix n'était néanmoins pas écartée et le 8 août, le Royaume-Uni, la France et l'Autriche définirent Quatre Points préalables à toute négociation,, :
- la Russie abandonnerait sa souveraineté sur les principautés danubiennes dont la protection serait assurée par les puissances européennes ;
- la liberté de navigation de toutes les nationalités sur le Danube serait garantie ;
- la convention de Londres de 1841 serait révisée dans « l'intérêt de l'équilibre des puissances en Europe » ; autrement dit, aucune flotte russe ne serait autorisée en mer Noire ;
- la Russie abandonnerait ses revendications à un protectorat sur les chrétiens orthodoxes de l'Empire ottoman dont la sécurité serait assurée par les puissances européennes.

## Campagne de Crimée

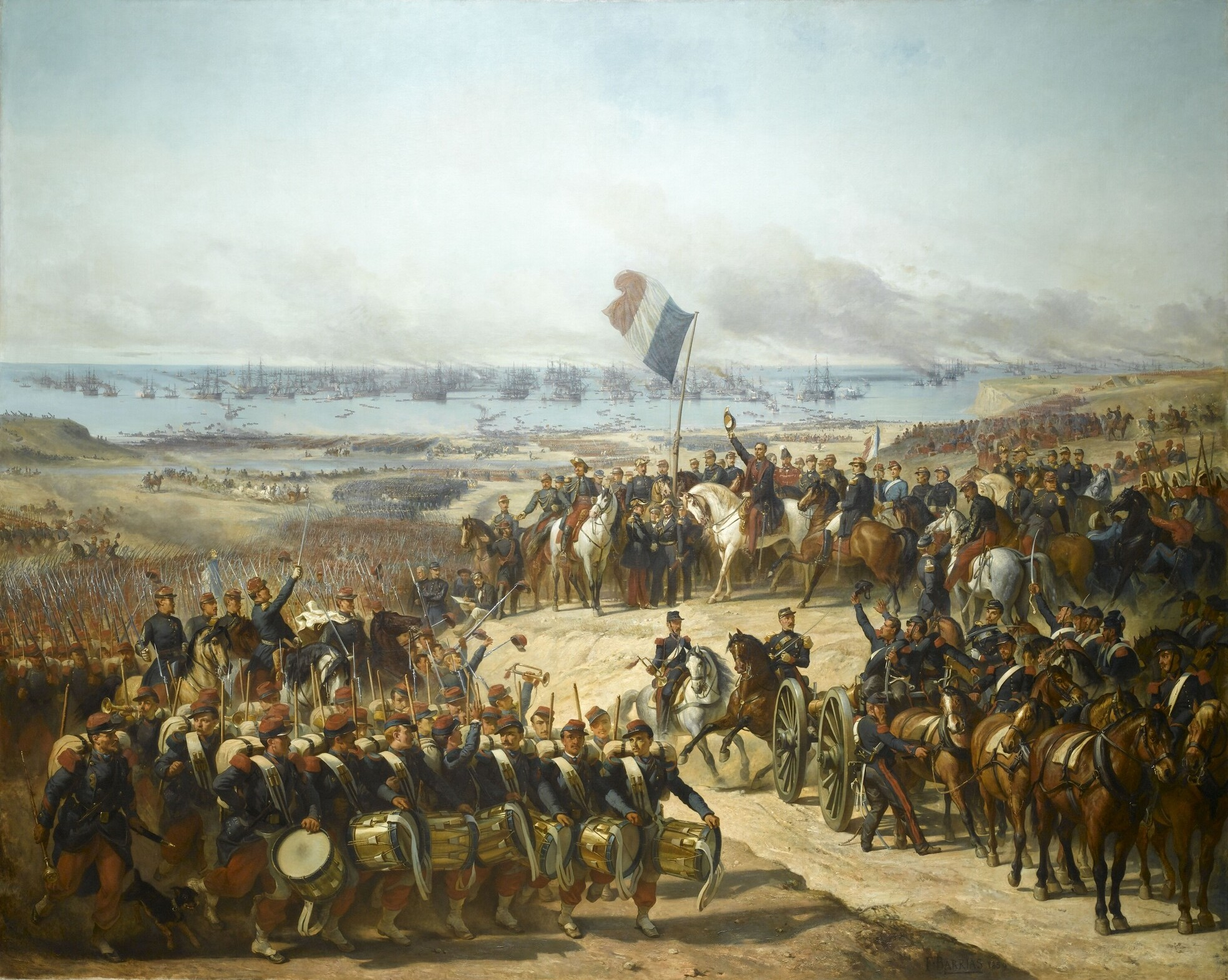
Le débarquement dans la baie de Kalamita.

La décision d'attaquer la Crimée fut prise sans véritable préparation. Les commandants alliés ne disposaient d'aucune carte de la péninsule et ignoraient l'importance des défenses russes. Par ailleurs, la lecture de récits de voyages les avaient convaincus que le climat y était doux, ce qui, associé à la croyance en une victoire rapide, leur fit négliger les préparatifs pour un combat hivernal,,.
De leur côté, les soldats n'avaient pas été informés de leur destination et certains pensaient qu'ils seraient déployés dans le Caucase. Même après avoir pris la mer, le lieu de l'attaque faisait débat,, mais il fut décidé de débarquer le 14 septembre dans la baie de Kalamita près d'Eupatoria à 45 kilomètres au nord de Sébastopol. Si le débarquement français fut achevé en moins d'une journée, celui des Britanniques fut particulièrement chaotique et dura près de cinq jours. Ce retard réduisit les chances de succès d'une attaque surprise contre Sébastopol et l'avancée vers le sud ne débuta que le 19 septembre.

### Alma
Comme son état-major, le général Menchikov, qui commandait les forces russes dans la péninsule, ne s'attendait pas à une attaque alliée, à l'approche de l'hiver et il fut complètement pris par surprise. Les civils russes paniqués s'enfuirent, tandis que les Tatars, qui représentaient 80% de la population de la péninsule, se soulevaient en soutien de l'invasion. Ne disposant que de 38 000 soldats et de 18 000 marins le long de la côte sud-ouest, Menchikov déploya la quasi-totalité de ses forces terrestres et une centaine de canons sur les hauteurs surplombant la rive sud du fleuve Alma. Les commandants russes étaient certains de pouvoir résister jusqu'à l'arrivée du général Hiver et ils invitèrent même des civils à assister à la bataille,,.
Le plan de bataille des Alliés consistait à exploiter leur supériorité numérique pour flanquer les défenses russes ; les troupes françaises du général Armand Jacques Leroy de Saint-Arnaud furent ainsi déployées sur la droite, le long de la côte et les forces britanniques du général Lord Raglan sur le flanc gauche. L'attaque commença le matin du 20 septembre et les zouaves du général Pierre Joseph François Bosquet, habitués à la guerre en montagne en Algérie, s'emparèrent des positions russes à proximité de la mer avec l'appui d'artillerie de la flotte. Au centre, le gros des forces françaises fut arrêté devant l'Alma par les canons russes et le général François Certain de Canrobert demanda aux Britanniques de progresser, pour détourner une partie des tirs. Ces derniers avancèrent initialement en ordre serré sous la forme d'une ligne comme au XVIIIe siècle, mais la traversée de l'Alma entraîna la dislocation de la formation. Pour éviter que ses hommes soient massacrés par les canons russes, le général William John Codrington ordonna un assaut, mais les premières troupes étaient trop peu nombreuses et furent repoussées. Néanmoins, l'arrivée de renforts permit aux Britanniques de prendre l'avantage dans l'après-midi, tandis que les Français s'emparaient du point culminant du champ de bataille, où se trouvait l'état-major de Menchikov.
Les Russes furent particulièrement surpris par l'efficacité des fusils Minié et commencèrent à refluer en désordre,,.

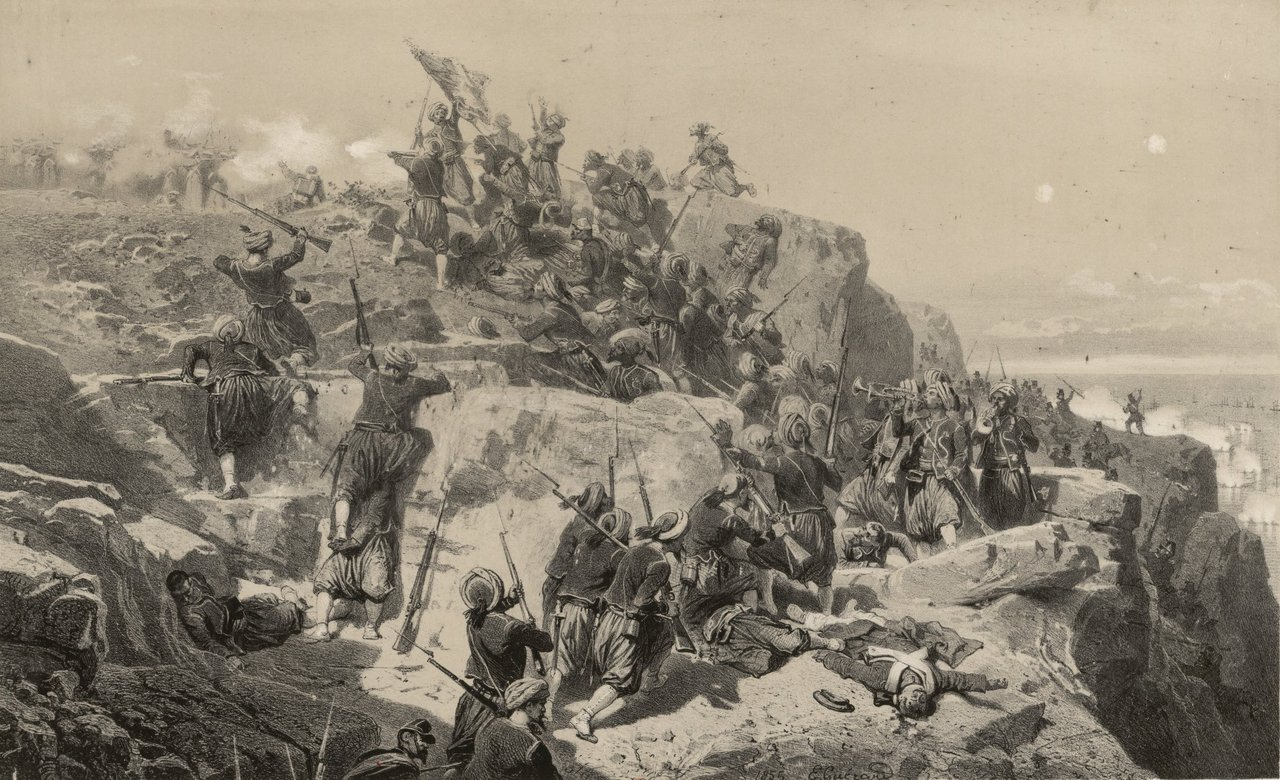
Attaque des positions russes par les zouaves durant la bataille de l'Alma.

Une poursuite de l'offensive aurait sans doute permis de s'emparer de Sébastopol, qui était à ce moment sans défense. Les Alliés ignoraient néanmoins le chaos dans lequel se trouvait l'armée russe, et les officiers français, dont les soldats avaient laissé leurs paquetages en arrière et manquaient de cavalerie, n'y étaient pas favorables, tandis que Lord Raglan voulait d'abord soigner ses blessés,. Sachant que leur flotte était inférieure aux forces alliées, les Russes avaient par ailleurs sabordé plusieurs navires pour bloquer l'entrée de la rade de Sébastopol. Sans le soutien de leurs navires, les Alliés estimèrent qu'une attaque frontale depuis le nord contre des fortifications jugées solides, serait trop dangereuse, et ils décidèrent de se déployer au sud, où ils pourraient plus facilement être ravitaillés par la mer via les baies abritées de Balaklava pour les Britanniques et de Kamiesh pour les Français. Les troupes reprirent leur avancée vers le sud le 23 septembre avant de contourner Sébastopol deux jours plus tard et de se déployer sur les hauteurs rocailleuses autour de la ville, au début du mois d'octobre. Adossés à la mer, les Alliés occupaient une solide position retranchée mais ils n'encerclaient pas complètement Sébastopol, qui continua tout au long du siège à recevoir des renforts et du ravitaillement depuis le nord-est,,.

### Balaklava

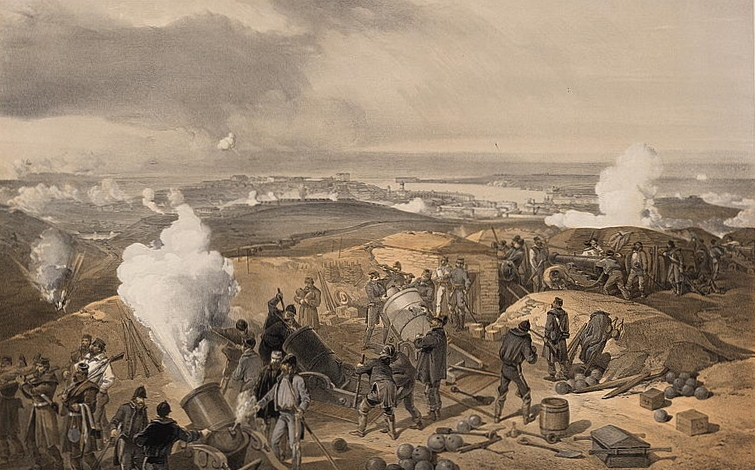
Artillerie britannique en action durant le siège de Sébastopol par William Simpson.

Sébastopol était une ville militaire comptant environ 40 000 habitants et une garnison de 18 000 hommes composée majoritairement de marins. Si l'entrée de la rade à l'ouest et le port étaient défendus par de puissantes fortifications, les protections du côté de la terre étaient bien moins importantes, car une attaque de cette direction était jugée peu probable,. Les défenses au nord de la ville n'avaient pas été améliorées depuis 1818, tandis que le Fort du Nord (ou Fort Severnaïa), la plus importante forteresse de ce côté du port, était délabré et n'avait pas suffisamment de canons, pour repousser une attaque de grande ampleur.
Au sud, l'accès depuis l'intérieur des terres n'était protégé que par un mur en pierres de deux mètres de large et de quatre mètres de haut. Ce dernier ne couvrait cependant que certaines parties de la ville et était vulnérable à l'artillerie moderne. Malgré des aménagements réalisés durant l'hiver 1853-1854, le général Édouard Totleben, responsable des défenses, indiqua qu'« il n'y avait quasiment rien pour empêcher l'ennemi d'entrer dans la ville ». Menchikov s'étant réfugié dans le Nord de la Crimée, l'amiral Vladimir Kornilov à la tête la flotte russe de la mer Noire assuma le commandement. La situation était alors très précaire et il mobilisa toute la main-d'œuvre disponible, y compris les femmes, les enfants et les prisonniers de guerre pour creuser des tranchées et construire des bastions où furent déployés les canons récupérés sur les navires de la flotte,. Malgré l'urgence et l'improvisation de ces préparatifs, les Alliés furent impressionnés par la qualité des défenses quand ils les inspectèrent un an plus tard.
En fait, ils avaient décidé d'affaiblir les défenses avant de mener un assaut, mais l'acheminement de l'artillerie lourde depuis les navires jusque sur les hauteurs, à plus de 150 mètres au-dessus du niveau de la mer, fut laborieux. L'optimisme était néanmoins de mise et beaucoup s'attendaient à ce que la ville ne tienne pas plus de quelques jours. À l'aube du 17 octobre 1854, 125 canons alliés ouvrirent le feu depuis les hauteurs, tandis que les navires pilonnaient les fortifications côtières. Kornilov fut mortellement blessé, tandis que la ville était rapidement engloutie par un épais nuage de fumée. Le bombardement dura douze heures, mais ses résultats furent décevants. Sur mer, les navires n'étaient pas parvenus à se rapprocher suffisamment pour pouvoir infliger de sérieux dommages aux fortifications ; sans cuirassés à coque en fer, la flotte ne pouvait plus jouer qu'un rôle secondaire dans la bataille. L'efficacité de l'artillerie fut tout aussi limitée sur terre, où les canons n'avaient pas la puissance suffisante, et étaient déployés trop loin, pour réduire les défenses. Par ailleurs, les tirs de contrebatterie russes furent efficaces et détruisirent l'un des principaux dépôts de munitions français,. Le 25 octobre, le commandant français, François Certain de Canrobert — qui avait succédé un mois plus tôt à Armand Jacques Leroy de Saint-Arnaud, mort du choléra — reconnut que la ville ne serait prise qu'au terme d'une longue et difficile campagne.

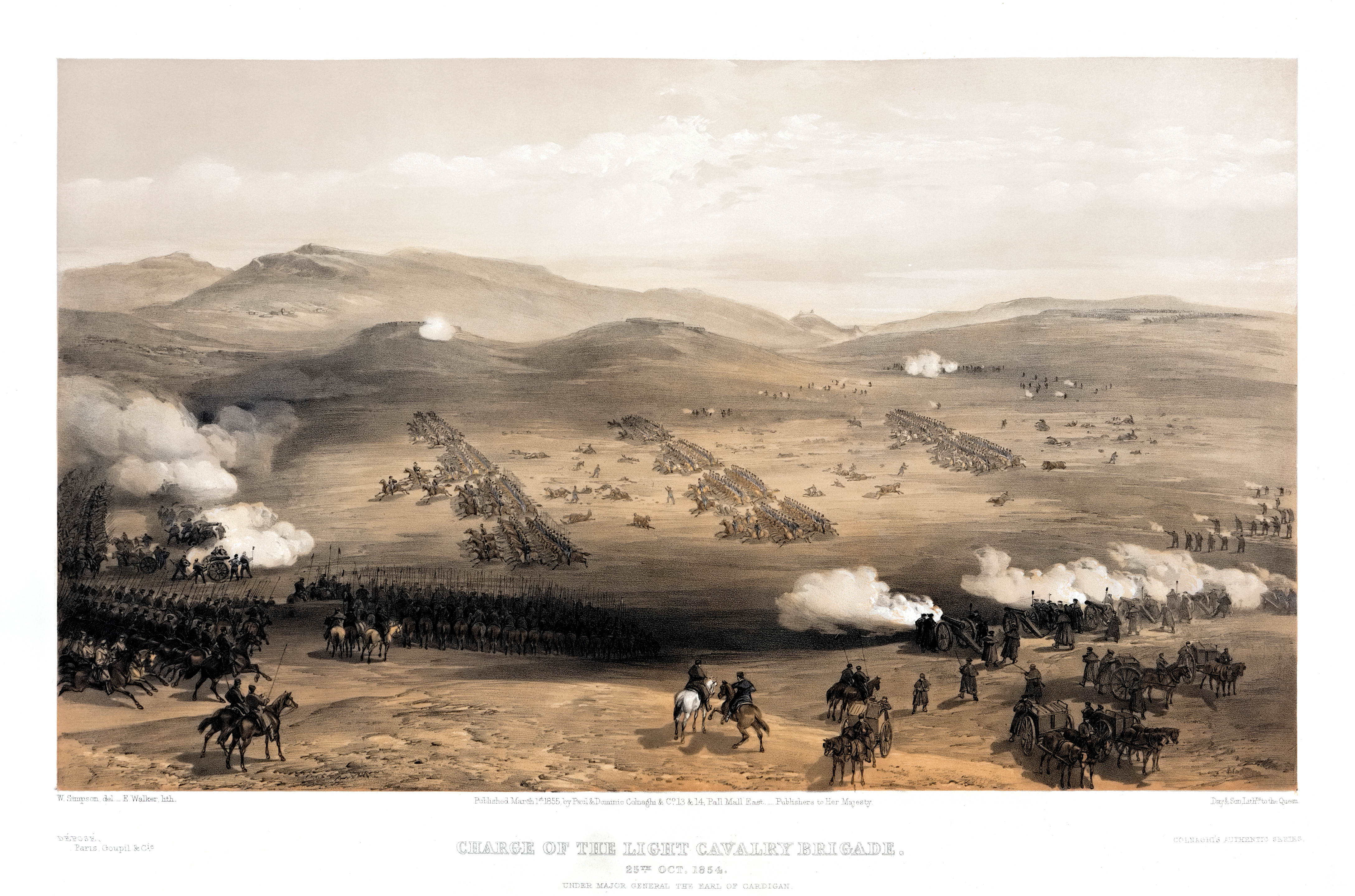
Gravure de William Simpson sur la charge de la brigade légère durant la bataille de Balaklava.

Après ce succès défensif, les Russes décidèrent de briser le siège de la ville. Menchikov avait rassemblé ses troupes et reçu le renfort d'unités du front danubien commandées par le général Pavel Liprandi. Fort de 25 000 hommes, il décida d'attaquer les défenses britanniques de Balaklava, l'une des principales bases de ravitaillement alliées. Ces derniers connaissaient la vulnérabilité de leur flanc oriental, mais ils n'avaient pas suffisamment de troupes pour protéger convenablement toute la ligne de front ; Balaklava n'était ainsi défendu que par 5 000 hommes,. Au matin du 25 octobre, les Russes attaquèrent les redoutes ottomanes protégeant le Nord de la baie et après s'en être emparés au terme de violents combats, se tournèrent vers le 93e régiment d'infanterie qui était la dernière unité empêchant une percée vers le port. Menacé par la cavalerie russe, le major-général Colin Campbell déploya ses 400 hommes en une « mince ligne rouge » de seulement deux rangs ; cette tactique perturba les cavaliers qui craignaient une diversion car le carré d'infanterie semblait être une formation plus appropriée. Quatre escadrons chargèrent, mais ils furent décimés par trois salves britanniques. Les Russes se préparèrent à lancer une nouvelle attaque avec le gros de leurs forces, mais ils furent interrompus par la charge de la cavalerie britannique de James Scarlett. Au terme d'un affrontement confus de dix minutes, les Russes se replièrent, tandis que l'arrivée de nouvelles unités d'infanterie alliées réduisait les chances de succès russes.

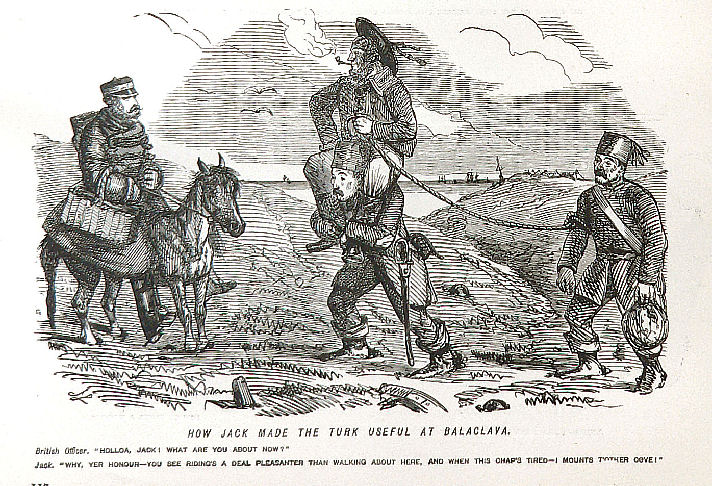
Comment Jack a rendu le Turc utile à Balaklava ; les soldats ottomans étaient souvent tenus en piètre estime par les Français et les Britanniques.

Alors que les Russes battaient en retraite, le commandant en chef des forces britanniques, Lord Raglan, nota qu'ils emportaient avec eux les canons de marine se trouvant dans les redoutes qu'ils avaient capturées. Ne voulant pas qu'ils soient utilisés par la propagande ou ré-employés, et, soucieux de ré-éditer à son profit l'exploit de son mentor, le duc de Wellington, dont il avait été aide de camp, et qui ne s'était jamais fait prendre un canon lors d'une bataille, il ordonna à la cavalerie de Lord Lucan, de laquelle dépendait la brigade légère de Lord Cardigan de les récupérer,. L'imprécision de l'ordre et des erreurs de transmission de la part du porteur, le capitaine Louis Nolan, firent croire à Cardigan que Raglan voulait qu'il attaque les seuls canons qu'il pouvait apercevoir, à l'autre extrémité de la vallée. Or, les canons en question, qu'il ne pouvait pas voir en raison de la topographie des lieux, étaient sur les hauteurs dorénavant occupées par les Russes. La brigade comprenant environ 670 cavaliers mit plusieurs minutes à couvrir les 1 500 mètres de la vallée, sous un feu nourri venant de trois côtés mais elle mit en déroute la cavalerie cosaque avant de se replier.
Cette charge de la brigade légère fit plus de 250 victimes dans les rangs de l'unité, mais en dépit du mot célèbre du général Pierre Bosquet : « C'est magnifique, mais ce n'est pas la guerre » et contrairement à la légende d'un « désastre glorieux » illustré par le poème d'Alfred Tennyson, elle fut un succès dans le sens, où elle permit de chasser les Russes du champ de bataille. Ces derniers restèrent néanmoins maîtres des redoutes surplombant Balaklava et continuèrent de menacer les voies de ravitaillement alliées tandis que les canons et les objets capturés défilaient en parade dans les rues de Sébastopol. De leur côté, les Britanniques blâmèrent les Ottomans pour ce revers et ils furent très mal traités jusqu'à la fin de la campagne,,.

### Inkerman

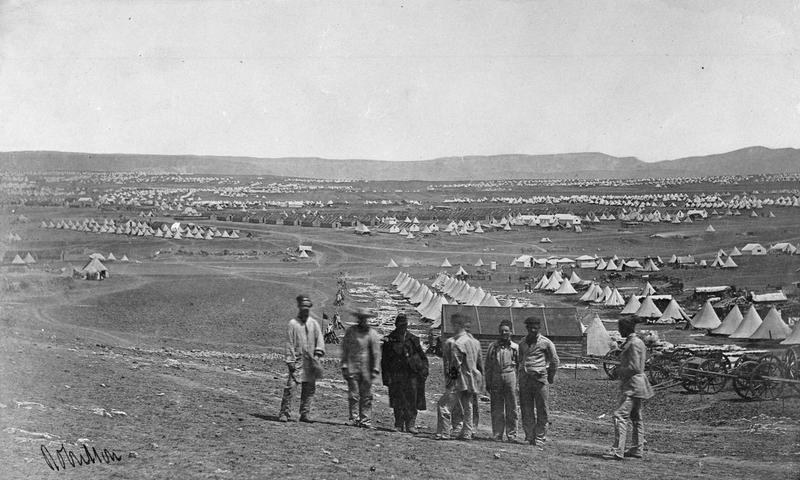
Camp britannique près de Balaklava.

Encouragés par leur succès, les Russes décidèrent d'attaquer le flanc droit britannique au mont Inkerman surplombant la rivière Tchernaïa se jetant à l'extrémité de la rade. S'ils parvenaient à s'emparer de cette hauteur, ils pourraient y déployer leur artillerie et pilonner les lignes alliées. Pris à revers, ces derniers n'auraient plus qu'à lever le siège et évacuer. Le matin du 26 octobre, 5 000 soldats firent une sortie depuis Sébastopol et montèrent à l'assaut des positions britanniques commandées par le général George de Lacy Evans et défendues par 2 600 hommes. Repérés par les sentinelles, les assaillants furent pris pour cible par l'artillerie et mis en déroute. Ce revers permit néanmoins de mettre en évidence la faiblesse des défenses britanniques qui manquaient d'hommes pour couvrir convenablement tout leur front,. Les soldats étaient par ailleurs épuisés et n'avaient presque pas eu de repos depuis leur débarquement.
Selon le plan russe, le général Fedor Soimonov devait sortir de Sébastopol le matin du 5 novembre 1854 avec 19 000 hommes pour s'emparer de la butte des Cosaques en contrebas du mont Inkerman avec l'aide des 16 000 hommes du général Prokofy Pavlov ayant traversé la Tchernaïa. Ils devaient ensuite prendre le contrôle des positions britanniques tandis que la cavalerie de Liprandi occuperait les forces françaises du général Bosquet au sud. Le plan demandait une bonne coordination entre les différentes unités, mais elle fit défaut d'autant plus que le terrain avait été rendu boueux par de fortes pluies et qu'un épais brouillard était présent le matin de l'offensive,,,. La faible visibilité joua néanmoins initialement en faveur des Russes car ils purent approcher sans être repérés et la portée supérieure des fusils Minié était annulée. Plutôt que d'évacuer la butte des Cosaques et d'utiliser l'artillerie pour repousser les assaillants comme le 26 octobre, le général John Lysaght Pennefather, qui remplaçait de Lacy Evans blessé, envoya des troupes pour tenir les Russes à distance jusqu'à l'arrivée des renforts. Les combats dans le brouillard furent particulièrement chaotiques avec de nombreux tirs fratricides et une perte de cohésion des unités. Lors de l'assaut, Soimonov fut tué et ses deux colonels connurent rapidement le même sort, ce qui aggrava la désorganisation de l'armée russe,,. Malgré la menace de Liprandi, Bosquet décida de se porter au secours des Britanniques dont la situation était de plus en plus précaire. L'attaque des zouaves sema la panique dans les rangs russes qui se replièrent en désordre sous les tirs alliés,. La violence des combats entraîna de nombreuses exactions contre les blessés et les prisonniers et celles-ci devinrent la norme durant tout le conflit ; un officier britannique rapporta que « l'ennemi semble apprécier abattre les malheureux blessés qui tentent de clopiner » tandis qu'un de ses compatriotes abattait un soldat capturé simplement parce qu'il était « pénible ». Cependant, une fois les combats passés, les prisonniers de guerre furent globalement bien traités quelle que soit leur nationalité et celle de leurs geôliers.

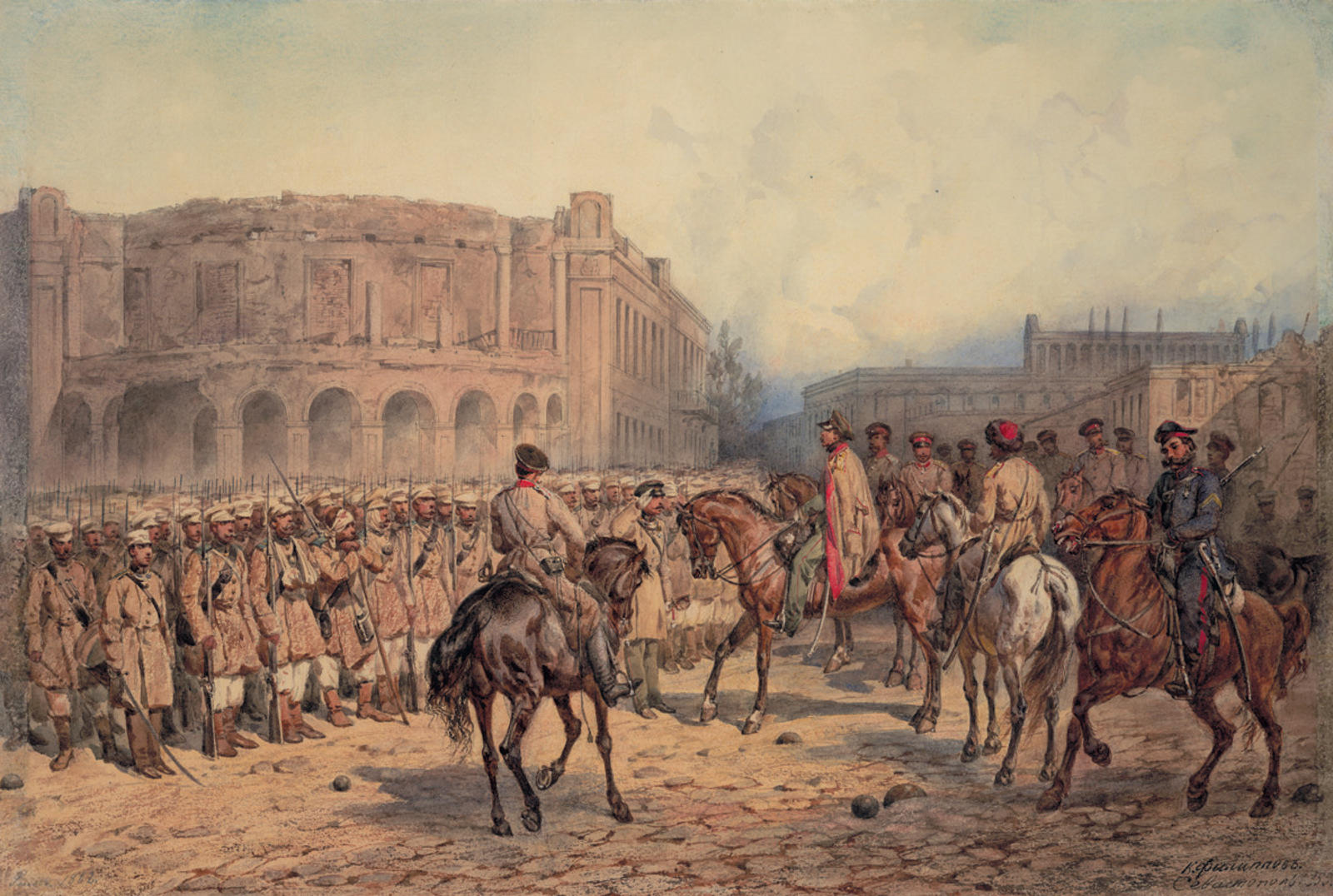
Troupes russes dans Sébastopol, toile de Konstantin Filippov.

Même si la bataille n'avait duré que quelques heures, les Russes déplorèrent 15 000 tués ou blessés contre 2 610 pour les Britanniques et 1 726 pour les Français,. Pour les Russes, la bataille d'Inkerman fut un coup rude et Menchikov proposa l'évacuation de Sébastopol dont la chute paraissait inéluctable pour mieux défendre le reste de la Crimée. Le tsar Nicolas Ier s'y opposa fermement mais il fut très affecté par la défaite et commença à regretter d'être entré en guerre. Du côté allié, le succès avait été très coûteux en vies humaines et l'opinion publique commençait à les trouver inacceptables ; la presse française compara l'affrontement à la bataille d'Eylau de 1807 et le secrétaire d'État britanniques aux Affaires étrangères Lord Clarendon écrivit que l'armée ne pourrait pas résister à un autre « triomphe » de ce type. Un assaut contre Sébastopol étant impossible en l'absence de renforts, la démoralisation gagna les troupes alliées car il devenait évident qu'elles allaient devoir passer l'hiver sur place. Les troupes se souvinrent de la campagne de Russie de 1812 car elles n'étaient pas équipées de vêtements et d'abris adéquats,.

### Siège hivernal

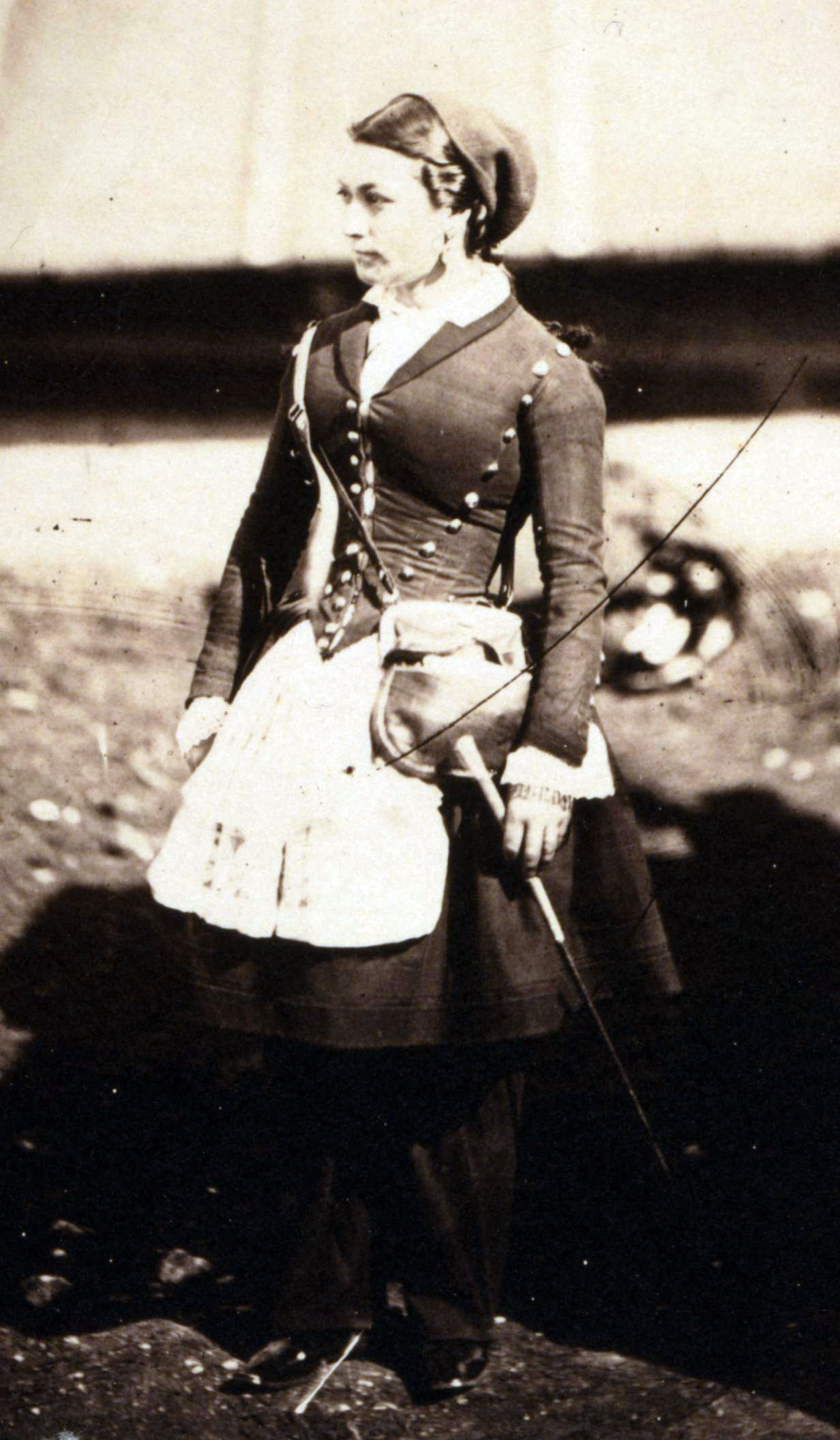
Cantinière française d'un régiment de zouaves.

Les températures chutèrent durant la deuxième semaine de novembre et une violente tempête, le 14 novembre 1854, ravagea les campements alliés et coula plusieurs navires dont le steamer anglais Prince transportant des uniformes d'hiver,,,. Cette tempête, étudiée par le météorologue Emmanuel Liais, est à l'origine de la création du premier service météorologique français. L'astronome Urbain Le Verrier démontre, en effet, à l'Empereur Napoléon III que les armées auraient pu être prévenues à l'avance de l'arrivée de la tempête si un réseau d'observations relayées par le télégraphe avait été en place. La pluie, la neige et le froid remplirent les tranchées de boue et transformèrent en fondrières les chemins reliant les ports aux positions sur les hauteurs ; les chevaux de trait surmenés et manquant de fourrage moururent en grand nombre et cela compliqua fortement le ravitaillement des troupes. Les circonstances furent un test des capacités des deux armées et, selon l'historien Brison D. Gooch, « les Français le réussirent à peine tandis que les Britanniques échouèrent complètement ». Les soldats français avaient en effet reçu avant leur départ des vêtements plus chauds que les Britanniques ; leurs tentes et abris étaient généralement mieux isolés et conçus. Par ailleurs, ils disposaient de cantines collectives qui leur permettait d'être correctement alimentés malgré des rations inférieures de moitié à celles de leurs compagnons d'armes qui devaient préparer eux-mêmes leur repas,. Même si la logistique britannique était largement défaillante, au point que les provisions et le matériel s'accumulaient voire pourrissaient dans le port de Balaklava, les soldats issus majoritairement des classes urbaines pauvres n'avaient pas le savoir-faire et la débrouillardise des troupes françaises d'origine paysanne qui savaient transformer n'importe quoi en nourriture,,. Les errements britanniques n'étaient pas seulement logistiques. Alors que les soldats vivaient dans la boue et le froid, les officiers disposaient d'avantages notables : Lord Cardigan dormait ainsi sur son yacht privé et certains de ses collègues furent autorisés à passer l'hiver à Constantinople,. Cela tranchait fortement avec la situation dans le camp français où les officiers partageaient globalement les conditions de vie de leurs hommes ; le général Élie Frédéric Forey accusa ainsi son collègue François Achille Bazaine de désertion et d'abandon de poste après que ce dernier eut passé la nuit avec son épouse,. Tout cela renforça le dédain des Français pour leurs alliés qui se révélaient incapables de s'adapter aux conditions locales,. Bien que meilleure, la situation française n'était pas parfaite ; les soldats souffraient du scorbut et en raison de la pénurie de vêtements chauds, les uniformes devinrent de plus en plus bigarrés au point que les officiers n'étaient parfois reconnaissables qu'à leur sabre,.

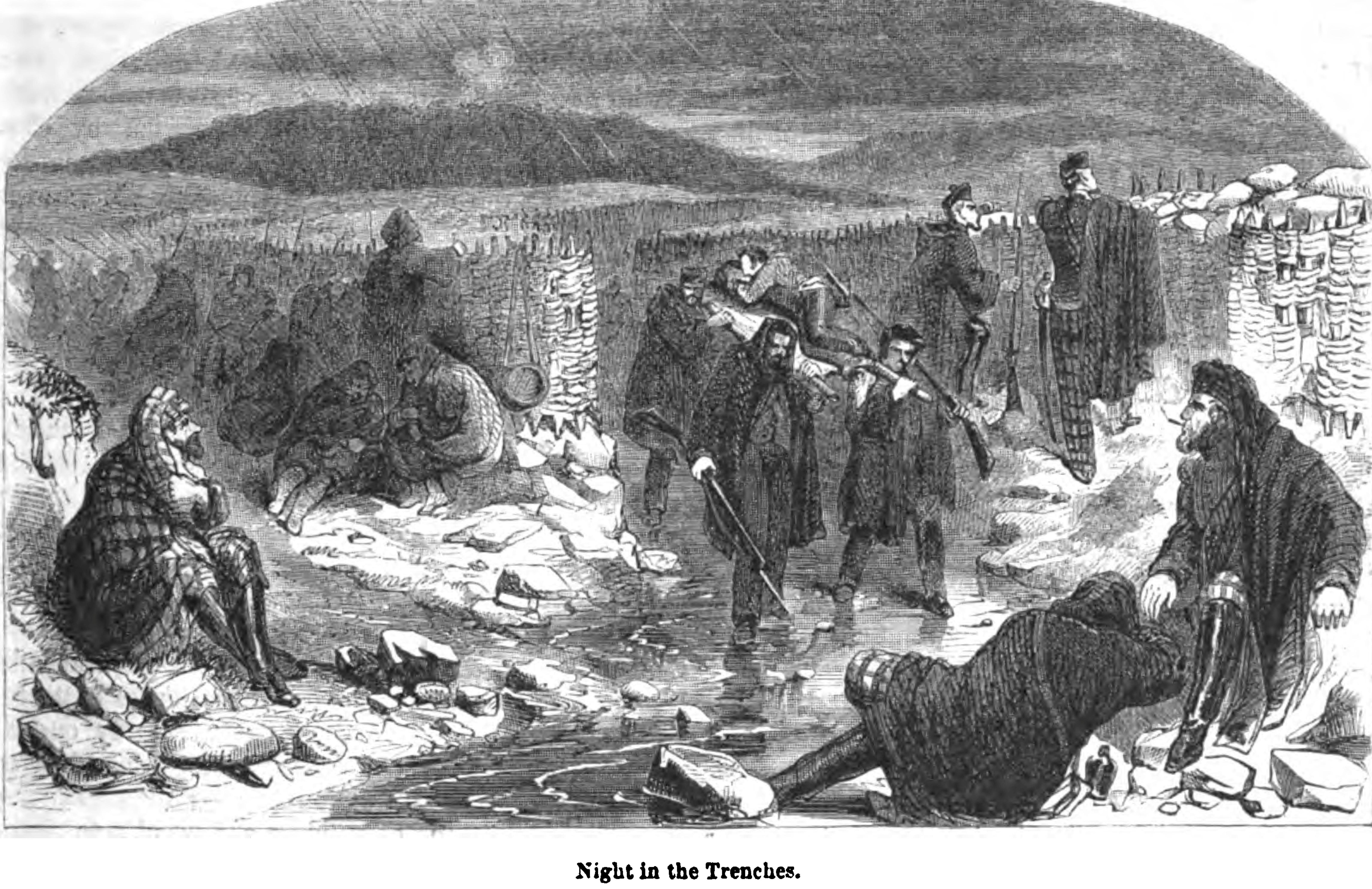
Les conditions de vie des soldats durant le siège de Sébastopol furent particulièrement difficiles en raison du climat.

Dans ces conditions difficiles, les victimes se comptèrent rapidement par milliers ; Canrobert rapporta que 11 458 de ses hommes étaient morts de faim, de froid et de maladie durant l'hiver 1854-1855 et en janvier 1855, il ne restait plus que 11 000 Britanniques en état de combattre, soit moitié moins que deux mois plus tôt. Selon les ordres de Lord Raglan qui ne voulait pas « avoir les blessés entre les pattes », ces derniers étaient envoyés par bateau jusqu'à Scutari dans la banlieue de Constantinople. Les conditions de transport à bord de navires surchargés étaient épouvantables et jusqu'à un tiers des passagers n'arrivait pas à destination. La situation à l'arrivée était tout aussi déplorable avec des bâtiments grouillant de vermine et un manque dramatique de matériel et de personnel médical. L'arrivée de l'infirmière Florence Nightingale à l'automne permit d'améliorer l'organisation de l'hôpital mais durant l'hiver 1854-1855, entre 4 000 et 9 000 soldats, dont la plupart n'avaient pas été blessés au combat, moururent à Scutari.

Soldats britanniques transportant des matériaux de construction durant l'hiver 1854-1855.

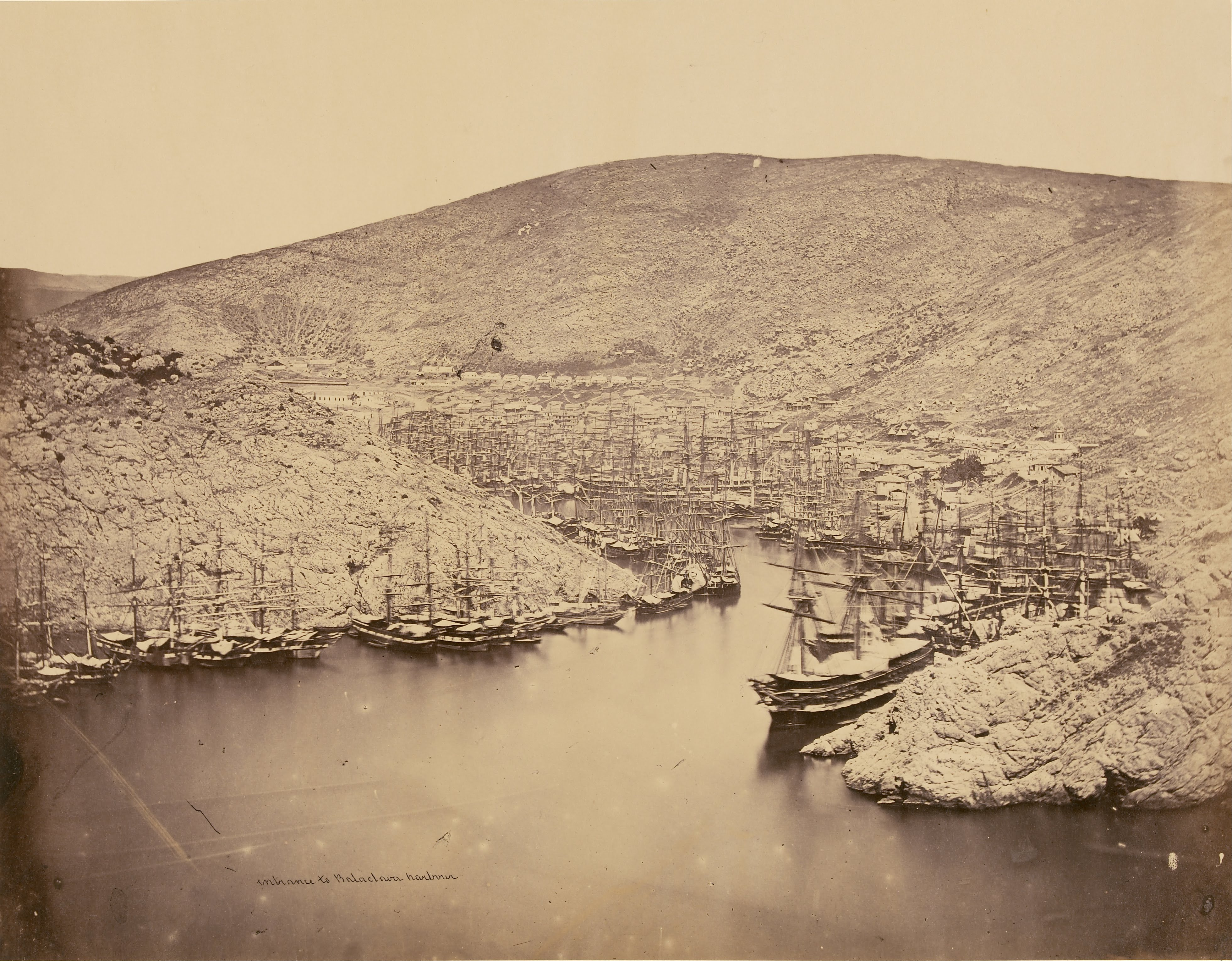
Port de Balaklava utilisé par les Britanniques pour leur ravitaillement.

La situation dans le camp russe était initialement meilleure car le ravitaillement était correct et la ville était intacte mais elle se détériora en raison des bombardements alliés qui détruisirent les bâtiments et les infrastructures. L'eau commença à manquer et les hôpitaux furent saturés par les victimes des combats et du choléra. À son arrivée en Crimée puis à Sébastopol en janvier 1855, le chirurgien militaire Nikolaï Pirogov fut choqué par le chaos et l'incompétence des médecins qui opéraient sans se préoccuper de l'hygiène tandis que les blessés étaient souvent abandonnés à leur sort,. Il imposa immédiatement un système de triage, accrut l'utilisation de l'anesthésie, fit respecter les règles d'hygiène et développa de nouvelles méthodes d'amputation plus rapides et moins risquées. Ces réformes permirent d'accroître le taux de survie des blessés ; pour l'amputation au niveau de la cuisse, ce dernier s'élevait à 25 %, soit presque trois fois plus que chez les Alliés où l'anesthésie était bien moins répandue.
Contrairement aux conflits précédents, les opinions publiques en France et en Grande-Bretagne étaient bien mieux informées de la situation militaire grâce aux journaux qui publiaient chaque jour des comptes-rendus du front. Ces derniers étaient accompagnés de lithographies et surtout des photographies de Roger Fenton et de James Robertson qui fascinaient les lecteurs par leur réalisme. Les techniques de l'époque comme le collodion humide étaient rudimentaires avec des temps de pose allant jusqu'à une vingtaine de secondes mais la guerre de Crimée fut le premier conflit à être photographié,. Cette meilleure information du public était liée au développement des bateaux à vapeur et du télégraphe qui accéléraient la transmission de l'information et permit l'apparition de correspondants de guerre non restreints par la censure. Les articles de William Howard Russell pour le Times contredisaient ainsi les communiqués de presse officiels et exposaient l'incompétence du commandement et les véritables conditions de vie des soldats,. Les critiques concernant la gestion de la guerre provoquèrent la chute du gouvernement de Lord Aberdeen en janvier 1855 et son remplacement par Lord Palmerston,. La presse française était bien plus contrôlée mais cela n'empêcha pas les critiques contre la prolongation d'une guerre peu populaire.
Malgré l'affaiblissement des troupes alliées, les Russes souffraient également de problèmes logistiques qui limitaient la possibilité d'une offensive de grande ampleur. N'ayant plus le contrôle de la mer et sans chemin de fer, tout le ravitaillement devait être acheminé par chariots sur les routes boueuses ou enneigées du Sud de la Russie où la vitesse ne dépassait parfois pas six kilomètres par jour,. Pour éviter que des renforts alliés ne s'emparent de l'isthme de Perekop reliant la péninsule de Crimée au reste de la Russie, Nicolas Ier ordonna une offensive contre Eupatoria défendue par environ 20 000 Ottomans commandés par Omer Pacha. Lancée le 17 février avec 19 000 soldats, l'attaque se solda par une sévère défaite et la perte de 1 500 hommes,. Ébranlé par ce nouveau revers, le tsar, déjà affaibli et désillusionné, développa une pneumonie et mourut le 2 mars,. Même si ce décès fit croire à la fin de la guerre, le nouveau souverain Alexandre II déclara qu'il n'était pas prêt à reconnaître la défaite de la Russie,.

### Printemps 1855

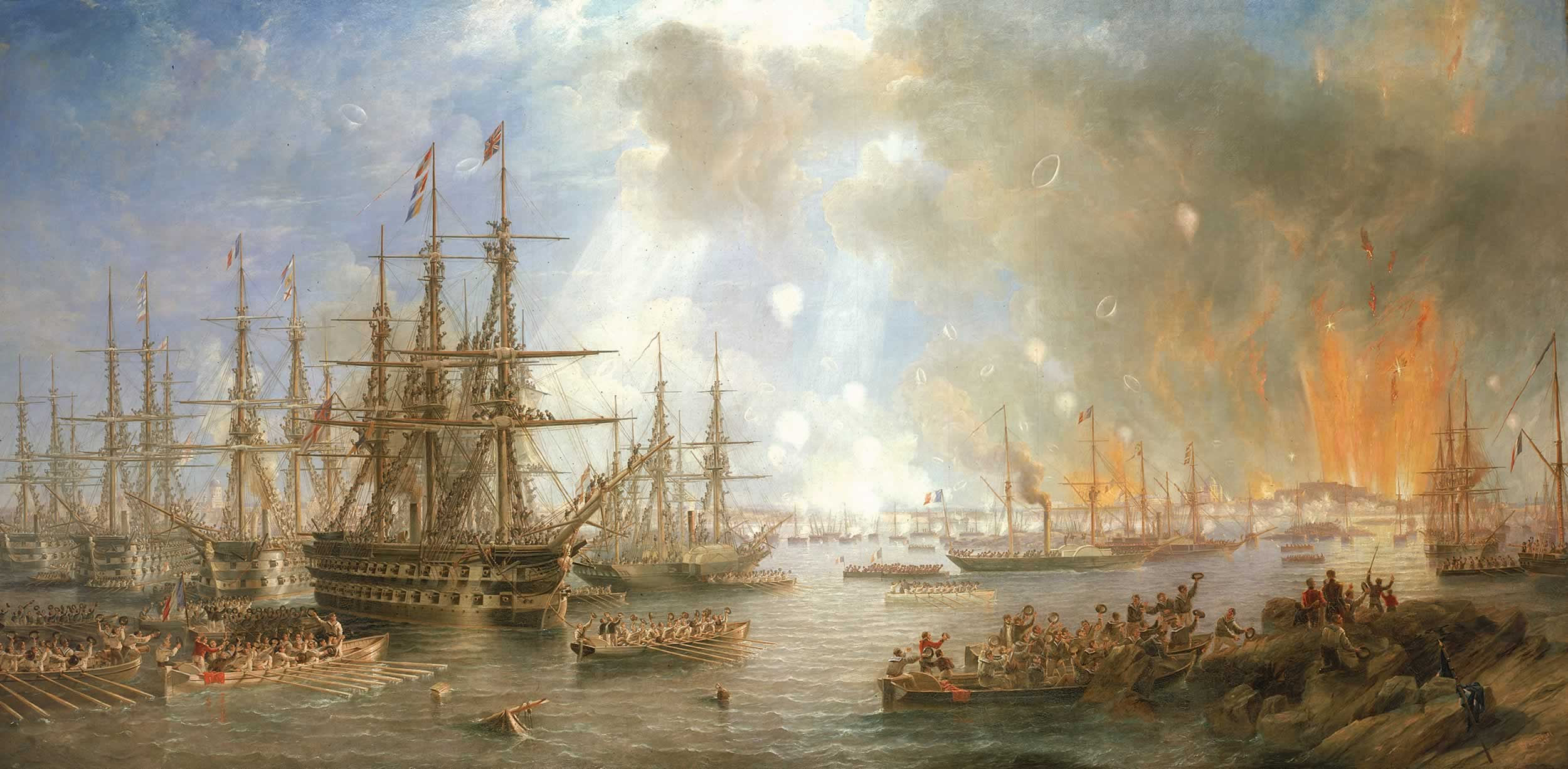
Bombardement de Sveaborg en mer Baltique par la flotte anglo-française en août 1855.

En janvier 1855, les Alliés reçurent le soutien du royaume de Sardaigne et 15 000 hommes commandés par le général Alfonso La Marmora arrivèrent en Crimée en mai. Cet engagement, voulu par le premier ministre Camillo Cavour, était destiné à défendre la cause de l'unité italienne auprès des puissances occidentales et à s'affirmer contre l'empire d'Autriche qui contrôlait le Nord de la péninsule,. Les Britanniques recrutèrent également environ 7 000 mercenaires allemands et suisses, mais ils furent déployés trop tard, pour participer aux combats en Crimée. Du côté adverse, une légion de volontaires grecs d'un millier d'hommes fut intégrée à l'armée russe durant l'année 1854 et combattit à Sébastopol.
Avec l'arrivée du printemps, les Alliés débattirent d'une nouvelle offensive contre la Russie. Les Britanniques voulaient initialement frapper dans le Caucase où la situation militaire était bloquée et où ils approvisionnaient les tribus en armes depuis 1853. Ils s'inquiétaient néanmoins du fondamentalisme de Chamil et de la possibilité que les Ottomans n'exploitent la situation pour renforcer leur emprise sur la région. À l'inverse, une nouvelle attaque dans la mer Baltique contre Saint-Pétersbourg paraissait plus intéressante, d'autant plus qu'elle pourrait pousser la Suède à entrer en guerre,. La flotte anglo-française commandée par l'amiral Charles-Eugène Pénaud bombarda ainsi Sveaborg en juin mais ne causa quasiment aucun dégât. Les Russes ayant par ailleurs renforcé leur flotte et les défenses de Kronstadt avec des mines, les chances de succès sur ce front paraissaient très faibles. Les Alliés se contentèrent donc de bloquer les côtes, mais ces attaques en mer Baltique inquiétèrent les Russes qui ne redéployèrent pas en Crimée les importantes troupes qui défendaient la région.

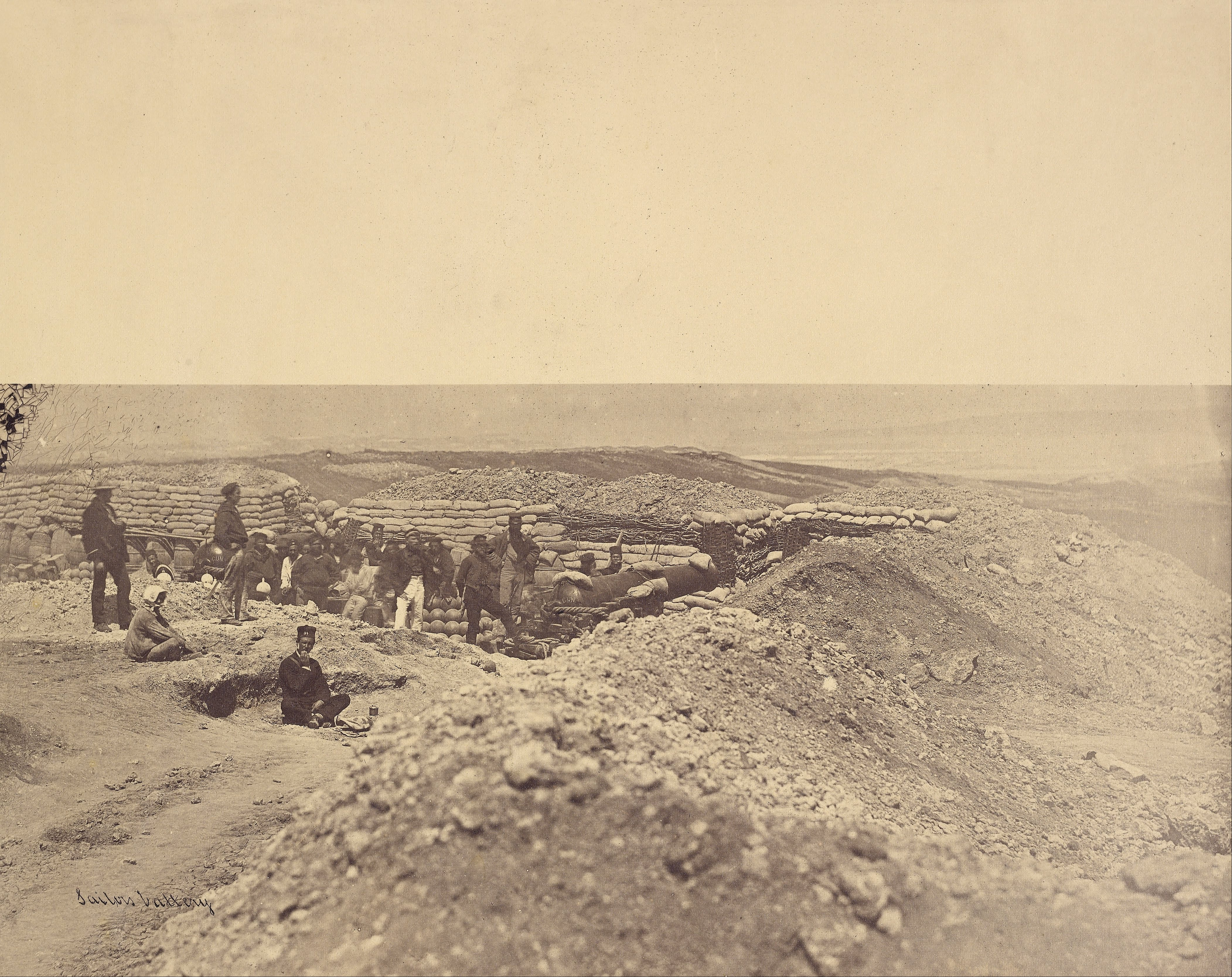
Position d'artillerie britannique par James Robertson.

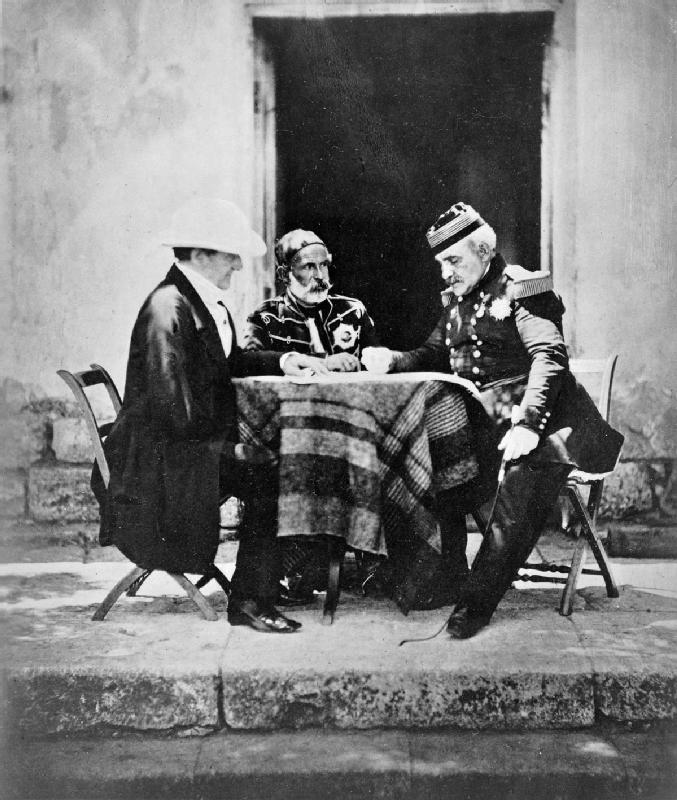
Les commandants alliés durant le siège de Sébastopol. De gauche à droite : Lord Raglan, Omer Pacha et Aimable Pélissier.

Dans le même temps, les deux camps continuèrent à étendre et à renforcer leurs positions autour de Sébastopol ; selon l'historien Orlando Figes, les Alliés et les Russes creusèrent près de 120 kilomètres de tranchées durant les onze mois du siège. Hormis quelques escarmouches et coups de main plus ou moins importants, le front fut assez calme durant les premiers mois de l'année 1855 et le siège se transforma en une routine monotone qui se traduisit parfois par des actes de fraternisation entre les belligérants,,. Pour passer le temps, les soldats chantaient, jouaient aux cartes, organisaient des courses de chevaux ou des pièces de théâtre et n'hésitaient pas à abuser de la boisson ; 5 546 soldats britanniques, soit près de 15 % des troupes britanniques, furent ainsi jugés en cour martiale pour des actes commis alors qu'ils étaient ivres. L'arrivée du printemps et de températures plus douces remonta le moral des Alliés tandis que les défaillances de la logistique britannique étaient en partie comblées par l'arrivée de commerçants privés fournissant, à des prix exorbitants, tout ce que voulaient les soldats,. La communication avec l'Ouest de l'Europe fut également réduite de plusieurs jours à quelques heures avec l'achèvement d'une ligne télégraphique entre Bucarest et Varna en janvier et entre Varna et la Crimée en avril. Par ailleurs, les Britanniques mirent en service un chemin de fer d'une dizaine de kilomètres depuis le port de Balaklava jusque sur les hauteurs. Celui-ci facilita considérablement l'approvisionnement des troupes car les wagons, tirés par des machines fixes ou des chevaux, transportaient chaque jour plusieurs dizaines de tonnes de munitions et de provisions. La voie servit également au transport des blessés et il est considéré que le premier train hôpital de l'histoire roula sur cette ligne le 2 avril.
L'achèvement de ce chemin de fer à la fin du mois de mars arriva juste à temps, pour une nouvelle préparation d'artillerie qui débuta le 9 avril, le lundi de Pâques. Durant dix jours, les Alliés tirèrent près de 160 000 obus sur la ville, qui tuèrent ou blessèrent 4 712 défenseurs. De leur côté, les Russes répliquèrent avec plus de 80 000 projectiles et réparèrent hâtivement leurs défenses, en préparation d'un assaut jugé imminent. Ce dernier n'eut pas lieu, car les Alliés étaient en désaccord sur la stratégie à adopter. Canrobert proposait en effet d'occuper toute la Crimée, afin d'isoler complètement les assiégés. Cette opération aurait eu l'avantage d'exploiter la supériorité de l'infanterie et de son armement comme cela avait été le cas à Alma et à Inkerman. Lord Raglan y était néanmoins opposé car il considérait que la chute de la ville était imminente et que cette offensive laisserait trop peu de troupes, pour s'opposer à une éventuelle sortie des Russes.
Le plan fut par conséquent abandonné, à la colère des Français. Les Russes indiquèrent par la suite qu'ils furent surpris que les Alliés n'aient pas essayé de couper leurs lignes de ravitaillement dans l'isthme de Perekop. Déçu par le manque de coopération des Britanniques et isolé au sein de son état-major, Canrobert abandonna le commandement des troupes françaises à Aimable Pélissier le 16 mai. Ce dernier, réputé pour sa fermeté, était résolu à concentrer tous ses efforts sur la prise de Sébastopol et une offensive fut planifiée contre les positions russes au sud-est. Les Français devaient prendre le Mamelon-Vert, une colline fortifiée, où se trouvait une redoute. Cette dernière était située à l'extérieur des murs de la ville et protégeait la tour Malakoff et son puissant bastion, de 150 mètres de large sur 350 de profondeur dominant le port,. La cible des Britanniques était les Carrières qui abritaient également une redoute protégeant le Grand Redan.

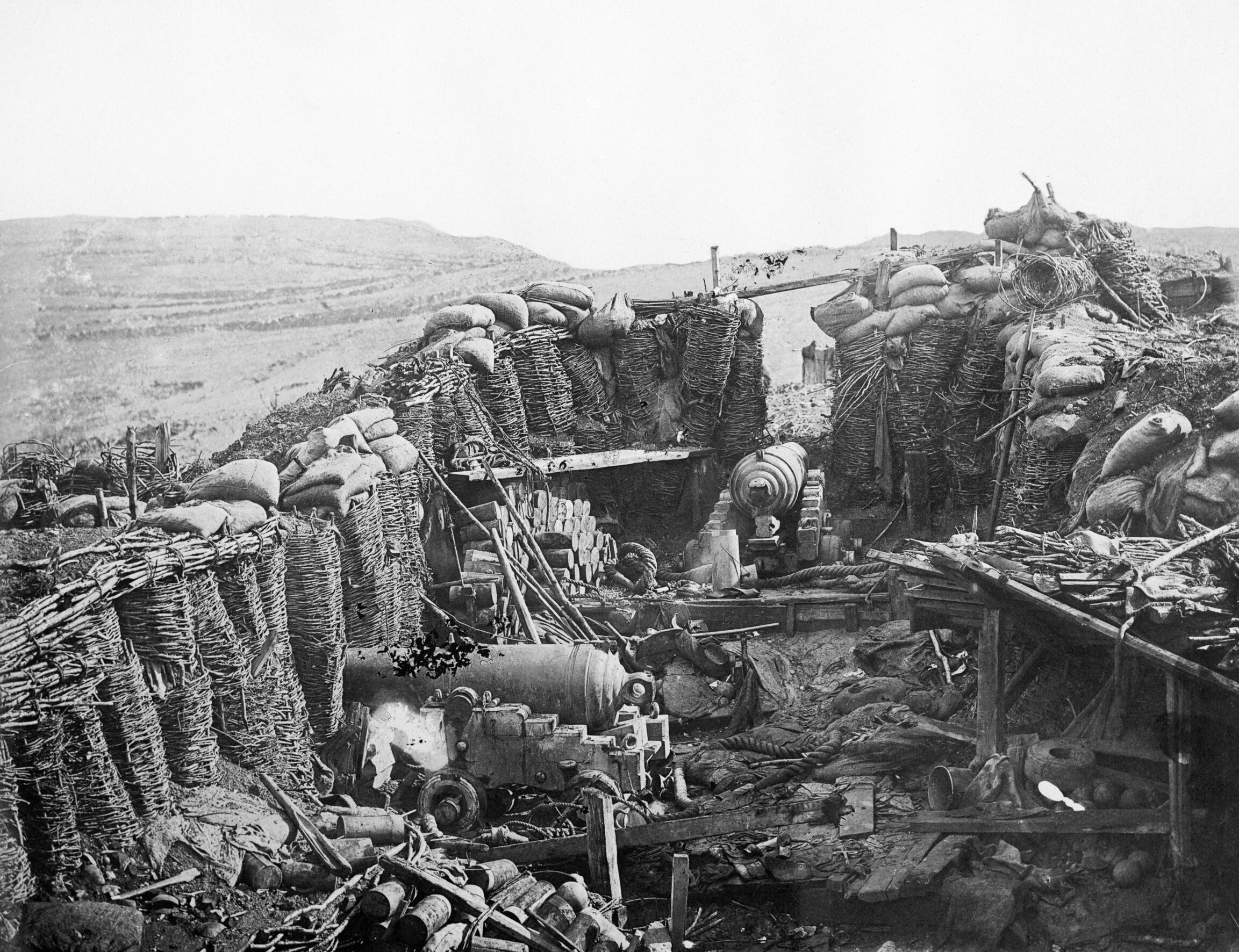
Intérieur du Grand Redan après la prise de Sébastopol.

L'attaque débuta le 7 juin après une préparation d'artillerie d'une journée. Menée par les zouaves, l'infanterie française prit d'assaut le Mamelon-Vert sous un feu nourri et entreprit d'escalader les murs de la redoute. Les combats à l'intérieur se firent au corps à corps, et la fortification changea d'occupants à plusieurs reprises durant la journée. Les Britanniques affrontèrent les mêmes difficultés dans les Carrières, mais, lorsque la dernière contre-attaque russe fut repoussée, le matin du 8 juin, les Alliés contrôlaient les deux positions,. L'assaut avait fait plusieurs milliers de victimes dans les deux camps, mais la prise de Malakoff et du Grand Redan annonçaient des pertes encore plus lourdes. En effet, les assaillants devraient progresser sur plusieurs centaines de mètres à découvert, dans un terrain difficile avant de déployer leurs échelles sur les murs des fortifications, de vaincre les défenseurs et de repousser les contre-attaques russes ; les Français s'attendaient ainsi à ce que la moitié des attaquants soient tués avant même d'atteindre la fortification. Le matin du 18 juin, les vagues de fantassins français et britanniques furent décimées par les Russes, qui s'attendaient à une telle attaque, et s'étaient préparés en conséquence. L'assaut tourna rapidement au désastre et les pertes s'élevèrent à un millier d'hommes pour les Britanniques et à près de 6 000 pour les Français. Déjà affecté par les critiques concernant sa gestion de la campagne et souffrant de dysenterie, Le général britannique lord Raglan développa une dépression après ce fiasco, et mourut du choléra dix jours plus tard, le 28 juin ; William John Codrington lui succéda à la tête des troupes britanniques dans la péninsule.
Après l'échec des assauts contre Malakoff et le Grand Redan, le siège reprit son cours avec ses duels d'artillerie et ses travaux de terrassement, mais le pessimisme gagna les troupes alliées, qui craignaient de devoir passer un second hiver sur place. L'épuisement entraîna des troubles, que les soldats qualifièrent de « folie des tranchées » aujourd'hui désignés sous l'expression de syndromes de stress post-traumatique. La situation des 75 000 Russes assiégés par 100 000 Français, 45 000 Britanniques, 15 000 Sardes et 7 000 Ottomans n'était pas meilleure,. À la fin du printemps, les Alliés attaquèrent et occupèrent temporairement le détroit de Kertch et le Fort de Kertch à l'est de la Crimée, où se trouvaient d'importants dépôts de ravitaillement et de munitions. Cela provoqua de nombreuses pénuries chez les défenseurs ; les artilleurs reçurent ainsi l'ordre de ne tirer qu'un seul obus pour quatre tirés par les Alliés, tandis que les rations russes étaient divisées par deux. Le moral des troupes fut également affecté par la perte de leurs deux principaux commandants : Totleben fut grièvement blessé, lors d'un bombardement le 22 juin, et Nakhimov fut mortellement blessé par balle le 28 juin,. Ces conditions provoquèrent un accroissement sensible du nombre de désertions, jusqu'à une vingtaine par jour, et plusieurs mutineries auraient été brutalement réprimées.

### Malakoff

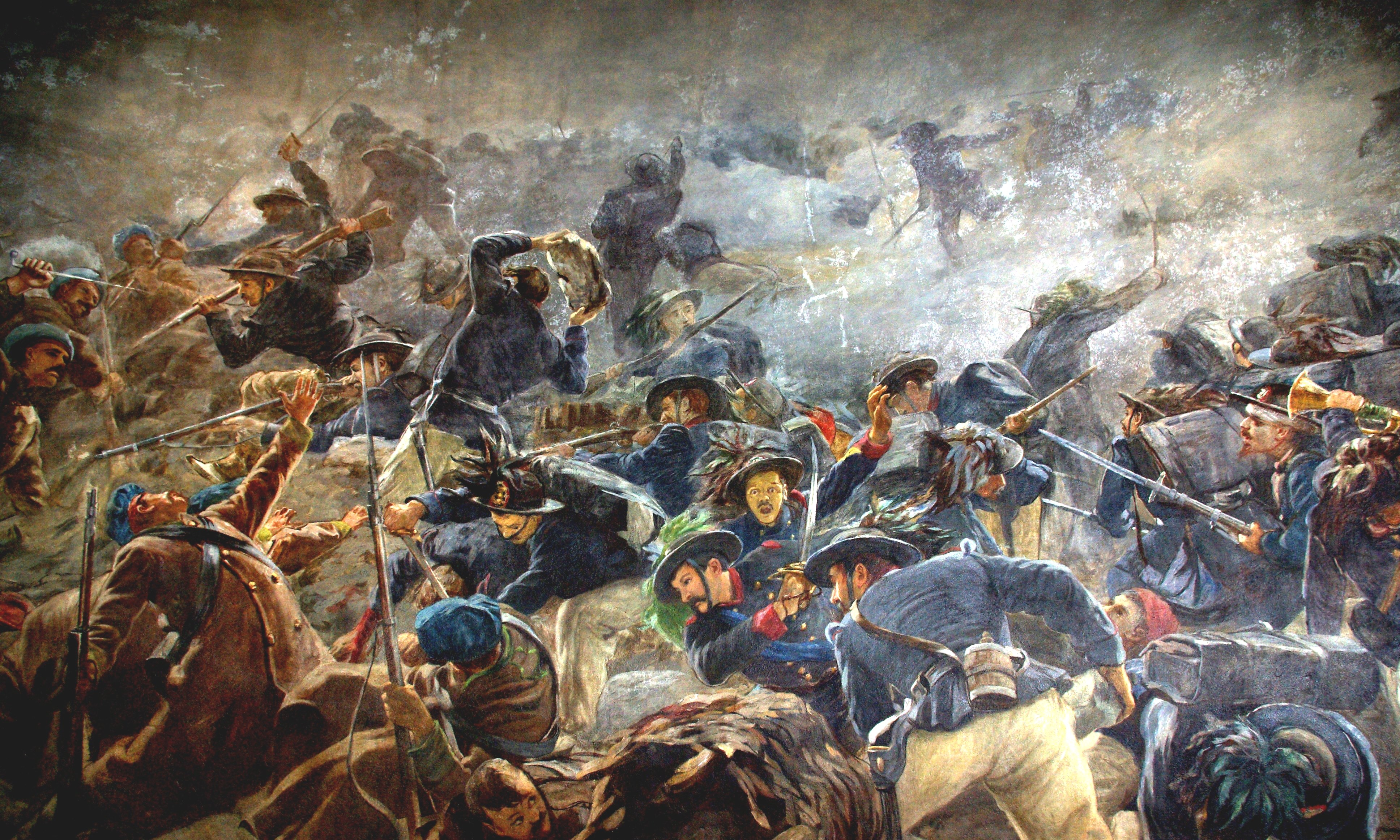
Bersagliers sardes durant la bataille de la Tchernaïa le 17 août 1855.

Il devenait évident que Sébastopol ne pourrait plus résister très longtemps et Alexandre II ordonna une ultime offensive pour rompre le siège. Le général Mikhaïl Gortchakov, qui avait succédé à Menchikov, après son échec contre Eupatoria en janvier, décida sans grand espoir d'attaquer les positions franco-sardes au sud-est le long de la Tchernaïa afin de réduire l'approvisionnement en eau des Alliés, et de menacer leur flanc oriental,,. Profitant du brouillard matinal du 17 août, 58 000 soldats russes s'approchèrent du pont de Traktir, enjambant la rivière, mais le manque de coordination entre les unités et l'inexpérience des troupes fit que l'attaque tourna rapidement au fiasco. Sans le soutien de l'artillerie ou de la cavalerie, les fantassins furent décimés par les tirs alliés et, s'ils parvinrent à s'emparer des premières lignes françaises, il devint clair que l'attaque avait échoué. Quand Gortchakov ordonna le repli, peu après 10 h, les pertes russes s'élevaient à 2 273 tués, 4 000 blessés et plus de 1 800 disparus, dont la plupart avaient profité du chaos pour s'enfuir ou déserter ; de leur côté, les Alliés perdirent 1 800 hommes sur 18 000 Français et 9 000 Sardes. La bataille de la Tchernaïa scella le destin de Sébastopol et les Russes se préparèrent à l'évacuer ; un pont flottant de 960 mètres de long en travers de la rade fut ainsi achevé le 27 août,.

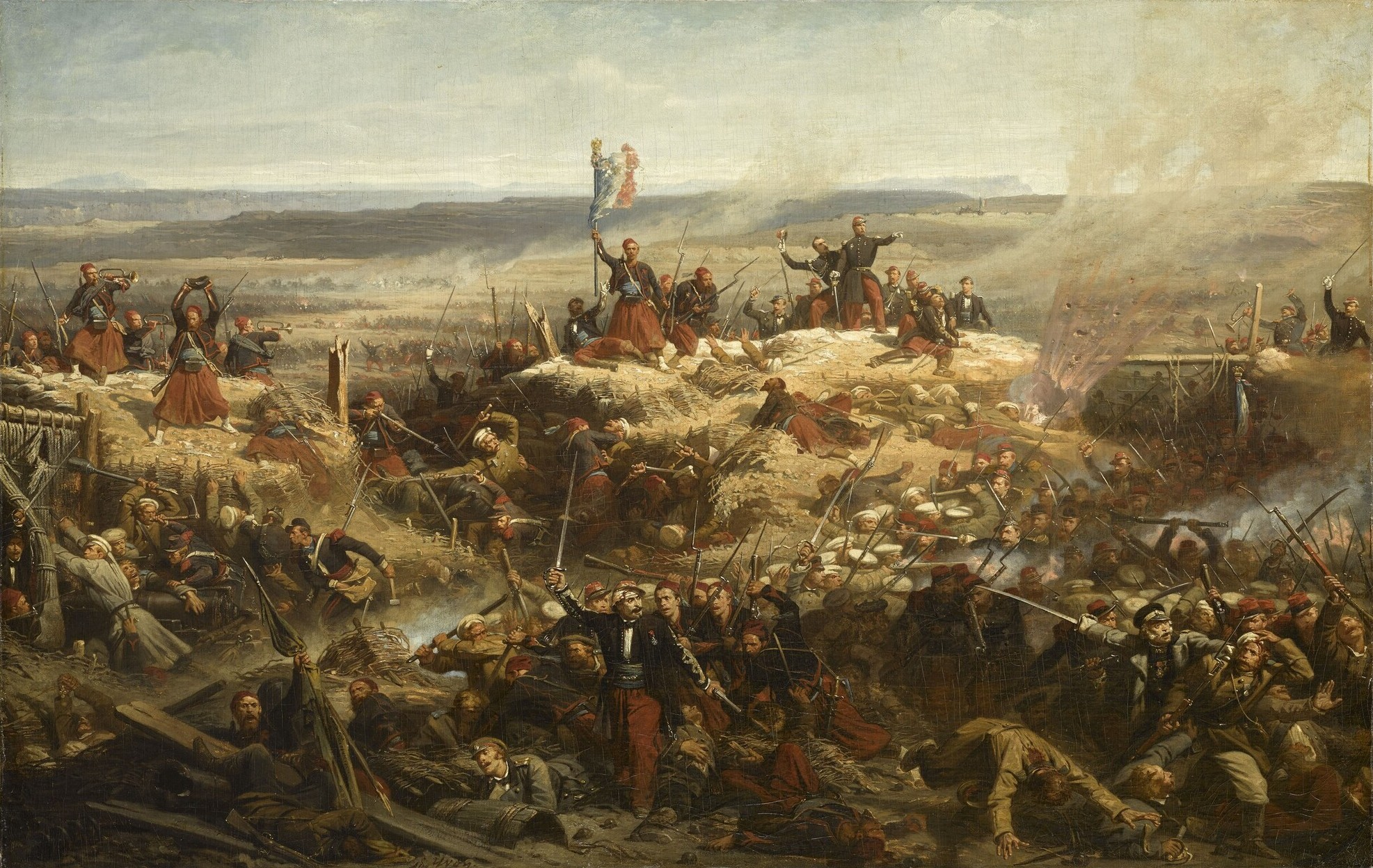
Assaut de la forteresse de Malakoff par les zouaves du général Patrice de Mac Mahon le 8 septembre 1855.

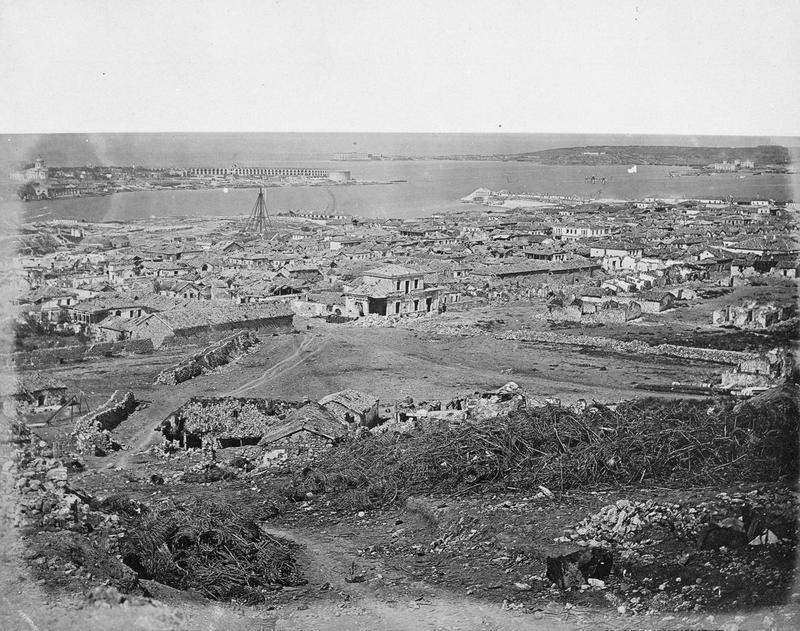
Sébastopol depuis le fort de Malakoff.

Le succès du 17 août renforça la confiance des Alliés, qui estimèrent qu'il devenait possible de prendre la ville avant le retour de l'hiver. Durant l'été, les Français avaient creusé au prix de pertes importantes des tranchées jusqu'à quelques dizaines de mètres des défenses de Malakoff, tandis que dans leur secteur plus rocheux du front, les Britanniques se trouvaient encore à une centaine de mètres. Contrairement à l'assaut raté du 18 juin, l'attaque du 8 septembre fut précédée par une intense préparation d'artillerie et les Alliés tirèrent près de 150 000 obus en trois jours. Les effectifs engagés étaient également trois fois plus importants avec près de 35 000 hommes et l'attaque fut lancée à midi et non pas à l'aube, ce qui prit les Russes complètement par surprise, au moment de la relève,,.
À l'heure prévue, les 9 000 hommes de la division du général Patrice de Mac Mahon sortirent de leurs tranchées et entreprirent d'escalader les murs de la forteresse ; un soldat russe observant depuis le Grand Redan nota que « les Français étaient dans le Malakoff avant même que nos gars aient eu le temps de prendre leurs armes ». La garnison s'enfuit, mais les Russes organisèrent rapidement une violente contre-attaque. Les combats au corps à corps se prolongèrent pendant près de trois heures, alors que les positions étaient prises puis perdues par les belligérants. La supériorité numérique française fut néanmoins décisive et les nouveaux occupants de la forteresse renforcèrent hâtivement les défenses de leur nouvelle possession,,. Pendant ce temps, les Britanniques avaient attendu de voir le drapeau tricolore sur le Malakoff, avant de se lancer à l'assaut du Grand Redan. Même s'ils avaient perdu le soutien de la fortification voisine, les Russes avaient eu le temps de se ressaisir et de déployer des renforts. Les troupes britanniques qui étaient parvenues au pied des murs furent incapables de s'emparer des remparts et la panique gagna leurs rangs. Le général Codrington jugea inutile d'envoyer les unités de conscrits, qu'il avait en réserve, et planifia un nouvel assaut le lendemain, avec des troupes plus expérimentées,. Finalement, les combats du 8 septembre avaient fait 7 500 morts ou blessés chez les Français, 2 500 chez les Britanniques et 13 000 chez les Russes.
Il n'y eut cependant pas de nouvel assaut, car Gortchakov décida dans la soirée d'évacuer la rive sud de Sébastopol, étant donné que, depuis Malakoff, l'artillerie française pouvait tirer sans difficultés sur toute la ville, et elle aurait certainement détruit le pont flottant. L'évacuation dura toute la nuit et au matin, les derniers défenseurs provoquèrent un incendie, qui dura trois jours,. Les Alliés entrèrent finalement dans la ville le 12 septembre où les Russes avaient abandonné plusieurs milliers de blessés intransportables et les soldats se livrèrent rapidement au pillage des ruines,,.

### Campagne navale de la mer d'Azov alias Azoff (25 mai - 22 novembre 1855)
Parallèlement aux opérations terrestres de la péninsule de Crimée, une campagne navale d'envergure a été engagée en mer d'Azov (en) juste après que la péninsule de Kertch, où se trouvaient d'importants dépôts de ravitaillement et de munitions russes, ait été occupée à la mi-mai 1855 par les Alliés : une escadre franco-britannique a du 25 mai au 22 novembre 1855, de façon parfaitement planifiée, attaqué méthodiquement toutes les installations stratégiques russes de la mer d'Azov en les détruisant ou les endommageant gravement. Seules les villes d'Azov et de Rostov, protégées par les défenses de l'embouchure du Don, ont été épargnées,.

## Traité de Paris

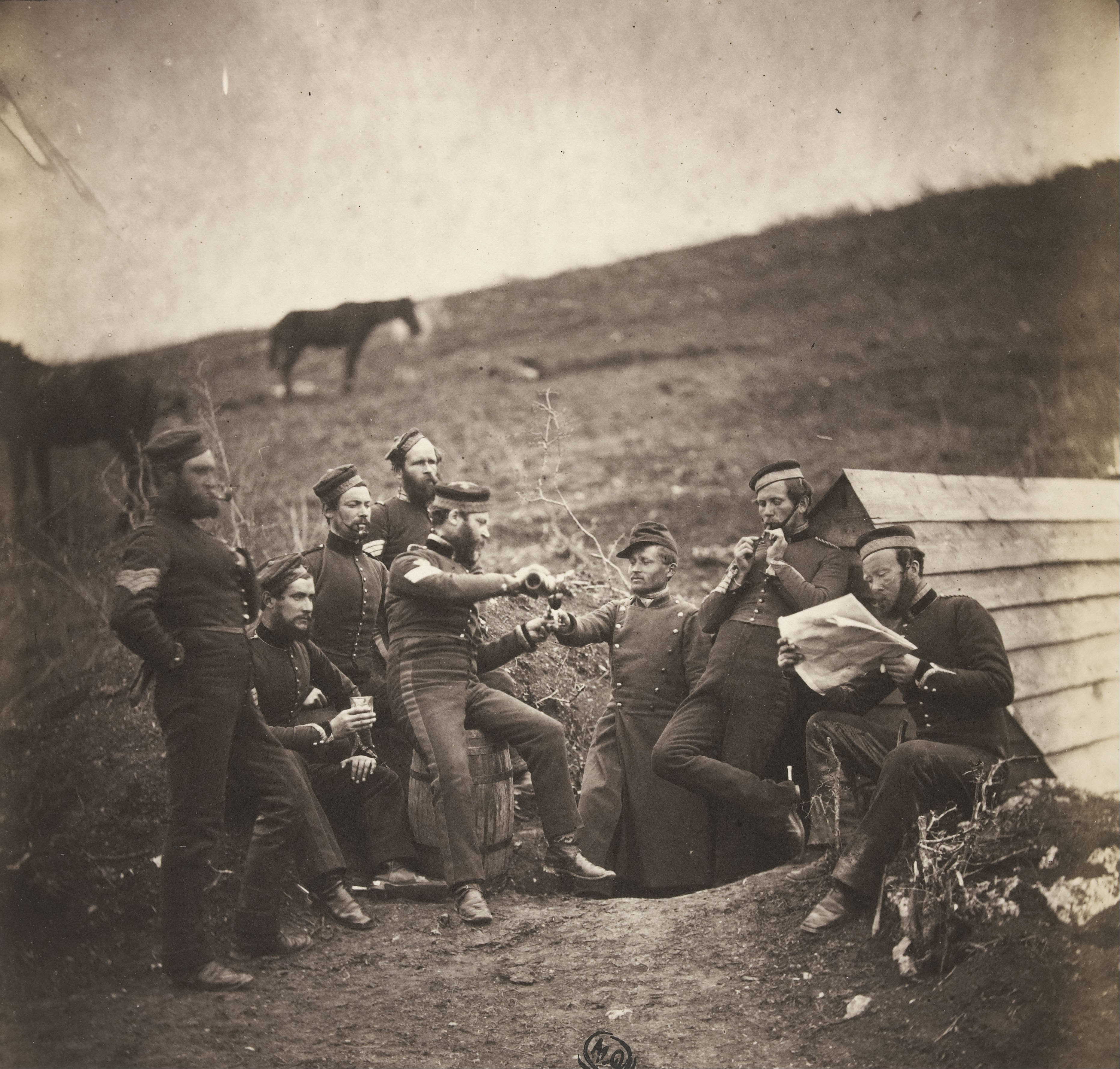
Photographie de Roger Fenton intitulée l'Entente cordiale.

La chute de Sébastopol fut célébrée par d'importantes manifestations populaires à Londres et à Paris, car beaucoup considéraient que cela signifiait la fin de la guerre. Le tsar n'était cependant pas prêt à demander la paix et rappela le précédent des guerres napoléoniennes : « deux ans après l'incendie de Moscou, nos troupes victorieuses étaient à Paris »,. Il planifia une offensive dans les Balkans pour 1856, même si les annonces de la poursuite du conflit étaient essentiellement destinées à saper la cohésion des Alliés entre des Français, désireux de mettre un terme aux combats après la victoire de Sébastopol, et des Britanniques voulant affaiblir la puissance russe au-delà de la Crimée, notamment en Baltique,. Pour les troupes, cela signifiait passer un deuxième hiver sur place et, malgré la fin des combats, cela fut particulièrement éprouvant pour les Français dont la situation sanitaire échappait à tout contrôle. Par rapport à l'hiver précédent, la situation des deux alliés s'était inversée : les Britanniques avaient tiré les leçons de leurs erreurs et amélioré leur organisation médicale et logistique, en s'inspirant fréquemment des Français, tandis que ces derniers avaient laissé leurs standards décliner. Les rapports de l'inspecteur-général Michel Lévy étaient tellement alarmants, que le ministre de la Guerre Jean-Baptiste Philibert Vaillant lui demanda de ne plus en faire.
Durant les trois premiers mois de l'année 1856, entre 24 000 et 40 000 soldats français moururent de maladie, principalement du typhus et du choléra. Le succès de la prise de Sébastopol et le contrôle de la presse éclipsèrent en grande partie les souffrances des troupes mais elles rendaient difficiles une poursuite de la guerre,.

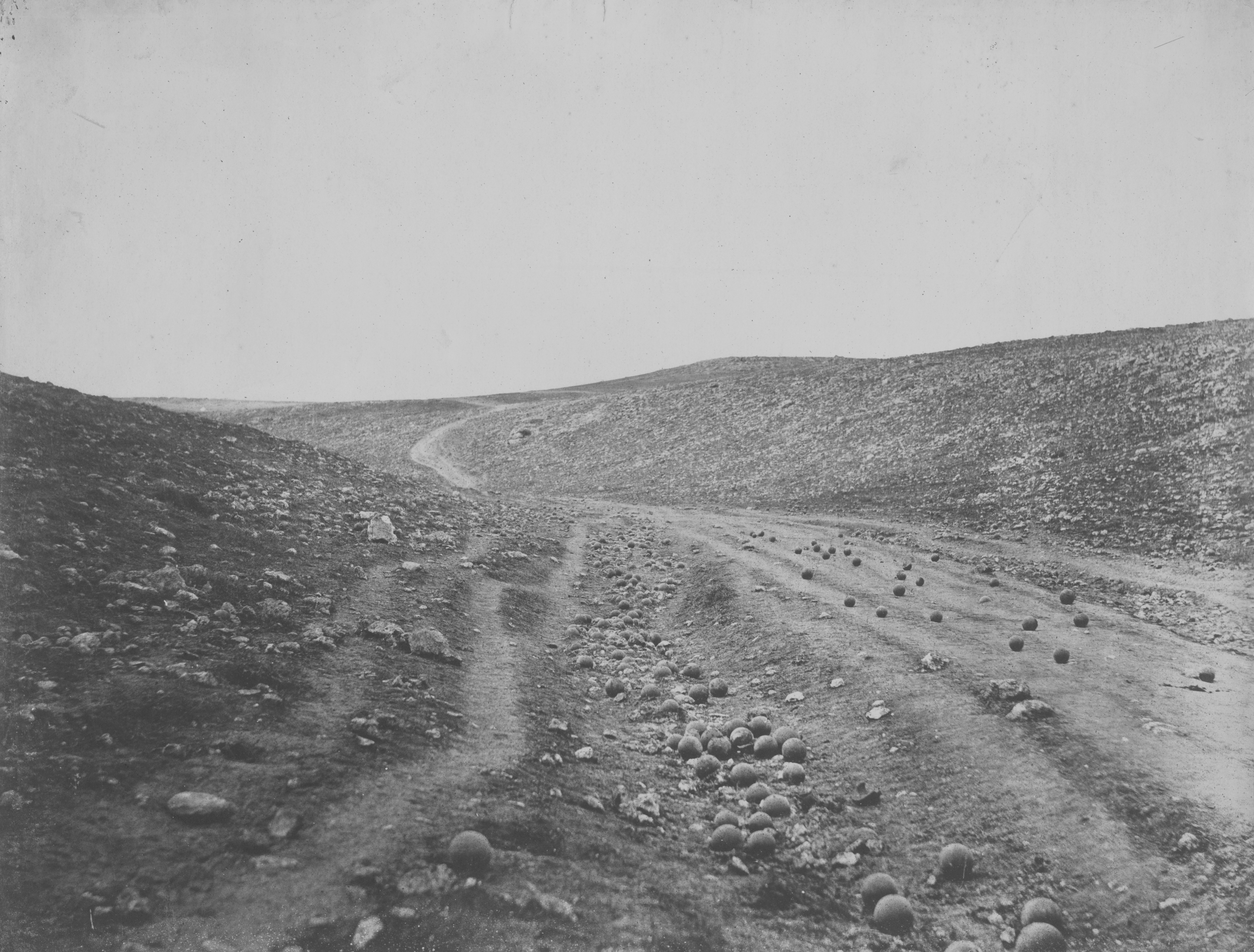
La vallée de l'ombre de la Mort de Roger Fenton est l'une des photographies les plus célèbres de la guerre de Crimée.

De son côté, Alexandre II chercha à remporter une victoire pour renforcer sa position lors des négociations de paix à venir et il accrut la pression dans le Caucase. Depuis le mois de juin, le général Nikolaï Mouraviev assiégeait la forteresse ottomane de Kars et sa prise ouvrirait la voie vers Erzurum et l'Anatolie. Les attaques russes se heurtèrent néanmoins à la résistance acharnée des défenseurs commandés par le général britannique William Fenwick Williams. La fin du siège de Sébastopol permit à Omer Pacha de redéployer en octobre ses unités en Géorgie mais leur progression vers Kars fut difficile et la garnison épuisée se rendit le 22 octobre,. Pour le tsar, la prise de Kars contrebalançait la perte de Sébastopol et il ouvrit des négociations de paix avec la France et l'Autriche. Lord Palmerston n'était cependant pas de cet avis et continuait de défendre une prolongation de la guerre pour réduire la puissance russe. Une expédition anglo-française s'empara ainsi des fortifications russes de la péninsule de Kinburn (Kınburun en tatar) aux bouches du Dniepr le 17 octobre,. Les Français, qui avaient fourni la plus grande part de l'effort militaire, étaient épuisés et Napoléon III craignait la colère populaire. Soutenu par l'Autriche, l'empereur présenta en octobre des propositions de paix basées sur les Quatre Points de 1854 mais le tsar les rejeta en avançant que l'agitation sociale provoquée en France par la poursuite de la guerre pousserait les Alliés à être plus conciliants. L'entrée de la Suède dans le camp des Alliés le 21 novembre ne le fit pas changer d'avis, de même que les avertissements de son oncle, le roi Frédéric-Guillaume IV de Prusse. Il céda finalement le 16 janvier 1856 après que l'Autriche ait menacé de rompre ses relations diplomatiques avec la Russie s'il refusait de s'asseoir à la table des négociations,.

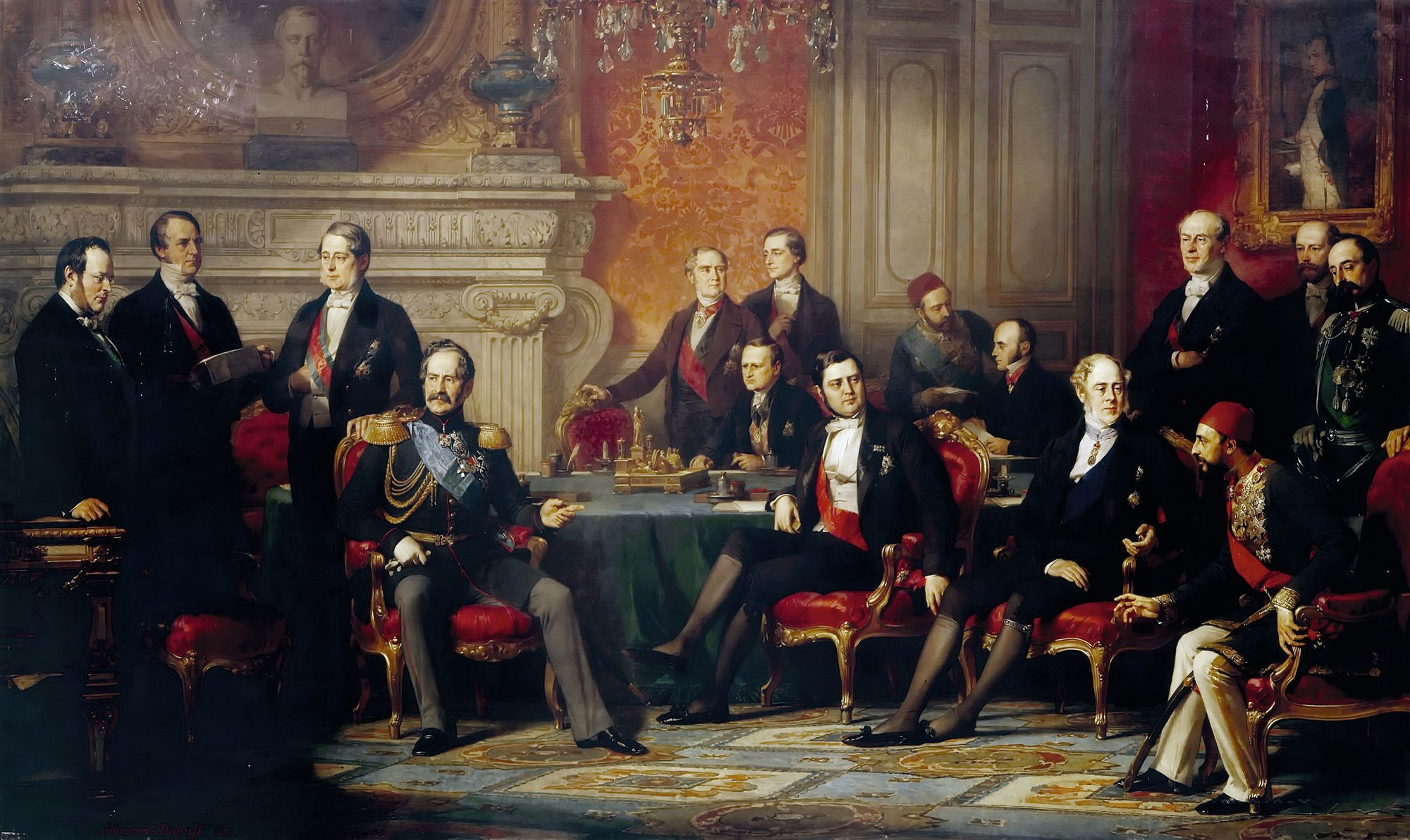
Peinture d'Édouard Louis Dubufe sur le congrès de Paris organisé en février et mars 1856 qui mit fin à la guerre de Crimée.

La conférence de paix débuta au ministère des Affaires étrangères français à Paris le 25 février 1856,. Le choix de ce lieu marquait le renouveau de l'influence française en Europe, d'autant plus que l'exposition universelle organisée sur les Champs-Élysées s'était achevée trois mois plus tôt. Après un hiver de discussions, la plupart des points problématiques avaient été résolus mais Lord Palmerston continuait à défendre un traité punitif envers la Russie qui devrait notamment abandonner ses possessions dans le Caucase et en Asie centrale. Cela ne convenait pas à Napoléon III qui désirait ardemment la paix et avait besoin du soutien, ou du moins de la neutralité, de la Russie pour ses plans en Italie. L'empereur français était ainsi favorable à ce que la Russie rétrocède Kars en échange du maintien de sa souveraineté sur la Bessarabie (Moldavie orientale) qui lui donnait accès aux bouches du Danube. Les Autrichiens et les Britanniques étaient cependant opposés à toute concession sur ce point et dans le Boudjak, perdu par l'Empire ottoman au traité de Bucarest (1812), une bande de territoire fut rendue à la principauté de Moldavie comme « État-tampon » entre Russes et Turcs. La perte de cette bande de terre au profit de la Moldavie et des bouches du Danube au profit de l'Empire ottoman fut vécue comme une humiliation par les Russes car il s'agissait de la première fois depuis le XVIIe siècle qu'ils devaient rendre des territoires qu'ils avaient auparavant conquis. Kars fut rétrocédé sans contrepartie et le principe de démilitarisation de la mer Noire fut approuvé.
Dans les principautés roumaines, les Habsbourg était opposés à toute création d'un État-nation roumain qui pourrait encourager les aspirations irrédentistes des Roumains de l'empire d'Autriche. Quant à la protection des habitants chrétiens de l'Empire ottoman, les puissances alliées firent pression sur Abdülmecid Ier pour qu'il adopte le rescrit impérial de 1856 garantissant l'égalité de tous ses sujets, quelle que soit leur religion. Le texte poussa les Russes à revendiquer une « victoire morale » d'autant plus que les négociations à Paris restaurèrent le statu quo sur la gestion des lieux saints, qui avait été le prétexte initial de la guerre de Crimée,.

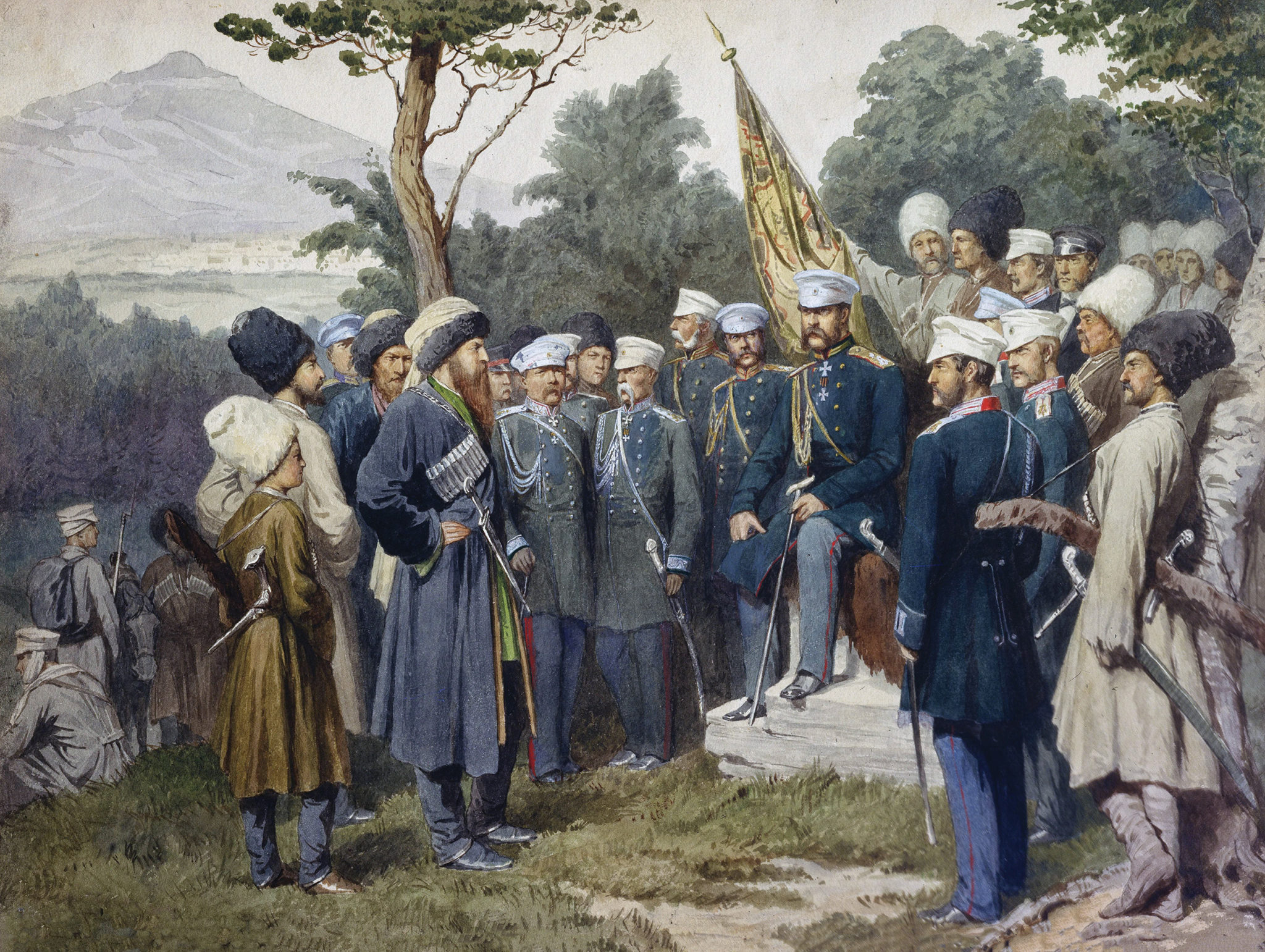
Reddition de Chamil au général Alexandre Bariatinsky le 25 août 1859 par Alexeï Kivchenko (1880).

Les questions sensibles ayant été réglées avant l'ouverture du congrès de Paris, les travaux se déroulèrent rapidement et la signature du traité de paix eut lieu le 30 mars. L'annonce fut saluée par des manifestations de joie dans toute la ville, et un défilé militaire fut organisé le lendemain sur le Champ-de-Mars en présence de Napoléon III et de dignitaires étrangers. À l'inverse, il n'y eut pas de grandes festivités en Grande-Bretagne où il était considéré que la paix était arrivée, avant que les Britanniques n'aient remporté une victoire équivalente à celle des Français à Sébastopol, et où beaucoup étaient en colère contre l'incompétence de l'état-major. Les Alliés reçurent six mois pour évacuer Sébastopol, mais même si ce délai paraissait court, étant donné la quantité de matériel acheminée sur place, Codrington rendit le contrôle de la ville le 12 juillet, non sans avoir au préalable dynamité les docks et les fortifications,. En revanche, il ne fit rien pour venir en aide aux Tatars qui avaient pourtant soutenu les Alliés, et qui se retrouvaient à présent à la merci des Russes. Les pressions exercées par ces derniers provoquèrent l'immigration d'environ 200 000 personnes vers la Dobroudja, restée ottomane, entre 1856 et 1863. Dans le même temps, des chrétiens orthodoxes de Dobroudja s'installèrent dans le Boudjak moldave et en Crimée russe, tandis que des Arméniens et des Pontiques d'Anatolie émigraient en Transcaucasie russe. Dans le Caucase, les Russes continuèrent à lutter contre Chamil qui, abandonné par les puissances occidentales et les Ottomans, se rendit au général Alexandre Bariatinsky le 25 août 1859.
Les Russes entreprirent ensuite un véritable « nettoyage ethnique » à l'encontre des Circassiens et des autres populations musulmanes qui entraîna la fuite ou l'expulsion de plus d'un million de personnes vers l'Empire ottoman.

## Bilan et conséquences

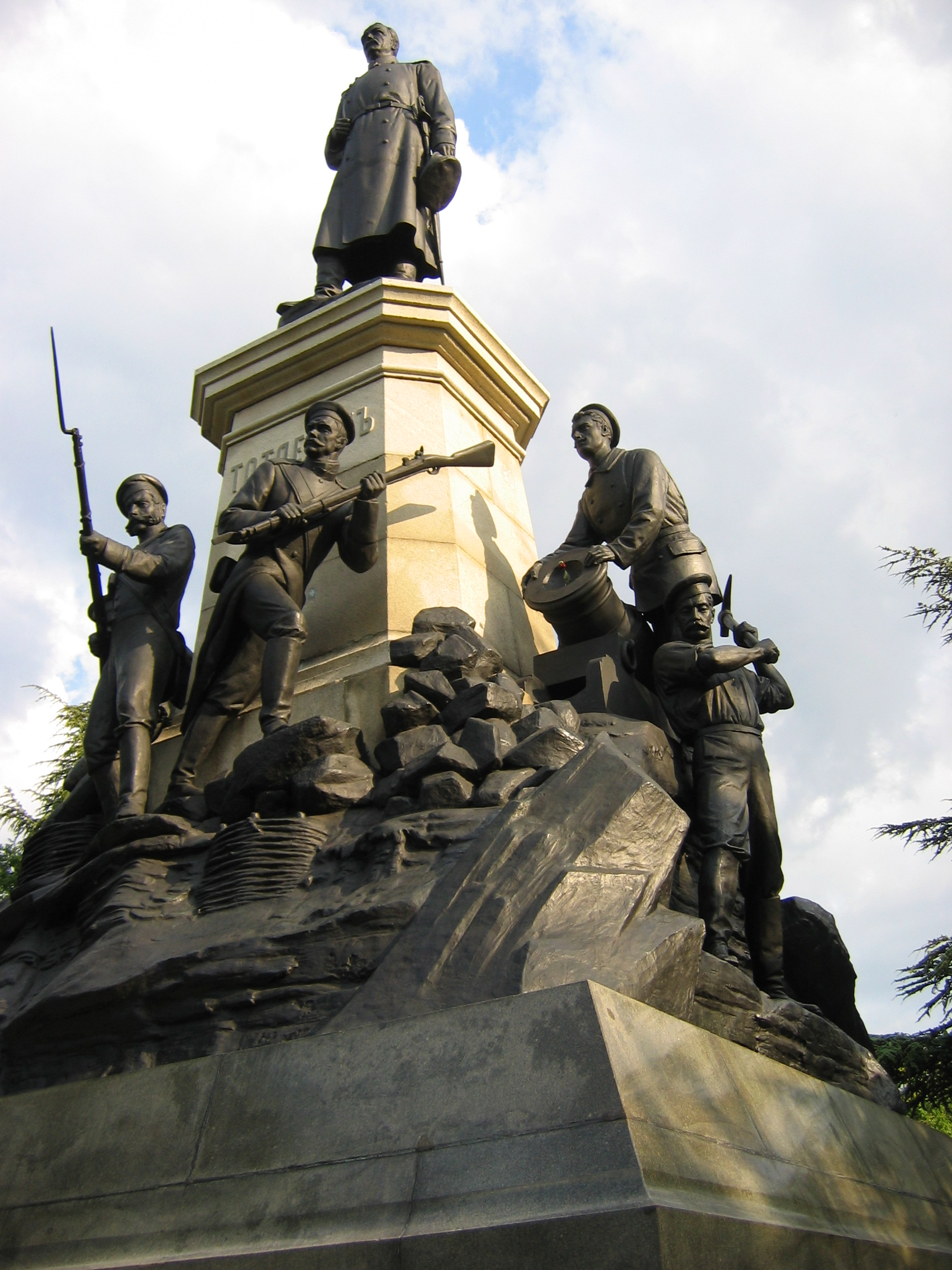
Mémorial d'Édouard Totleben à Sébastopol.

Si le traité de Paris entraîna peu de changements territoriaux, il marqua la fin du concert européen, créé par le congrès de Vienne en 1815. La France avait retrouvé sa puissance et Napoléon III apparaissait comme l'arbitre des disputes européennes,. La fin de la Sainte-Alliance entraîna une réorganisation des relations diplomatiques qui ouvrit la voie aux unifications italienne et allemande. Même si elles s'étaient affrontées, la France et la Russie se trouvèrent rapidement des points communs ; la première promit son soutien à la révision des clauses sur la démilitarisation de la mer Noire et la seconde ne s'opposa pas aux actions françaises en Italie. « Profitant de la distraction de la guerre franco-prussienne, la Russie avait commencé en novembre 1870 la reconstruction de ses bases navales en mer Noire, une violation flagrante du traité, qui avait mis fin à la guerre de Crimée 14 ans plus tôt ». Les Russes furent cependant alarmés par l'unification italienne des années 1860 qui menaçait d'encourager les mouvements nationalistes en Autriche et en Russie.
De fait l'insurrection polonaise de 1861-1864 poussa la Russie à revenir à son ancienne alliance avec la Prusse jugée plus conservatrice et opposée à l'expansion française en Europe. Le ministre-président de Prusse Otto von Bismarck put donc combattre le Danemark en 1864, l'Autriche en 1866 et la France en 1870, sans craindre une intervention russe. Avec la défaite de la France, les clauses sur la démilitarisation de la mer Noire furent abrogées et la Russie entreprit de reconstruire sa flotte,.
Au Royaume-Uni, la guerre avait démontré la désorganisation de l'armée, et l'absence d'une répartition des tâches entre les différents organismes civils et militaires. Le commandement fut donc réparti entre un secrétaire d'État à la Guerre chargé de définir la politique militaire du pays et un commandant en chef, responsable de son application. L'inertie de l'institution militaire empêcha cependant une réforme plus profonde, malgré la rébellion indienne de 1857, qui soulignait à nouveau les faiblesses de l'armée britannique. Quelques mesures furent prises dans les années suivantes, mais il fallut attendre l'arrivée d'Edward Cardwell au poste de secrétaire d'État à la Guerre en 1868, pour que des changements majeurs aient lieu, comme l'abolition des châtiments corporels, ou l'achat des commissions par les officiers (les réformes Cardwell),.
|                                                                           | 1852 | 1853 | 1854 | 1855 | 1856 | Total |
| ------------------------------------------------------------------------- | ---- | ---- | ---- | ---- | ---- | ----- |
| Russie                                                                    | 15,6 | 19,9 | 31,3 | 39,8 | 37,9 | 144,5 |
| France                                                                    | 17,2 | 17,5 | 30,3 | 43,8 | 36,3 | 145,1 |
| Royaume-Uni                                                               | 10,1 | 9,1  | 76,3 | 36,5 | 32,3 | 164,3 |
| Empire ottoman                                                            | 2,8  | ?    | ?    | 3,0  | ?    | ?     |
| Sardaigne                                                                 | 1,4  | 1,4  | 1,4  | 2,2  | 2,5  | 8,9   |
| Source : P. Kennedy, Naissance et déclin des grandes puissances, chap. 5. |      |      |      |      |      |       |

Les pertes humaines pour la France furent considérables : 95 000 hommes étaient morts, dont 75 000 par maladie, et seulement 22 000 morts côté britannique. Les conséquences démographiques furent importantes car elles contribuèrent à ralentir l'accroissement du nombre des naissances[réf. nécessaire] alors qu'au même moment les Allemands commençaient à connaître un fort accroissement démographique. Le peuple français a été hostile à cette guerre contre la Russie, décidée par Napoléon III, « comme en témoignent les rapports des préfets » de l'époque, selon l'ancien président du Conseil, André Tardieu.
En Russie, même si les pertes territoriales avaient été limitées, la défaite discrédita l'armée et exposa les faiblesses et le retard du pays par rapport aux puissances occidentales ; le gouverneur de Courlande, Piotr Valouïev, déclara ainsi : « En haut l'éclat ; en bas, la pourriture ». Parmi les plus critiques figurait l'écrivain Léon Tolstoï qui avait combattu en Crimée et avait donc observé la corruption et l'incompétence des officiers ; il condamna sévèrement les mauvais traitements envers les soldats, dont il admirait le courage et la résistance. L'abolition du servage lui paraissait être « le moins que puisse faire l'État pour reconnaître le sacrifice de la paysannerie ». Alexandre II était convaincu que cette mesure était nécessaire pour arriver au niveau des puissances européennes et la réforme agraire de 1861 émancipa plusieurs millions de serfs. Sur le plan militaire, plusieurs évolutions furent proposées mais la plupart furent rejetées pour apaiser l'aristocratie qui devait accepter la fin du servage. Les travaux reprirent après l'adoption de la réforme agraire mais la modernisation fut longue et difficile. Un service militaire obligatoire fut instauré en 1874 et les conscrits devaient recevoir une instruction de base. Le système de justice militaire fut également réformé pour abolir les châtiments corporels mais ceux-ci restèrent largement appliqués jusqu'en 1917,. Au traité de Paris, l'influence russe en Europe de l'Est fut fortement diminuée comme en témoigne la révocation de la Convention de Balta-Liman et, malgré les victoires russes de 1878, dont la portée fut limitée par le congrès de Berlin, ne retrouvera sa suprématie que près d'un siècle plus tard sous sa forme soviétique.

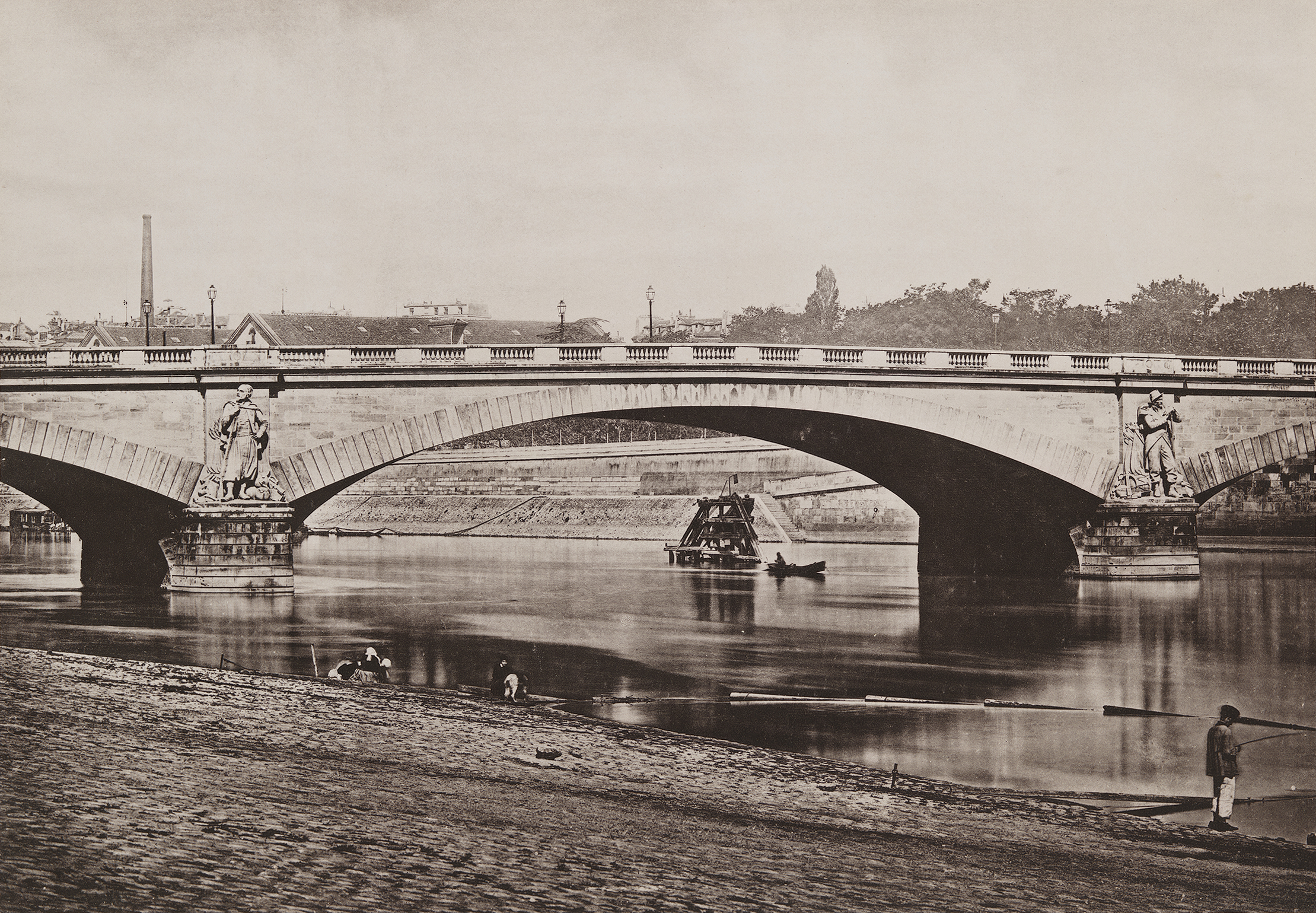
Le pont de l'Alma en 1883 avec les statues réalisées par Georges Diebolt : le Zouave à gauche et le Grenadier à droite.

En ouvrant l'Empire ottoman aux idées et aux technologies européennes, la guerre de Crimée accéléra sa modernisation. Les investissements étrangers s'accrurent, et le pays commença à se doter de chemins de fer et de télégraphes. Le rescrit impérial de 1856 était cependant considéré comme ayant été imposé par les étrangers et ses dispositions irritaient les conservateurs et le clergé. Beaucoup craignaient que les chrétiens, mieux éduqués, ne finissent par dominer la politique et la société s'ils devenaient égaux aux musulmans. Des émeutes anti-chrétiennes éclatèrent dans de nombreuses provinces de l'Empire, dans les années qui suivirent la guerre de Crimée, et ces affrontements firent 20 000 morts en Syrie en 1860,. Craignant ces violences, les autorités ottomanes étaient réticentes à faire appliquer les nouvelles législations, et l'agitation des chrétiens dans les provinces européennes de l'Empire se poursuivit, souvent à l'instigation de la Russie. Ainsi l'insurrection de la Bosnie-Herzégovine en 1875 s'étendit rapidement à la Bulgarie et la violente répression ottomane provoqua une nouvelle guerre avec la Russie,. L'avancée russe vers Constantinople rappela les événements de 1854 et elle ne cessa que sous la menace de la flotte britannique. Grâce au traité de Berlin mettant fin au conflit, la Russie récupérait le Boudjak et annulait donc en partie les pertes du traité de Paris. La question d'Orient et les aspirations d'émancipation des peuples chrétiens des Balkans, restées irrésolues, continuèrent à alimenter le jeu géopolitique des puissances occidentales jusqu'à la Première Guerre mondiale, entretenant l'instabilité en Europe.
Le principal « perdant » de la guerre fut l'empire d'Autriche qui, n'ayant rejoint aucun camp, fut sanctionné par les deux, et se retrouva isolé sur la scène européenne,. La Russie — qui considérait avoir sauvé la monarchie autrichienne en 1849 et était l'un de ses plus anciens alliés — fut particulièrement irritée par cette « trahison » ; Alexandre II se vengea en utilisant la même stratégie de neutralité armée, pour empêcher l'Autriche de redéployer ses forces, lors des guerres en Italie, et il fit peu pour la soutenir dans sa lutte contre la Prusse.

## Postérité

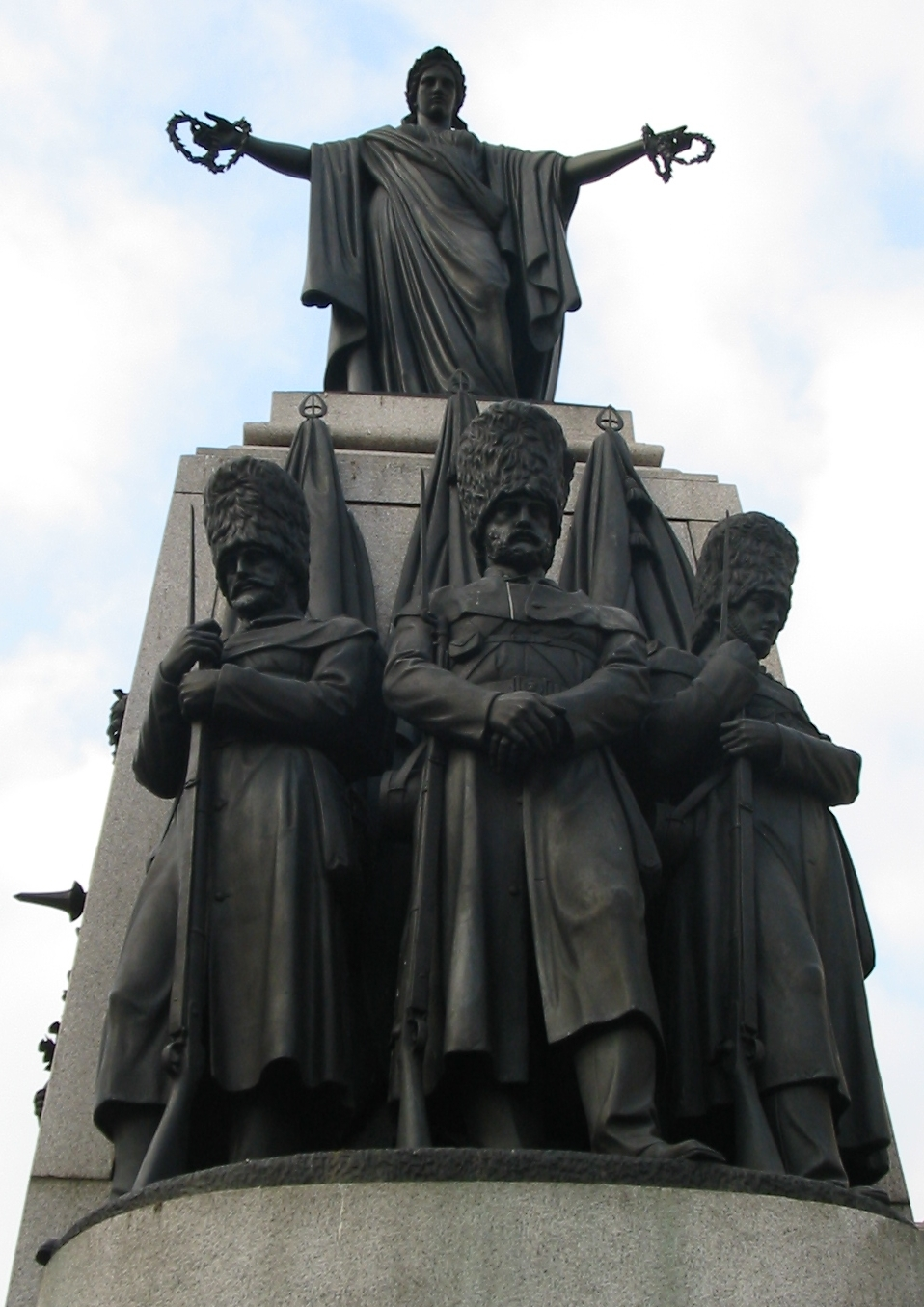
Mémorial de la guerre de Crimée à Londres.

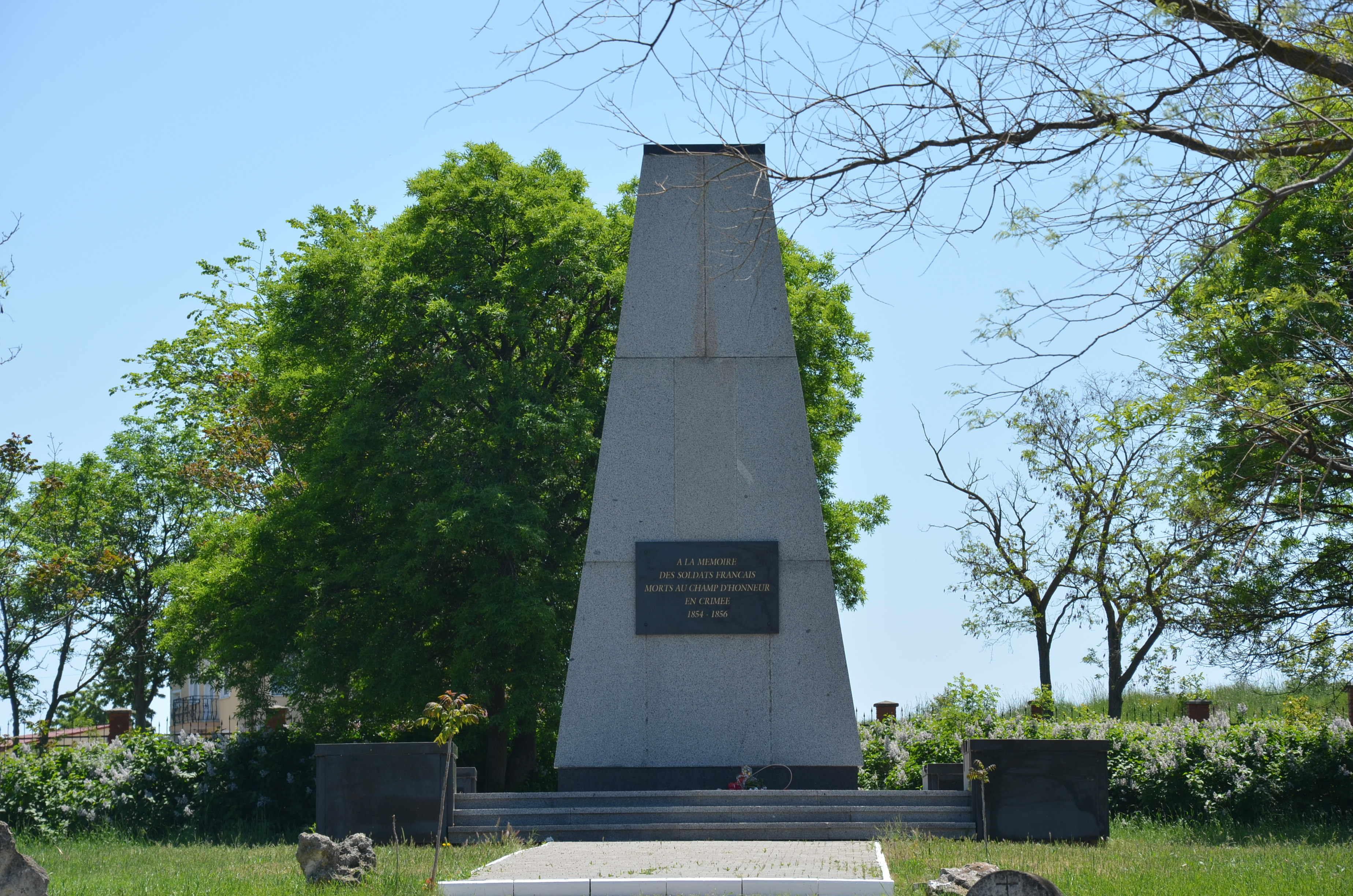
Le monument aux combattants français disparus pendant la guerre de Crimée (Sébastopol).

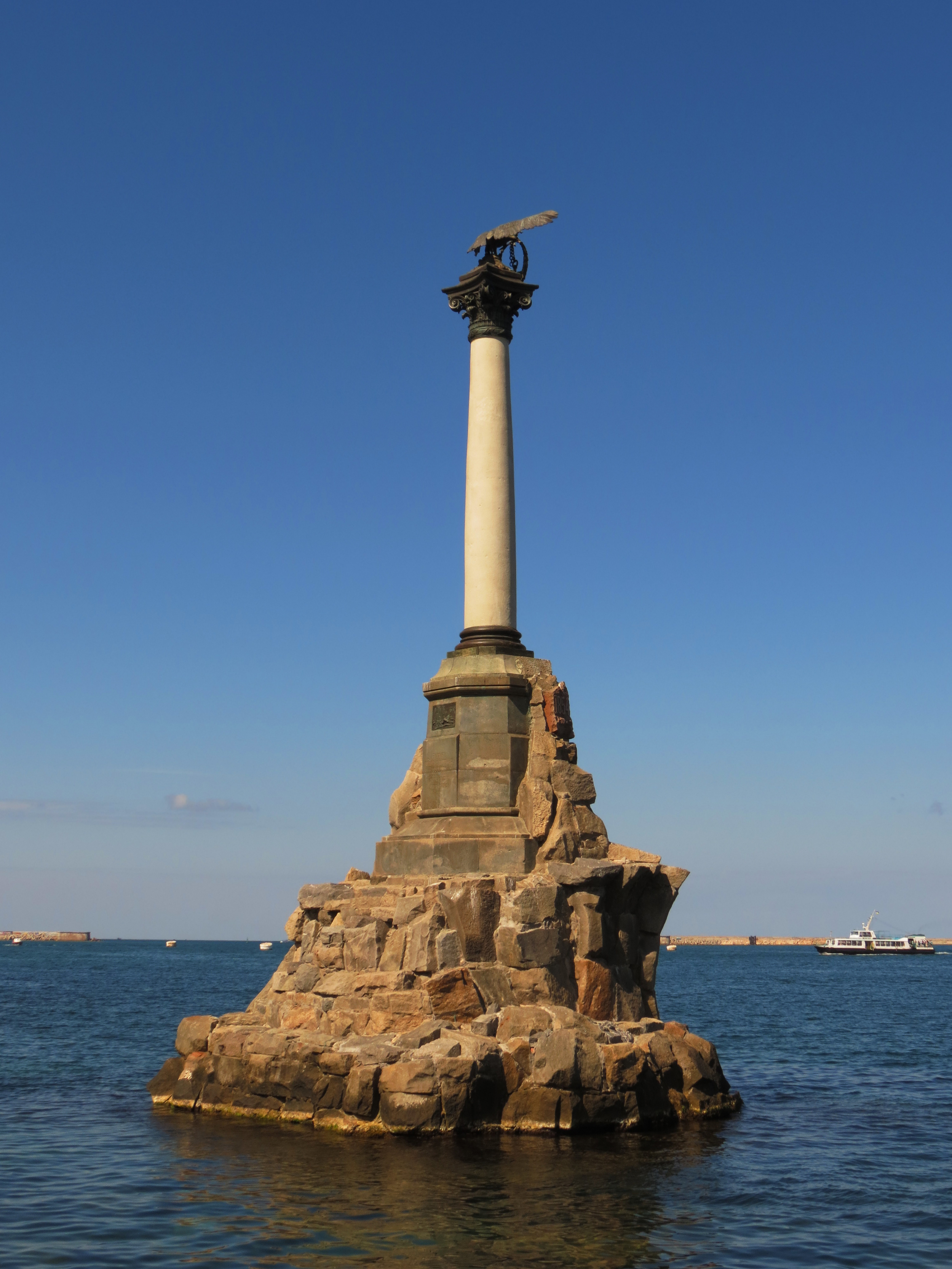
Monument aux navires coulés à Sébastopol.

De nombreux mémoriaux furent construits au Royaume-Uni pour commémorer les soldats morts durant le conflit. Le plus important est le Crimean War Memorial de Londres, dont les statues de la Victoire et de trois soldats ont été réalisées avec le métal des canons russes capturés à Sébastopol. Même si la forme du monument a été critiquée pour son style, il s'agissait de la première fois que de simples soldats étaient représentés dans un mémorial. Les héros n'étaient plus les officiers supérieurs issus de la noblesse, mais les simples Tommies, combattant courageusement malgré l'incompétence du commandement. En reconnaissance de leur service, la croix de Victoria fut créée pour récompenser les actes de bravoure des soldats quel que soit leur grade ; la reine Victoria décerna la médaille à 62 des 111 récipiendaires du conflit lors d'une cérémonie à Hyde Park le 26 juin 1857. Cela et les souffrances endurées par les soldats en Crimée firent également évoluer la perception du public britannique de son armée auparavant considérée comme un repaire d'ivrognes et de brutes issues des couches les plus misérables de la société. Après la guerre, les noms des batailles de la guerre de Crimée ont été repris pour nommer de nouvelles implantations dans le monde entier comme Alma au Québec, Balaklava en Australie ou Malakoff en France. De nombreuses villes françaises possèdent par ailleurs une rue du nom de Malakoff. Autre réalisation remarquable, la Statue de Notre-Dame de France au Puy-en-Velay (Auvergne-Rhône-Alpes) a été construite entre 1856 et 1860, à partir de 213 canons capturés lors du siège de Sébastopol et offerts par Napoléon III.
La guerre de Crimée a laissé une trace bien moins importante dans la mémoire collective française qu'au Royaume-Uni. Son souvenir a rapidement été éclipsé par la campagne d'Italie contre les Autrichiens, en 1859, l'expédition au Mexique de 1862-1866 et surtout par la guerre franco-allemande de 1870-1871.
Après le désastre de Sedan, la Troisième République s'est efforcée de discréditer le Second Empire. La guerre de Crimée, considérée comme un triomphe de Napoléon III, fut oubliée par l'historiographie républicaine et présentée comme une simple « aventure ». Par ailleurs, après la signature de l'alliance franco-russe en 1892, rappeler le siège de Sébastopol devenait mal venu. En Italie, l'absence de grande victoire en Crimée et le manque d'enthousiasme populaire pour cette expédition outremer a rendu difficile toute commémoration, d'autant plus que les événements de l'unification italienne se déroulèrent quelques années plus tard.
En Russie, la guerre fut vécue comme une profonde humiliation, et elle généra une forte rancœur envers les puissances occidentales qui avaient pris le parti de l'Empire ottoman. Le siège de Sébastopol a néanmoins marqué l'imaginaire collectif, comme cela avait été le cas pour les batailles de Poltava et de Borodino. Les défenseurs de la ville incarnaient l'esprit de la résistance russe, quand la Mère Russie était en danger et cette vision fut largement influencée par les Récits de Sébastopol de Léon Tolstoï. La propagande soviétique rappela ce souvenir pendant la Seconde Guerre mondiale ainsi que durant la guerre froide. Cependant Petropavlovsk-Kamtchatski, dans le kraï du Kamtchatka en Extrême-Orient qui a résisté aux assauts alliés, possède une stèle dédiée aux défenseurs de la ville ainsi que plusieurs autres monuments sur la colline Nikolski où ont eu lieu les combats,.
En Valachie et Moldavie, déception et ressentiment furent les sentiments dominants, car au traité de Paris ces principautés roumaines durent rester séparées, et tributaires de l'Empire ottoman,, tandis que la Moldavie, qui espérait récupérer toute la Bessarabie (peuplée de Moldaves), ne se voyait attribuer qu'une moitié du Boudjak le long du bas-Danube, de surcroît peuplée en partie de minorités bulgares et lipovènes. De plus, les autorités impériales russes durcissent leur domination en Bessarabie après la guerre, intensifient la colonisation de ce pays, interdisent l'usage de la langue moldave dans les écoles en 1860, puis dans l'ensemble de la sphère publique en 1871 et déportent les Moldaves vers d'autres provinces de l'Empire (notamment au Kouban, au Kazakhstan et en Sibérie).
Enfin, malgré son issue victorieuse, le souvenir de la guerre de Crimée a aussi été vilipendé par les historiens ottomans et turcs. Se situant entre l'âge d'or de l'Empire et la naissance de la Turquie moderne, le conflit est considéré comme un « événement honteux » qui accéléra le déclin de l'Empire ottoman. Celui-ci devint en effet de plus en plus dépendant des puissances occidentales, dont les interventions dans les affaires intérieures entraînèrent un affaiblissement des traditions ottomanes. Ce ressentiment à l'encontre de l'Occident est resté très vivace et en 1981, l'histoire officielle des forces armées turques, rédigée par l'état-major, concluait son analyse de la guerre de Crimée par : « Les soldats ottomans ont versé leur sang sur tous les fronts […] mais nos alliés occidentaux accaparèrent toute la gloire »,.

## Dans les arts et la culture

### Iconographie

#### Peinture

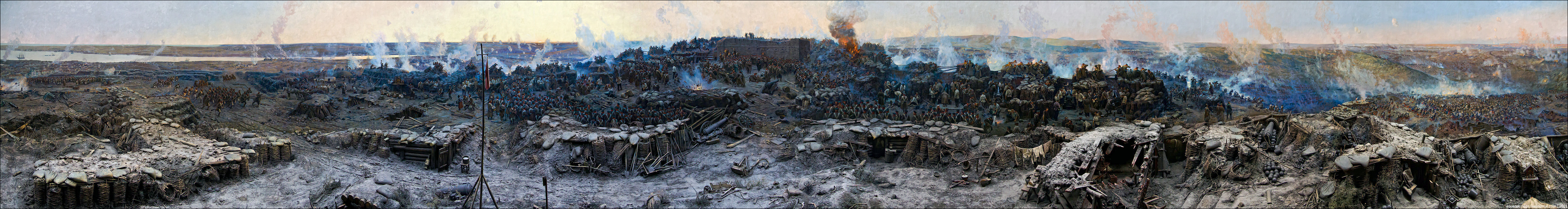
Le Panorama du Siège de Sébastopol réalisé en 1904 par Franz Roubaud. La toile de 114 mètres de long sur 14 de haut est exposée dans un pavillon dédié à Sébastopol.

### Littérature
- Les trois  Récits de Sébastopol de Léon Tolstoï sont écrits d'après son expérience d'officier de l'armée russe pendant le siège de cette ville[474]. Acteur et témoin, il reçoit l'Ordre de Sainte-Anne pour sa bravoure.
- Mémoires d'un paysan bas-breton, de Jean-Marie Déguignet (1834-1905), première version incomplète publiée par Anatole Le Braz dans la Revue de Paris à l'hiver 1904-1905. La seconde version, sous forme condensée en 1998, par l'éditeur breton, An Here.

### Filmographie
La Guerre de Crimée a été portée sur grand écran dès le début du cinéma muet dans des productions cinématographiques principalement russes, anglaises et américaines.

#### Cinéma
- 1911 : La Défense de Sébastopol de Vasilij Gontcharov ;
- 1912 : 
  - La Dernière Charge (The Charge of the Light Brigade) de J. Searle Dawley ;
  - The Victoria Cross de Hal Reid ;
- 1914 : 
  - The Charge of the Light Brigade, réalisateur inconnu ;
  - Pimple’s Charge of the Light Brigade de Fred Evans et Joes Evan ;
- 1928 : Balaclava de Maurice Elvey et Milton Rosmer ;
- 1936 : La Charge de la Brigade Légère de Michael Curtiz ;
- 1946 : Amiral Nahimov de Vsevolod Poudovkine ;
- 1947 : Pirogov de Grigory Kozintsev ;
- 1948 : Elizabeth of Ladymead de Herbert Wilcox ;
- 1954 : La Charge des lanciers de William Castle ;
- 1968 : La Charge de la Brigade Légère de Tony Richardson ;

### Télévision

#### Documentaire
- 2016 : La guerre de Crimée : la première guerre mondiale de Denis Bespalyi.